# Medvěd lední
Medvěd lední (Ursus maritimus), označovaný též jako medvěd polární, je velký druh medvěda typický pro severní polární oblast. Oproti ostatním medvědům využívá užší ekologickou niku, na niž se výborně adaptoval tělesnými vlastnostmi uzpůsobenými na nízké teploty, na pohyb na sněhu, po ledu a v neposlední řadě na plavání v chladné vodě. Tepelnou izolaci mu zajišťuje hustá srst a silná tuková vrstva pod kůží. Živí se zejména lovem, přičemž jeho hlavní kořistí jsou tuleni (Phocidae), zdržující se při okrajích mořského ledu. Není-li potravy dostatek, žije ze své tukové rezervy a je schopný hladovět po dobu několika měsíců. Druh popsal anglický námořník Constantine John Phipps v roce 1774.
V kohoutku může měřit až 1,6 metru, délka těla činí přibližně 2,5 metru, a stojí-li na zadních nohou, dosahuje výšky okolo 2,4–3,3 metru. Samec může vážit 300–800 kg (výjimečně i více) a největší hmotnosti dosahuje obvykle před začátkem období zimního klidu (tedy zcela vykrmený). V současné době bývá považován za nejtěžší dravé zvíře žijící na souši. Údajně největší doposud známý exemplář dosáhl váhy 1 002 kg a vzpřímený mohl být vysoký kolem 3,5 metru. Samice jsou výrazně menší a váží okolo 150–300 kg, v březosti až 500 kg.
Období páření probíhá od konce března do začátku června. Samice je gravidní 6,5–9 měsíců, ale prodělává takzvanou utajenou březost, kdy se nejprve pozastaví vývoj oplozeného vajíčka a posléze znovu obnoví v příhodnou dobu, zpravidla v srpnu nebo září. Medvíďata se rodí slepá a hluchá, o hmotností 450 až 900 gramů. Ve věku 4–5 měsíců jsou již schopna pozřít tuhou stravu a až do stáří 2–3 let sbírají zkušenosti od své matky. Do pohlavní zralosti se dostanou při dovršení čtvrtého až šestého roku života. Medvěd lední se ve volné přírodě jen zřídka dožije více než 30 let. V zajetí se samice medvěda ledního dožila téměř 44 let.
Na základě nekompletních studií odborníci usuzují, že v divoké přírodě žije okolo 23 000 jedinců (rok 2018). V zajetí je chováno cca 300 zvířat (rok 2022). První, avšak umělý odchov mláděte se podařil v Zoo Praha v roce 1942.
Medvěd lední je chráněn mezinárodními dohodami. Mezinárodní svaz ochrany přírody (IUCN) jej od roku 2006, v roce 2008 a po poslední uvedené studii z roku 2015 vede jako zranitelný druh, a to především na základě nejisté budoucnosti s ohledem na možné či už působící hrozby způsobené člověkem nebo vzniklé v důsledku ekologických změn.

## Rozšíření a početnost

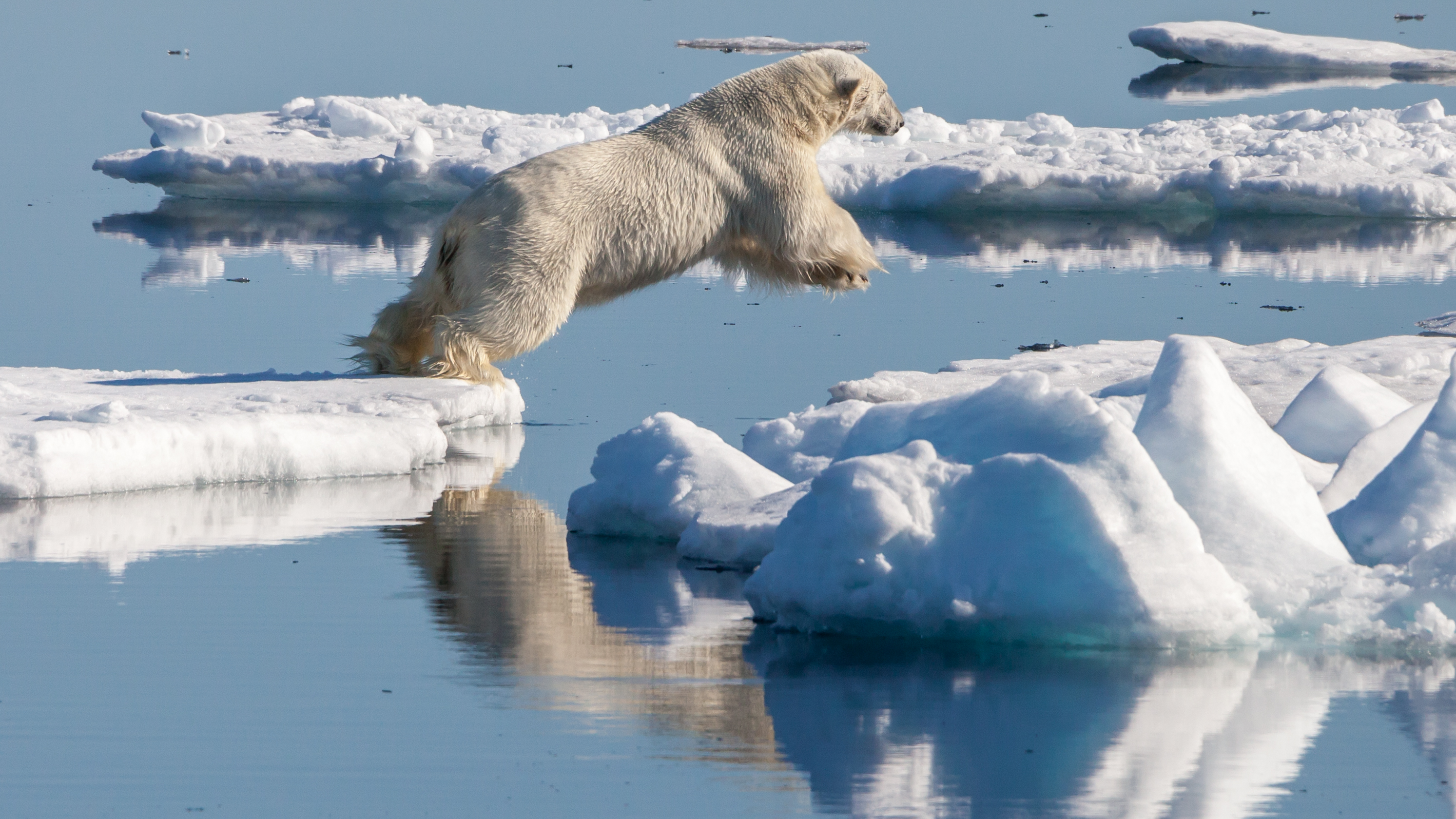
Lední medvěd při tzv. driftování

Lední medvědi se pohybují prakticky po celé Arktidě, primárně podél polárního ledového obalu a jen vzácněji v blízkosti severního pólu, pouze v létě někteří medvědi proniknou až sem. Pohybují se v prostředí, kde teplota může klesnout až na -46 °C, přičemž průměrné teploty v Arktidě jsou -34 °C (v zimě) a 0 °C (v létě).
Přirozeným prostředím jsou pro ně bloky ledových ker, okraje břehů a otevřené vody, tvořící vzájemnou kombinaci (viz polynie). V nepříznivém období, při letním tání, jsou nuceni pobývat i na pevnině. V zimě je lze spatřit až na jihu Kanady v zamrzlém Jamesovu zálivu. Podobně se v období migrace stahují do blízkosti kanadského města Churchill v provincii Manitoba, kde vyčkávají, než zamrzne Hudsonův záliv. Do Churchillu se na tuto podívanou každým rokem sjíždějí stovky turistů. Vlivem takzvaného driftování na ledových masivech je může mořský proud či vítr zanést daleko na jih, a tak byli spatřeni například též v Norsku, nebo dokonce až na japonském ostrově Hokkaidó. Vzácně se může objevit na severu Finska či na Islandu. Konkrétně na Island se občas dostává z Grónska a z bezpečnostních a finančních důvodů je zde zabíjen.
Celkově se tedy medvěd lední rozšířil do oblasti Dánska (Grónsko), Norska (Špicberky, Jan Mayen, Medvědí ostrov), Ruska (Země Františka Josefa, Nová země – proslulá testy jaderných zbraní v letech 1955 až 1990, které mohly mít negativní vliv na genetiku zdejších medvědů, Severní země, Novosibiřské ostrovy, Wrangelův ostrov, Kamčatka, Anadyrský záliv), USA (Aljaška, okolí Yukonu, Labrador) a Kanady. Nejvíce medvědů (60–80 %) žije na severovýchodě Kanady. Všechny zmíněné státy jednotně spolupracují pod záštitou dohody, v níž se společně shodují na důležitosti zachování a ochrany přeživší populace medvěda ledního, a zároveň přislíbily spolupráci v oblasti výzkumu. Ilegální lov je kontrolován příslušnými úřady.
Mezinárodní svaz ochrany přírody (IUCN) od roku 2015 uvádí, že k poklesu dochází asi u tří z celkem 19 známých regionálních populací. Jednu subpopulaci vědci označili za rostoucí, šest za stabilní a posledních devět za blíže nespecifikované, neboť není k dispozici dostatek údajů. Na základě těchto nekompletních studií biologové usuzují, že v divoké přírodě žije okolo 22 000–31 000 jedinců. V novější studii, publikované v roce 2018, odborníci počítají s populací okolo 23 000 jedinců (v rozmezí 15 972–31 212).

Mapa s vyznačenými 19 subpopulacemi medvěda ledního (více viz odstavec vlevo)

Populace medvědů ledních se dělí podle výskytu na 19 subpopulací (viz obrázek vpravo), a sice: na jedince či skupinu žijící v oblasti východního Grónska (EG), Barentsova moře (BS), Karského moře (KS), Moře Laptěvů (LVS), Čukotského moře (CS), severního a jižního Beaufortova moře (SBS a NBS), Melvillova průlivu (VM), Kanálu M'Clintock (MC), Boothijského zálivu (GB), Lancasterova průlivu (LS), Norského zálivu (NB), Kaneova pánve (KB), Baffinova zálivu (BB), Davisova průlivu (DS), Foxova zálivu (FB), západního a jižního Hudsonova zálivu (WHB a SHB) a v okolí Ostrovů královny Alžběty (QE).
Podle zprávy z roku 2018, kterou vydala vláda kanadského teritoria Nunavut, populace medvědů ledních roste a představují větší nebezpečí pro místní inuitské komunity, protože se stále více přibližují k lidské infrastruktuře. Jiní odborníci tyto situace připisují klimatickým změnám, ale nemyslí si, že by byla populace medvědů na vzestupu.

## Taxonomie

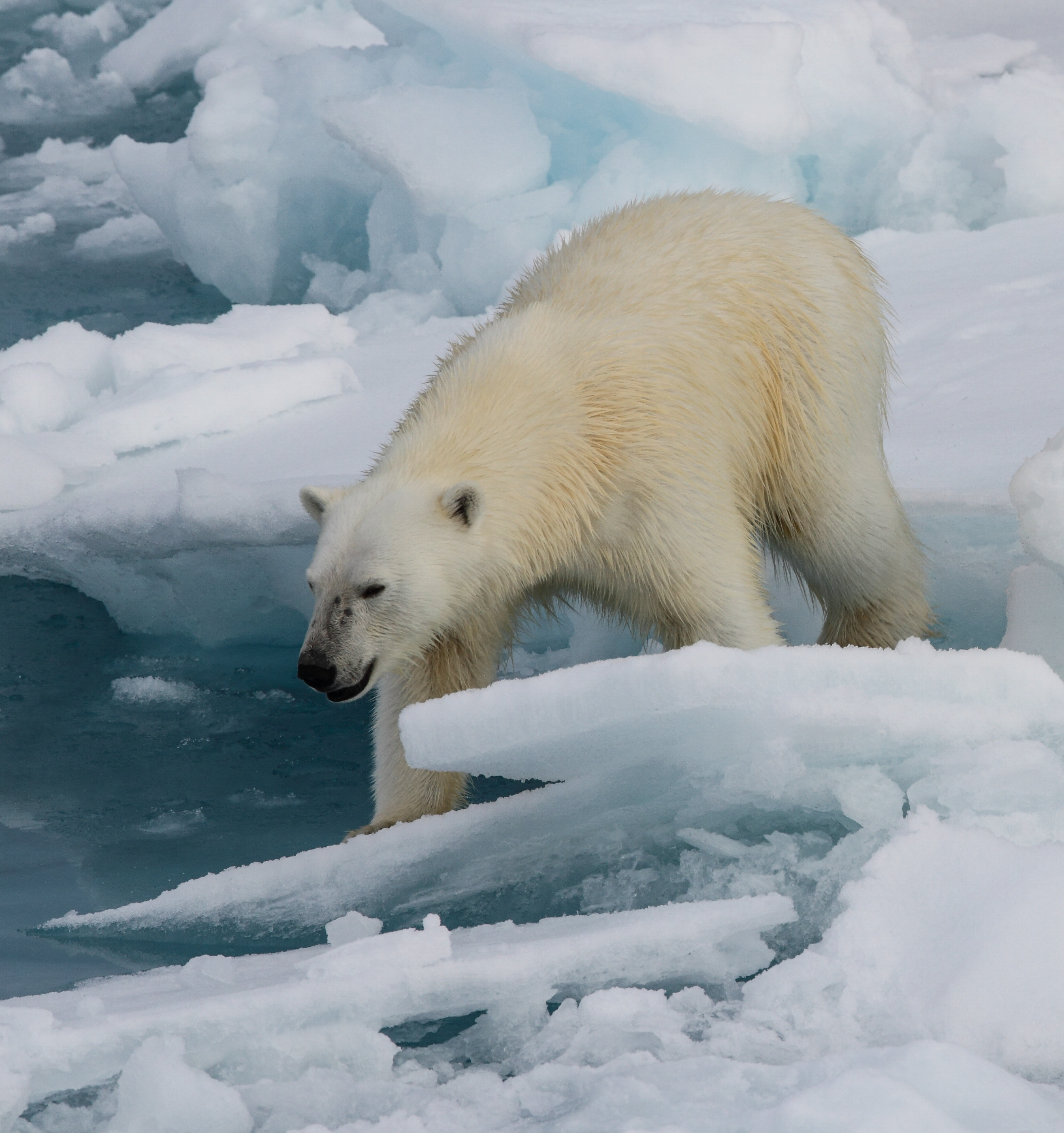
Lední medvěd se přímo adaptoval na život v chladné Arktidě.

Lední medvěd náleží do rodu Ursus (medvěd) a řadí se do čeledi Ursidae (medvědovití). Od ostatních savců řádu Carnivora (šelmy) se tento rod robustních šelem oddělil před asi 38 miliony let. Z evolučního hlediska jsou medvědovití nejmladšími šelmami. Tito tvorové mají úzkou vazbu na šelmy psovité. Příbuzenství je tak patrné, že jsou označováni za jednu z postranních větví psovitých. Výchozí formou medvědovitých byla poměrně malá a převážně na stromech žijící zvířata, která se až teprve později přizpůsobila pozemnímu způsobu života. Koncem oligocénu až začátkem spodního miocénu to byli tvorové velcí asi jako dnešní liška, teprve s postupem času rostli do větších rozměrů. Kosterní pozůstatky jedné z těchto nejstarších forem byly objeveny mimo jiné i v Čechách, a sice v Tuchořicích u Loun. Během miocénu se již objevily i první velké formy, které rostly do podobných rozměrů jako dnešní grizzlyové nebo medvědi lední (např. rod menších druhů Hemicyon a mladší pokračovatel větších zástupců rod Agriotherium). Moderní rod Ursus má své nejstarší zástupce v mladším pliocénu a jedním z nich je tehdejší největší medvědovitá šelma – vyhynulý medvěd jeskynní (Ursus spelaeus), který byl o něco málo větší než dnešní medvěd hnědý a mohl dosahovat hmotnosti 250–500 kg.
Fylogenetický strom současných druhů medvědů (viz níže) vytvořený na základě fosilních nálezů dokazuje, že nejblíže příbuzný medvědovi lednímu je medvěd hnědý (Ursus arctos). S tímto druhem sdílí hned několik společných znaků, například podobnou chemicko-biologickou strukturu mozku nebo je hostitelem stejných střevních parazitů (např. Baylisascaris transfuga). Objevené fosilie a genetický výzkum (mitochondriální DNA) naznačuje, že se od medvěda hnědého oddělil asi před 300–150 tisíci lety, pravděpodobně kvůli změnám klimatu. Avšak dle novější studie z roku 2024 (na základě podrobnějšího zkoumání konkrétních genů podílejících se na typu a barvě srsti či na kardiovaskulární funkci) je druh poměrně velmi mladý a spatřil světlo světa teprve před 70 tisíci lety. Naproti tomu jiné genetické výzkumy z let 2014 a 2012 přicházejí s tím, že k odtržení došlo před 400 tisíci (kompletní genom) nebo už před 600 tisíci lety (jaderná DNA). Kosterní pozůstatky dále prozradily, že se podoba jeho stoliček oproti příbuznému druhu změnila na ty, které jsou typické pro masožravce (medvěd hnědý je všežravec). Stalo se tak přibližně v období před 20–10 tisíci lety. Za nejstarší dochovanou fosilii medvěda ledního se považuje nález dolní čelisti dospělého samce z roku 2004 na Špicberkách, jejíž stáří se datuje do doby před 130–110 tisíci lety.
|  | \| \| medvěd lední \| \| \| \| \| \| medvěd hnědý \| \| \| \| |
|  |                                                               |
|  | medvěd baribal                                                |
|  |                                                               |
|  | medvěd lední                                                  |
|  |                                                               |
|  | medvěd hnědý                                                  |
|  |                                                               |

|  | medvěd lední |
|  |              |
|  | medvěd hnědý |
|  |              |

|  | medvěd ušatý                                                       |
|  |                                                                    |
|  | \| \| medvěd pyskatý \| \| \| \| \| \| medvěd malajský \| \| \| \| |
|  |                                                                    |
|  | medvěd pyskatý                                                     |
|  |                                                                    |
|  | medvěd malajský                                                    |
|  |                                                                    |

|  | medvěd pyskatý  |
|  |                 |
|  | medvěd malajský |
|  |                 |

|  | \| \| medvěd lední \| \| \| \| \| \| medvěd hnědý \| \| \| \| |
|  |                                                               |
|  | medvěd baribal                                                |
|  |                                                               |
|  | medvěd lední                                                  |
|  |                                                               |
|  | medvěd hnědý                                                  |
|  |                                                               |

|  | medvěd lední |
|  |              |
|  | medvěd hnědý |
|  |              |

|  | medvěd ušatý                                                       |
|  |                                                                    |
|  | \| \| medvěd pyskatý \| \| \| \| \| \| medvěd malajský \| \| \| \| |
|  |                                                                    |
|  | medvěd pyskatý                                                     |
|  |                                                                    |
|  | medvěd malajský                                                    |
|  |                                                                    |

|  | medvěd pyskatý  |
|  |                 |
|  | medvěd malajský |
|  |                 |

|  | \| \| medvěd lední \| \| \| \| \| \| medvěd hnědý \| \| \| \| |
|  |                                                               |
|  | medvěd baribal                                                |
|  |                                                               |
|  | medvěd lední                                                  |
|  |                                                               |
|  | medvěd hnědý                                                  |
|  |                                                               |

|  | medvěd lední |
|  |              |
|  | medvěd hnědý |
|  |              |

|  | medvěd ušatý                                                       |
|  |                                                                    |
|  | \| \| medvěd pyskatý \| \| \| \| \| \| medvěd malajský \| \| \| \| |
|  |                                                                    |
|  | medvěd pyskatý                                                     |
|  |                                                                    |
|  | medvěd malajský                                                    |
|  |                                                                    |

|  | medvěd pyskatý  |
|  |                 |
|  | medvěd malajský |
|  |                 |

|  | \| \| medvěd lední \| \| \| \| \| \| medvěd hnědý \| \| \| \| |
|  |                                                               |
|  | medvěd baribal                                                |
|  |                                                               |
|  | medvěd lední                                                  |
|  |                                                               |
|  | medvěd hnědý                                                  |
|  |                                                               |

|  | medvěd lední |
|  |              |
|  | medvěd hnědý |
|  |              |

|  | medvěd ušatý                                                       |
|  |                                                                    |
|  | \| \| medvěd pyskatý \| \| \| \| \| \| medvěd malajský \| \| \| \| |
|  |                                                                    |
|  | medvěd pyskatý                                                     |
|  |                                                                    |
|  | medvěd malajský                                                    |
|  |                                                                    |

|  | medvěd pyskatý  |
|  |                 |
|  | medvěd malajský |
|  |                 |

|  | \| \| medvěd lední \| \| \| \| \| \| medvěd hnědý \| \| \| \| |
|  |                                                               |
|  | medvěd baribal                                                |
|  |                                                               |
|  | medvěd lední                                                  |
|  |                                                               |
|  | medvěd hnědý                                                  |
|  |                                                               |

|  | medvěd lední |
|  |              |
|  | medvěd hnědý |
|  |              |

|  | medvěd ušatý                                                       |
|  |                                                                    |
|  | \| \| medvěd pyskatý \| \| \| \| \| \| medvěd malajský \| \| \| \| |
|  |                                                                    |
|  | medvěd pyskatý                                                     |
|  |                                                                    |
|  | medvěd malajský                                                    |
|  |                                                                    |

|  | medvěd pyskatý  |
|  |                 |
|  | medvěd malajský |
|  |                 |

|  | \| \| medvěd lední \| \| \| \| \| \| medvěd hnědý \| \| \| \| |
|  |                                                               |
|  | medvěd baribal                                                |
|  |                                                               |
|  | medvěd lední                                                  |
|  |                                                               |
|  | medvěd hnědý                                                  |
|  |                                                               |

|  | medvěd lední |
|  |              |
|  | medvěd hnědý |
|  |              |

|  | medvěd ušatý                                                       |
|  |                                                                    |
|  | \| \| medvěd pyskatý \| \| \| \| \| \| medvěd malajský \| \| \| \| |
|  |                                                                    |
|  | medvěd pyskatý                                                     |
|  |                                                                    |
|  | medvěd malajský                                                    |
|  |                                                                    |

|  | medvěd pyskatý  |
|  |                 |
|  | medvěd malajský |
|  |                 |

|  | \| \| medvěd lední \| \| \| \| \| \| medvěd hnědý \| \| \| \| |
|  |                                                               |
|  | medvěd baribal                                                |
|  |                                                               |
|  | medvěd lední                                                  |
|  |                                                               |
|  | medvěd hnědý                                                  |
|  |                                                               |

|  | medvěd lední |
|  |              |
|  | medvěd hnědý |
|  |              |

|  | medvěd ušatý                                                       |
|  |                                                                    |
|  | \| \| medvěd pyskatý \| \| \| \| \| \| medvěd malajský \| \| \| \| |
|  |                                                                    |
|  | medvěd pyskatý                                                     |
|  |                                                                    |
|  | medvěd malajský                                                    |
|  |                                                                    |

|  | medvěd pyskatý  |
|  |                 |
|  | medvěd malajský |
|  |                 |

|  | \| \| medvěd lední \| \| \| \| \| \| medvěd hnědý \| \| \| \| |
|  |                                                               |
|  | medvěd baribal                                                |
|  |                                                               |
|  | medvěd lední                                                  |
|  |                                                               |
|  | medvěd hnědý                                                  |
|  |                                                               |

|  | medvěd lední |
|  |              |
|  | medvěd hnědý |
|  |              |

|  | medvěd ušatý                                                       |
|  |                                                                    |
|  | \| \| medvěd pyskatý \| \| \| \| \| \| medvěd malajský \| \| \| \| |
|  |                                                                    |
|  | medvěd pyskatý                                                     |
|  |                                                                    |
|  | medvěd malajský                                                    |
|  |                                                                    |

|  | medvěd pyskatý  |
|  |                 |
|  | medvěd malajský |
|  |                 |

|  | \| \| medvěd lední \| \| \| \| \| \| medvěd hnědý \| \| \| \| |
|  |                                                               |
|  | medvěd baribal                                                |
|  |                                                               |
|  | medvěd lední                                                  |
|  |                                                               |
|  | medvěd hnědý                                                  |
|  |                                                               |

|  | medvěd lední |
|  |              |
|  | medvěd hnědý |
|  |              |

|  | medvěd ušatý                                                       |
|  |                                                                    |
|  | \| \| medvěd pyskatý \| \| \| \| \| \| medvěd malajský \| \| \| \| |
|  |                                                                    |
|  | medvěd pyskatý                                                     |
|  |                                                                    |
|  | medvěd malajský                                                    |
|  |                                                                    |

|  | medvěd pyskatý  |
|  |                 |
|  | medvěd malajský |
|  |                 |

|  | \| \| medvěd lední \| \| \| \| \| \| medvěd hnědý \| \| \| \| |
|  |                                                               |
|  | medvěd baribal                                                |
|  |                                                               |
|  | medvěd lední                                                  |
|  |                                                               |
|  | medvěd hnědý                                                  |
|  |                                                               |

|  | medvěd lední |
|  |              |
|  | medvěd hnědý |
|  |              |

|  | medvěd ušatý                                                       |
|  |                                                                    |
|  | \| \| medvěd pyskatý \| \| \| \| \| \| medvěd malajský \| \| \| \| |
|  |                                                                    |
|  | medvěd pyskatý                                                     |
|  |                                                                    |
|  | medvěd malajský                                                    |
|  |                                                                    |

|  | medvěd pyskatý  |
|  |                 |
|  | medvěd malajský |
|  |                 |

|  | \| \| medvěd lední \| \| \| \| \| \| medvěd hnědý \| \| \| \| |
|  |                                                               |
|  | medvěd baribal                                                |
|  |                                                               |
|  | medvěd lední                                                  |
|  |                                                               |
|  | medvěd hnědý                                                  |
|  |                                                               |

|  | medvěd lední |
|  |              |
|  | medvěd hnědý |
|  |              |

|  | medvěd ušatý                                                       |
|  |                                                                    |
|  | \| \| medvěd pyskatý \| \| \| \| \| \| medvěd malajský \| \| \| \| |
|  |                                                                    |
|  | medvěd pyskatý                                                     |
|  |                                                                    |
|  | medvěd malajský                                                    |
|  |                                                                    |

|  | medvěd pyskatý  |
|  |                 |
|  | medvěd malajský |
|  |                 |

|  | \| \| medvěd lední \| \| \| \| \| \| medvěd hnědý \| \| \| \| |
|  |                                                               |
|  | medvěd baribal                                                |
|  |                                                               |
|  | medvěd lední                                                  |
|  |                                                               |
|  | medvěd hnědý                                                  |
|  |                                                               |

|  | medvěd lední |
|  |              |
|  | medvěd hnědý |
|  |              |

|  | medvěd ušatý                                                       |
|  |                                                                    |
|  | \| \| medvěd pyskatý \| \| \| \| \| \| medvěd malajský \| \| \| \| |
|  |                                                                    |
|  | medvěd pyskatý                                                     |
|  |                                                                    |
|  | medvěd malajský                                                    |
|  |                                                                    |

|  | medvěd pyskatý  |
|  |                 |
|  | medvěd malajský |
|  |                 |

|  | \| \| medvěd lední \| \| \| \| \| \| medvěd hnědý \| \| \| \| |
|  |                                                               |
|  | medvěd baribal                                                |
|  |                                                               |
|  | medvěd lední                                                  |
|  |                                                               |
|  | medvěd hnědý                                                  |
|  |                                                               |

|  | medvěd lední |
|  |              |
|  | medvěd hnědý |
|  |              |

|  | medvěd ušatý                                                       |
|  |                                                                    |
|  | \| \| medvěd pyskatý \| \| \| \| \| \| medvěd malajský \| \| \| \| |
|  |                                                                    |
|  | medvěd pyskatý                                                     |
|  |                                                                    |
|  | medvěd malajský                                                    |
|  |                                                                    |

|  | medvěd pyskatý  |
|  |                 |
|  | medvěd malajský |
|  |                 |

|  | \| \| medvěd lední \| \| \| \| \| \| medvěd hnědý \| \| \| \| |
|  |                                                               |
|  | medvěd baribal                                                |
|  |                                                               |
|  | medvěd lední                                                  |
|  |                                                               |
|  | medvěd hnědý                                                  |
|  |                                                               |

|  | medvěd lední |
|  |              |
|  | medvěd hnědý |
|  |              |

|  | medvěd ušatý                                                       |
|  |                                                                    |
|  | \| \| medvěd pyskatý \| \| \| \| \| \| medvěd malajský \| \| \| \| |
|  |                                                                    |
|  | medvěd pyskatý                                                     |
|  |                                                                    |
|  | medvěd malajský                                                    |
|  |                                                                    |

|  | medvěd pyskatý  |
|  |                 |
|  | medvěd malajský |
|  |                 |

|  | \| \| medvěd lední \| \| \| \| \| \| medvěd hnědý \| \| \| \| |
|  |                                                               |
|  | medvěd baribal                                                |
|  |                                                               |
|  | medvěd lední                                                  |
|  |                                                               |
|  | medvěd hnědý                                                  |
|  |                                                               |

|  | medvěd lední |
|  |              |
|  | medvěd hnědý |
|  |              |

|  | medvěd ušatý                                                       |
|  |                                                                    |
|  | \| \| medvěd pyskatý \| \| \| \| \| \| medvěd malajský \| \| \| \| |
|  |                                                                    |
|  | medvěd pyskatý                                                     |
|  |                                                                    |
|  | medvěd malajský                                                    |
|  |                                                                    |

|  | medvěd pyskatý  |
|  |                 |
|  | medvěd malajský |
|  |                 |

|  | \| \| medvěd lední \| \| \| \| \| \| medvěd hnědý \| \| \| \| |
|  |                                                               |
|  | medvěd baribal                                                |
|  |                                                               |
|  | medvěd lední                                                  |
|  |                                                               |
|  | medvěd hnědý                                                  |
|  |                                                               |

|  | medvěd lední |
|  |              |
|  | medvěd hnědý |
|  |              |

|  | medvěd ušatý                                                       |
|  |                                                                    |
|  | \| \| medvěd pyskatý \| \| \| \| \| \| medvěd malajský \| \| \| \| |
|  |                                                                    |
|  | medvěd pyskatý                                                     |
|  |                                                                    |
|  | medvěd malajský                                                    |
|  |                                                                    |

|  | medvěd pyskatý  |
|  |                 |
|  | medvěd malajský |
|  |                 |

|  | medvěd lední |
|  |              |
|  | medvěd hnědý |
|  |              |

|  | \| \| medvěd baribal \| \| \| \| \| \| medvěd ušatý \| \| \| \| |
|  |                                                                 |
|  | medvěd malajský                                                 |
|  |                                                                 |
|  | medvěd baribal                                                  |
|  |                                                                 |
|  | medvěd ušatý                                                    |
|  |                                                                 |

|  | medvěd baribal |
|  |                |
|  | medvěd ušatý   |
|  |                |

|  | medvěd lední |
|  |              |
|  | medvěd hnědý |
|  |              |

|  | \| \| medvěd baribal \| \| \| \| \| \| medvěd ušatý \| \| \| \| |
|  |                                                                 |
|  | medvěd malajský                                                 |
|  |                                                                 |
|  | medvěd baribal                                                  |
|  |                                                                 |
|  | medvěd ušatý                                                    |
|  |                                                                 |

|  | medvěd baribal |
|  |                |
|  | medvěd ušatý   |
|  |                |

|  | medvěd lední |
|  |              |
|  | medvěd hnědý |
|  |              |

|  | \| \| medvěd baribal \| \| \| \| \| \| medvěd ušatý \| \| \| \| |
|  |                                                                 |
|  | medvěd malajský                                                 |
|  |                                                                 |
|  | medvěd baribal                                                  |
|  |                                                                 |
|  | medvěd ušatý                                                    |
|  |                                                                 |

|  | medvěd baribal |
|  |                |
|  | medvěd ušatý   |
|  |                |

|  | medvěd lední |
|  |              |
|  | medvěd hnědý |
|  |              |

|  | \| \| medvěd baribal \| \| \| \| \| \| medvěd ušatý \| \| \| \| |
|  |                                                                 |
|  | medvěd malajský                                                 |
|  |                                                                 |
|  | medvěd baribal                                                  |
|  |                                                                 |
|  | medvěd ušatý                                                    |
|  |                                                                 |

|  | medvěd baribal |
|  |                |
|  | medvěd ušatý   |
|  |                |

|  | medvěd lední |
|  |              |
|  | medvěd hnědý |
|  |              |

|  | \| \| medvěd baribal \| \| \| \| \| \| medvěd ušatý \| \| \| \| |
|  |                                                                 |
|  | medvěd malajský                                                 |
|  |                                                                 |
|  | medvěd baribal                                                  |
|  |                                                                 |
|  | medvěd ušatý                                                    |
|  |                                                                 |

|  | medvěd baribal |
|  |                |
|  | medvěd ušatý   |
|  |                |

|  | medvěd lední |
|  |              |
|  | medvěd hnědý |
|  |              |

|  | \| \| medvěd baribal \| \| \| \| \| \| medvěd ušatý \| \| \| \| |
|  |                                                                 |
|  | medvěd malajský                                                 |
|  |                                                                 |
|  | medvěd baribal                                                  |
|  |                                                                 |
|  | medvěd ušatý                                                    |
|  |                                                                 |

|  | medvěd baribal |
|  |                |
|  | medvěd ušatý   |
|  |                |

|  | medvěd lední |
|  |              |
|  | medvěd hnědý |
|  |              |

|  | \| \| medvěd baribal \| \| \| \| \| \| medvěd ušatý \| \| \| \| |
|  |                                                                 |
|  | medvěd malajský                                                 |
|  |                                                                 |
|  | medvěd baribal                                                  |
|  |                                                                 |
|  | medvěd ušatý                                                    |
|  |                                                                 |

|  | medvěd baribal |
|  |                |
|  | medvěd ušatý   |
|  |                |

|  | medvěd lední |
|  |              |
|  | medvěd hnědý |
|  |              |

|  | \| \| medvěd baribal \| \| \| \| \| \| medvěd ušatý \| \| \| \| |
|  |                                                                 |
|  | medvěd malajský                                                 |
|  |                                                                 |
|  | medvěd baribal                                                  |
|  |                                                                 |
|  | medvěd ušatý                                                    |
|  |                                                                 |

|  | medvěd baribal |
|  |                |
|  | medvěd ušatý   |
|  |                |

|  | medvěd lední |
|  |              |
|  | medvěd hnědý |
|  |              |

|  | \| \| medvěd baribal \| \| \| \| \| \| medvěd ušatý \| \| \| \| |
|  |                                                                 |
|  | medvěd malajský                                                 |
|  |                                                                 |
|  | medvěd baribal                                                  |
|  |                                                                 |
|  | medvěd ušatý                                                    |
|  |                                                                 |

|  | medvěd baribal |
|  |                |
|  | medvěd ušatý   |
|  |                |

|  | medvěd lední |
|  |              |
|  | medvěd hnědý |
|  |              |

|  | \| \| medvěd baribal \| \| \| \| \| \| medvěd ušatý \| \| \| \| |
|  |                                                                 |
|  | medvěd malajský                                                 |
|  |                                                                 |
|  | medvěd baribal                                                  |
|  |                                                                 |
|  | medvěd ušatý                                                    |
|  |                                                                 |

|  | medvěd baribal |
|  |                |
|  | medvěd ušatý   |
|  |                |

|  | medvěd lední |
|  |              |
|  | medvěd hnědý |
|  |              |

|  | \| \| medvěd baribal \| \| \| \| \| \| medvěd ušatý \| \| \| \| |
|  |                                                                 |
|  | medvěd malajský                                                 |
|  |                                                                 |
|  | medvěd baribal                                                  |
|  |                                                                 |
|  | medvěd ušatý                                                    |
|  |                                                                 |

|  | medvěd baribal |
|  |                |
|  | medvěd ušatý   |
|  |                |

|  | medvěd lední |
|  |              |
|  | medvěd hnědý |
|  |              |

|  | \| \| medvěd baribal \| \| \| \| \| \| medvěd ušatý \| \| \| \| |
|  |                                                                 |
|  | medvěd malajský                                                 |
|  |                                                                 |
|  | medvěd baribal                                                  |
|  |                                                                 |
|  | medvěd ušatý                                                    |
|  |                                                                 |

|  | medvěd baribal |
|  |                |
|  | medvěd ušatý   |
|  |                |

|  | medvěd lední |
|  |              |
|  | medvěd hnědý |
|  |              |

|  | \| \| medvěd baribal \| \| \| \| \| \| medvěd ušatý \| \| \| \| |
|  |                                                                 |
|  | medvěd malajský                                                 |
|  |                                                                 |
|  | medvěd baribal                                                  |
|  |                                                                 |
|  | medvěd ušatý                                                    |
|  |                                                                 |

|  | medvěd baribal |
|  |                |
|  | medvěd ušatý   |
|  |                |

|  | medvěd lední |
|  |              |
|  | medvěd hnědý |
|  |              |

|  | \| \| medvěd baribal \| \| \| \| \| \| medvěd ušatý \| \| \| \| |
|  |                                                                 |
|  | medvěd malajský                                                 |
|  |                                                                 |
|  | medvěd baribal                                                  |
|  |                                                                 |
|  | medvěd ušatý                                                    |
|  |                                                                 |

|  | medvěd baribal |
|  |                |
|  | medvěd ušatý   |
|  |                |

|  | medvěd lední |
|  |              |
|  | medvěd hnědý |
|  |              |

|  | \| \| medvěd baribal \| \| \| \| \| \| medvěd ušatý \| \| \| \| |
|  |                                                                 |
|  | medvěd malajský                                                 |
|  |                                                                 |
|  | medvěd baribal                                                  |
|  |                                                                 |
|  | medvěd ušatý                                                    |
|  |                                                                 |

|  | medvěd baribal |
|  |                |
|  | medvěd ušatý   |
|  |                |

|  | medvěd lední |
|  |              |
|  | medvěd hnědý |
|  |              |

|  | \| \| medvěd baribal \| \| \| \| \| \| medvěd ušatý \| \| \| \| |
|  |                                                                 |
|  | medvěd malajský                                                 |
|  |                                                                 |
|  | medvěd baribal                                                  |
|  |                                                                 |
|  | medvěd ušatý                                                    |
|  |                                                                 |

|  | medvěd baribal |
|  |                |
|  | medvěd ušatý   |
|  |                |

|  | medvěd lední |
|  |              |
|  | medvěd hnědý |
|  |              |

|  | \| \| medvěd baribal \| \| \| \| \| \| medvěd ušatý \| \| \| \| |
|  |                                                                 |
|  | medvěd malajský                                                 |
|  |                                                                 |
|  | medvěd baribal                                                  |
|  |                                                                 |
|  | medvěd ušatý                                                    |
|  |                                                                 |

|  | medvěd baribal |
|  |                |
|  | medvěd ušatý   |
|  |                |

|  | medvěd lední |
|  |              |
|  | medvěd hnědý |
|  |              |

|  | \| \| medvěd baribal \| \| \| \| \| \| medvěd ušatý \| \| \| \| |
|  |                                                                 |
|  | medvěd malajský                                                 |
|  |                                                                 |
|  | medvěd baribal                                                  |
|  |                                                                 |
|  | medvěd ušatý                                                    |
|  |                                                                 |

|  | medvěd baribal |
|  |                |
|  | medvěd ušatý   |
|  |                |

|  | medvěd lední |
|  |              |
|  | medvěd hnědý |
|  |              |

|  | \| \| medvěd baribal \| \| \| \| \| \| medvěd ušatý \| \| \| \| |
|  |                                                                 |
|  | medvěd malajský                                                 |
|  |                                                                 |
|  | medvěd baribal                                                  |
|  |                                                                 |
|  | medvěd ušatý                                                    |
|  |                                                                 |

|  | medvěd baribal |
|  |                |
|  | medvěd ušatý   |
|  |                |

|  | medvěd lední |
|  |              |
|  | medvěd hnědý |
|  |              |

|  | \| \| medvěd baribal \| \| \| \| \| \| medvěd ušatý \| \| \| \| |
|  |                                                                 |
|  | medvěd malajský                                                 |
|  |                                                                 |
|  | medvěd baribal                                                  |
|  |                                                                 |
|  | medvěd ušatý                                                    |
|  |                                                                 |

|  | medvěd baribal |
|  |                |
|  | medvěd ušatý   |
|  |                |

|  | medvěd lední |
|  |              |
|  | medvěd hnědý |
|  |              |

|  | \| \| medvěd baribal \| \| \| \| \| \| medvěd ušatý \| \| \| \| |
|  |                                                                 |
|  | medvěd malajský                                                 |
|  |                                                                 |
|  | medvěd baribal                                                  |
|  |                                                                 |
|  | medvěd ušatý                                                    |
|  |                                                                 |

|  | medvěd baribal |
|  |                |
|  | medvěd ušatý   |
|  |                |

|  | medvěd lední |
|  |              |
|  | medvěd hnědý |
|  |              |

|  | \| \| medvěd baribal \| \| \| \| \| \| medvěd ušatý \| \| \| \| |
|  |                                                                 |
|  | medvěd malajský                                                 |
|  |                                                                 |
|  | medvěd baribal                                                  |
|  |                                                                 |
|  | medvěd ušatý                                                    |
|  |                                                                 |

|  | medvěd baribal |
|  |                |
|  | medvěd ušatý   |
|  |                |

|  | medvěd lední |
|  |              |
|  | medvěd hnědý |
|  |              |

|  | \| \| medvěd baribal \| \| \| \| \| \| medvěd ušatý \| \| \| \| |
|  |                                                                 |
|  | medvěd malajský                                                 |
|  |                                                                 |
|  | medvěd baribal                                                  |
|  |                                                                 |
|  | medvěd ušatý                                                    |
|  |                                                                 |

|  | medvěd baribal |
|  |                |
|  | medvěd ušatý   |
|  |                |

|  | medvěd lední |
|  |              |
|  | medvěd hnědý |
|  |              |

|  | \| \| medvěd baribal \| \| \| \| \| \| medvěd ušatý \| \| \| \| |
|  |                                                                 |
|  | medvěd malajský                                                 |
|  |                                                                 |
|  | medvěd baribal                                                  |
|  |                                                                 |
|  | medvěd ušatý                                                    |
|  |                                                                 |

|  | medvěd baribal |
|  |                |
|  | medvěd ušatý   |
|  |                |

|  | medvěd lední |
|  |              |
|  | medvěd hnědý |
|  |              |

|  | \| \| medvěd baribal \| \| \| \| \| \| medvěd ušatý \| \| \| \| |
|  |                                                                 |
|  | medvěd malajský                                                 |
|  |                                                                 |
|  | medvěd baribal                                                  |
|  |                                                                 |
|  | medvěd ušatý                                                    |
|  |                                                                 |

|  | medvěd baribal |
|  |                |
|  | medvěd ušatý   |
|  |                |

|  | medvěd lední |
|  |              |
|  | medvěd hnědý |
|  |              |

|  | \| \| medvěd baribal \| \| \| \| \| \| medvěd ušatý \| \| \| \| |
|  |                                                                 |
|  | medvěd malajský                                                 |
|  |                                                                 |
|  | medvěd baribal                                                  |
|  |                                                                 |
|  | medvěd ušatý                                                    |
|  |                                                                 |

|  | medvěd baribal |
|  |                |
|  | medvěd ušatý   |
|  |                |

|  | medvěd lední |
|  |              |
|  | medvěd hnědý |
|  |              |

|  | \| \| medvěd baribal \| \| \| \| \| \| medvěd ušatý \| \| \| \| |
|  |                                                                 |
|  | medvěd malajský                                                 |
|  |                                                                 |
|  | medvěd baribal                                                  |
|  |                                                                 |
|  | medvěd ušatý                                                    |
|  |                                                                 |

|  | medvěd baribal |
|  |                |
|  | medvěd ušatý   |
|  |                |

|  | medvěd lední |
|  |              |
|  | medvěd hnědý |
|  |              |

|  | \| \| medvěd baribal \| \| \| \| \| \| medvěd ušatý \| \| \| \| |
|  |                                                                 |
|  | medvěd malajský                                                 |
|  |                                                                 |
|  | medvěd baribal                                                  |
|  |                                                                 |
|  | medvěd ušatý                                                    |
|  |                                                                 |

|  | medvěd baribal |
|  |                |
|  | medvěd ušatý   |
|  |                |

|  | medvěd lední |
|  |              |
|  | medvěd hnědý |
|  |              |

|  | \| \| medvěd baribal \| \| \| \| \| \| medvěd ušatý \| \| \| \| |
|  |                                                                 |
|  | medvěd malajský                                                 |
|  |                                                                 |
|  | medvěd baribal                                                  |
|  |                                                                 |
|  | medvěd ušatý                                                    |
|  |                                                                 |

|  | medvěd baribal |
|  |                |
|  | medvěd ušatý   |
|  |                |

|  | medvěd lední |
|  |              |
|  | medvěd hnědý |
|  |              |

|  | \| \| medvěd baribal \| \| \| \| \| \| medvěd ušatý \| \| \| \| |
|  |                                                                 |
|  | medvěd malajský                                                 |
|  |                                                                 |
|  | medvěd baribal                                                  |
|  |                                                                 |
|  | medvěd ušatý                                                    |
|  |                                                                 |

|  | medvěd baribal |
|  |                |
|  | medvěd ušatý   |
|  |                |

|  | medvěd lední |
|  |              |
|  | medvěd hnědý |
|  |              |

|  | \| \| medvěd baribal \| \| \| \| \| \| medvěd ušatý \| \| \| \| |
|  |                                                                 |
|  | medvěd malajský                                                 |
|  |                                                                 |
|  | medvěd baribal                                                  |
|  |                                                                 |
|  | medvěd ušatý                                                    |
|  |                                                                 |

|  | medvěd baribal |
|  |                |
|  | medvěd ušatý   |
|  |                |

|  | medvěd lední |
|  |              |
|  | medvěd hnědý |
|  |              |

|  | \| \| medvěd baribal \| \| \| \| \| \| medvěd ušatý \| \| \| \| |
|  |                                                                 |
|  | medvěd malajský                                                 |
|  |                                                                 |
|  | medvěd baribal                                                  |
|  |                                                                 |
|  | medvěd ušatý                                                    |
|  |                                                                 |

|  | medvěd baribal |
|  |                |
|  | medvěd ušatý   |
|  |                |

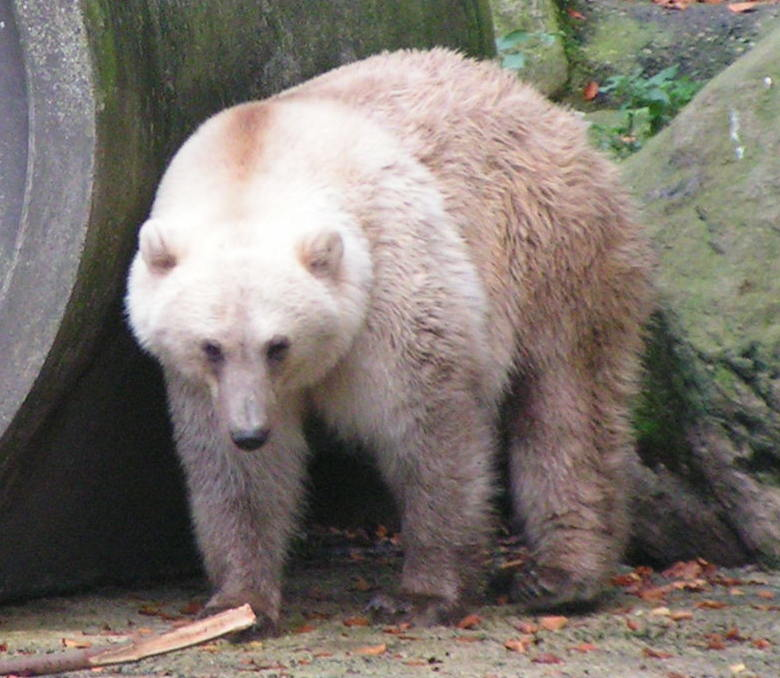
Hybrid pizzly v Zoo Osnabrück (Dolní Sasko, Německo)

Lední medvěd tráví více než polovinu svého života na mořském ledě a na základě této skutečnosti nese i vědecké jméno; poprvé jej popsal anglický důstojník královského námořnictva Constantine John Phipps roku 1774 a přiřadil mu vědecké jméno latinského původu Ursus maritimus, v překladu námořní či mořský medvěd, právě na základě jeho biotopu a způsobu života. Protože je doslova závislý na plovoucích ledových krách, považuje se za druh mořského savce.
Asi v polovině 19. století byl lední medvěd řazen do vlastního rodu Thalarctos, z čehož sešlo poté, co byly nalezeny důkazy o křížení s medvědy hnědými, objasňující druhovou evoluční divergenci. Získal tak zpět původní vědecký název Ursus maritimus, který již navrhl C. J. Phipps. Křížení obou druhů probíhalo po dlouhou dobu, což dospělo k tomu, že v populaci medvěda hnědého bylo nalezeno 2 % (v některých případech také 5 až 10 %) genetického materiálu medvědů ledních. Společně také plodí životaschopné (plodné) potomky; hybrid vzniklý křížením s poddruhem grizzly se nazývá pizzly. Na základě této skutečnosti by mohl být medvěd lední s medvědem hnědým natolik blízce příbuzný, že by se mohlo jednat o poddruh. Jejich vzájemné morfologické a fenotypické rozdíly však tuto možnost vylučují.
Některé starší studie vycházející z původních popisů dělily populaci této šelmy na dva poddruhy: medvěd lední americký (Ursus maritimus maritimus) a medvěd lední sibiřský (Ursus maritimus marinus). Nicméně naprostá většina odborníků v současnosti (rok 2023) toto rozdělení neuznává a považuje medvěda ledního za monotypický druh. Známý je však jeden vyhynulý poddruh, Ursus maritimus tyrannus, který byl popsán z jediného fragmentu loketní kosti nalezené v Londýně. Tento medvěd žil na konci pleistocénu a byl o něco větší než recentní druhy medvědů. Některé autority se však přiklánějí k názoru, že jde spíše o poddruh medvěda hnědého.
Přestože existují důkazy o segregaci populace, jsou genetické materiály medvědů navzdory geografickému rozsahu prakticky totožné, nebo jen minimálně rozdílné. Nicméně v roce 2022 mezinárodní tým vědců narazil na geneticky odlišnou populaci medvědů ledních usazených v jihovýchodním Grónsku. Předpokládá se, že tato populace byla po dlouhou dobu izolovaná. Počet medvědů v oblasti ještě není znám.

### DNA
Genetickou výbavu medvěda ledního tvoří diploidní karyotyp 2n = 74 chromozomů, a takovou sdílí se všemi recentními medvědy z rodu Ursus. Odlišnou má kupříkladu panda velká z rodu Ailuropoda (2n = 42) nebo medvěd brýlatý z rodu Tremarctos (2n = 52).

## Fyzické vlastnosti

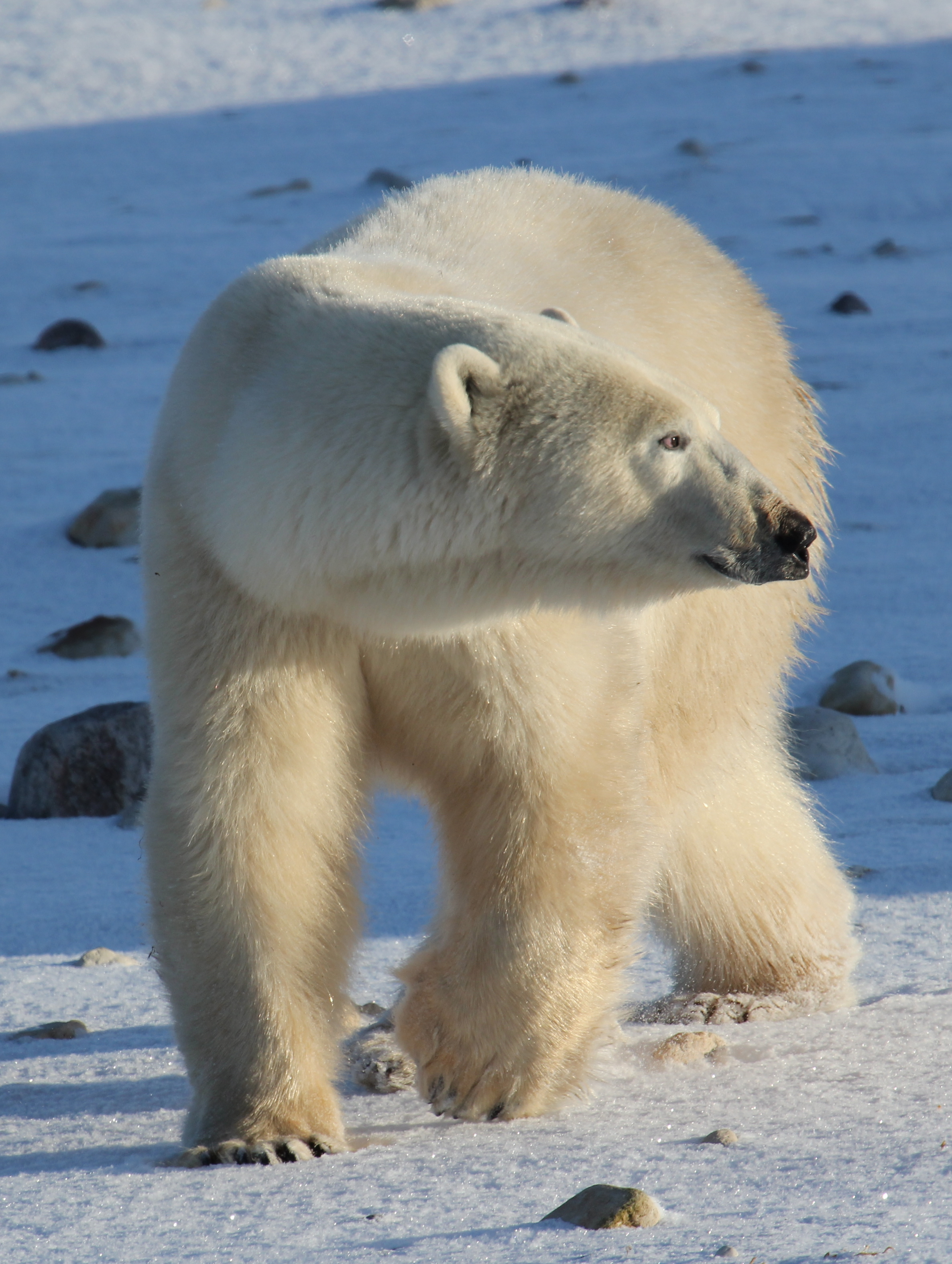
Lední medvěd má velmi dobře vyvinutý čich

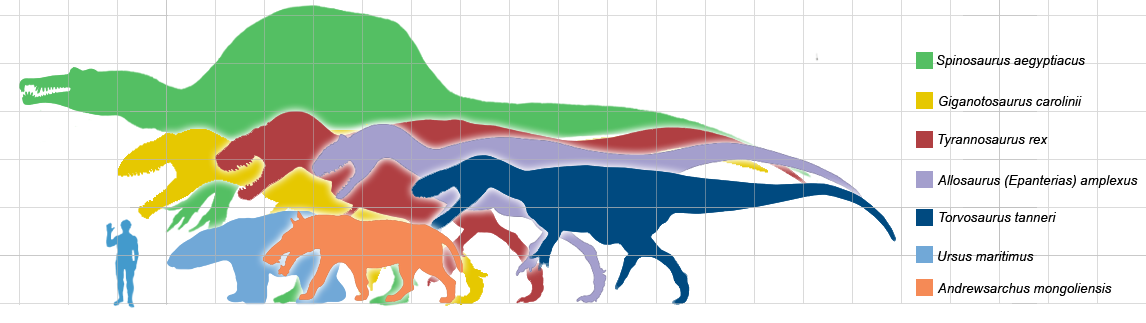
Diagram znázorňující skupinu největších, již vyhynulých suchozemských masožravců a medvěda ledního, v porovnání s člověkem

Medvědi jsou, zejména co se hmotnosti týče, jedni z největších žijících suchozemských predátorů planety. V čele mezi všemi druhy se umístil medvěd lední, který dosahuje až čtyřikrát větší hmotnosti než lev. Co se týče velikosti a fyzické síly, v těsném závěsu se nacházejí medvěd grizzly (Ursus arctos horribilis), medvěd kodiak (Ursus arctos middendorffi) nebo medvěd kamčatský (Ursus arctos beringianus), poddruhy medvěda hnědého (Ursus arctos). Ovšem krokodýl mořský, který se rovněž živí potravou pocházející ze souše, může dosahovat ještě větší hmotnosti i délky než medvěd lední. Z hlediska vývoje života na Zemi tento primát patří obřím teropodním dinosaurům, dosahujícím zhruba desetinásobné hmotnosti.

### Parametry, rozměry

#### Hlava

Odlišné hlavy medvědů z profilu, zleva; medvěd hnědý, medvěd baribal a medvěd lední

Hlava je relativně menší, avšak delší než hlavy většiny medvědů. Předozadní délka lebky samce je 353–412 mm, samice 311–380 mm. Krk je protáhlý. Oblé uši jsou v poměru k hlavě i v porovnání s ostatními medvědy malé, jak předpovídá Allenovo pravidlo, neboť při nízkých teplotách jsou tak lépe chráněné před mrazem. Oči má malé, tmavě hnědé až černé. Mírně prohnutý černý čenich medvěda ledního je za jasného dne viditelný dalekohledem až na vzdálenost několika kilometrů. Uvádí se, že medvědi číhající na tuleně si v některých případech čenich zakrývají přední tlapou, aby je neprozradil. Patrně se však jedná o obecně rozšířený mýtus, který nebyl vědeckými pozorováními potvrzen.

#### Tělo
Tělo medvěda ledního je velké a podsadité, podobné medvědovi hnědému. Největší jedinci mohou dorůst dvojnásobku až trojnásobku velikosti medvěda baribala.

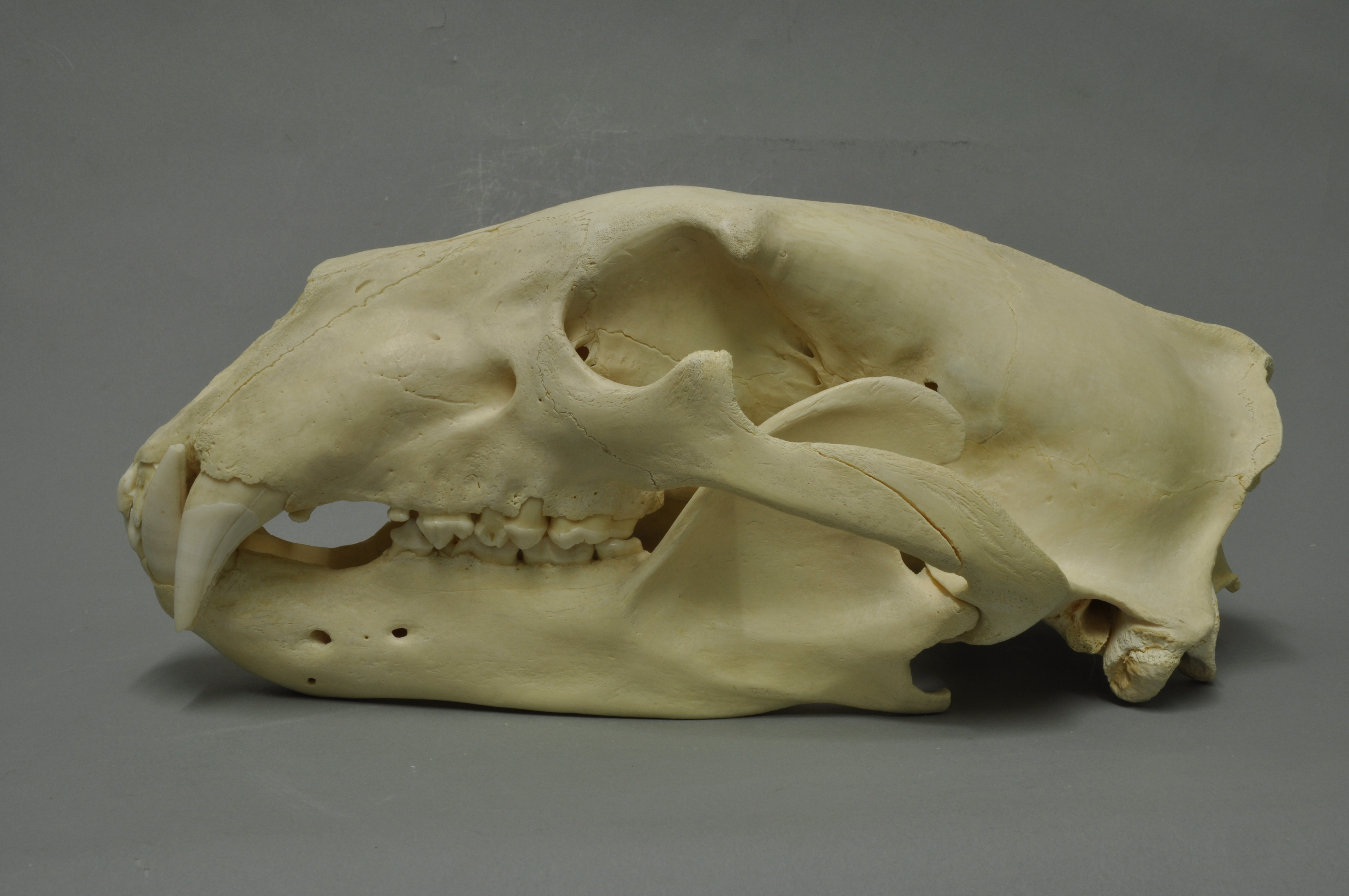
Lebka medvěda ledního

Ocas medvěda ledního je velmi krátký, obvykle 7–15 cm, výjimečně až 21 cm. Neplní žádnou důležitější funkci, kromě toho, že udržuje zadní část v teple. V kohoutku může dospělý medvěd měřit až 1,6 metru. Stojí-li na zadních nohou, měří okolo 2,4–3,3 metru. Dospělý samec dosahuje hmotnosti 300–800 kg a délky těla 2–2,7 metru (počítaje od nosu po špičku ocasu), ve výjimečných případech až tří metrů. Samice je výrazně menší, váží zhruba 150–350 kg (v březosti, dobře vykrmená samice až 500 kg) a její tělo nebývá delší než dva metry. Hmotnost se dosti liší mezi různými populacemi a u konkrétních jedinců značně kolísá i v průběhu roku. Medvědí tělo rychle spaluje energii a už za pouhý týden může šelma přijít o více než 10 % hmotnosti (medvěd spaluje až 12 325 kalorií denně, a to i navzdory tomu, že se snaží co nejvíce odpočívat). Samci tak nejčastěji váží mezi 390 a 650 kg, samice většinou 200 až 260 kg. Z těchto údajů vyplývá, že medvěd lední je jedním z nejpatrnějších v otázce pohlavního dimorfismu u savců, ale ještě markantnější velikostní rozdíly nalezneme u rypouše sloního, kde samec může vážit i desetinásobek samice.

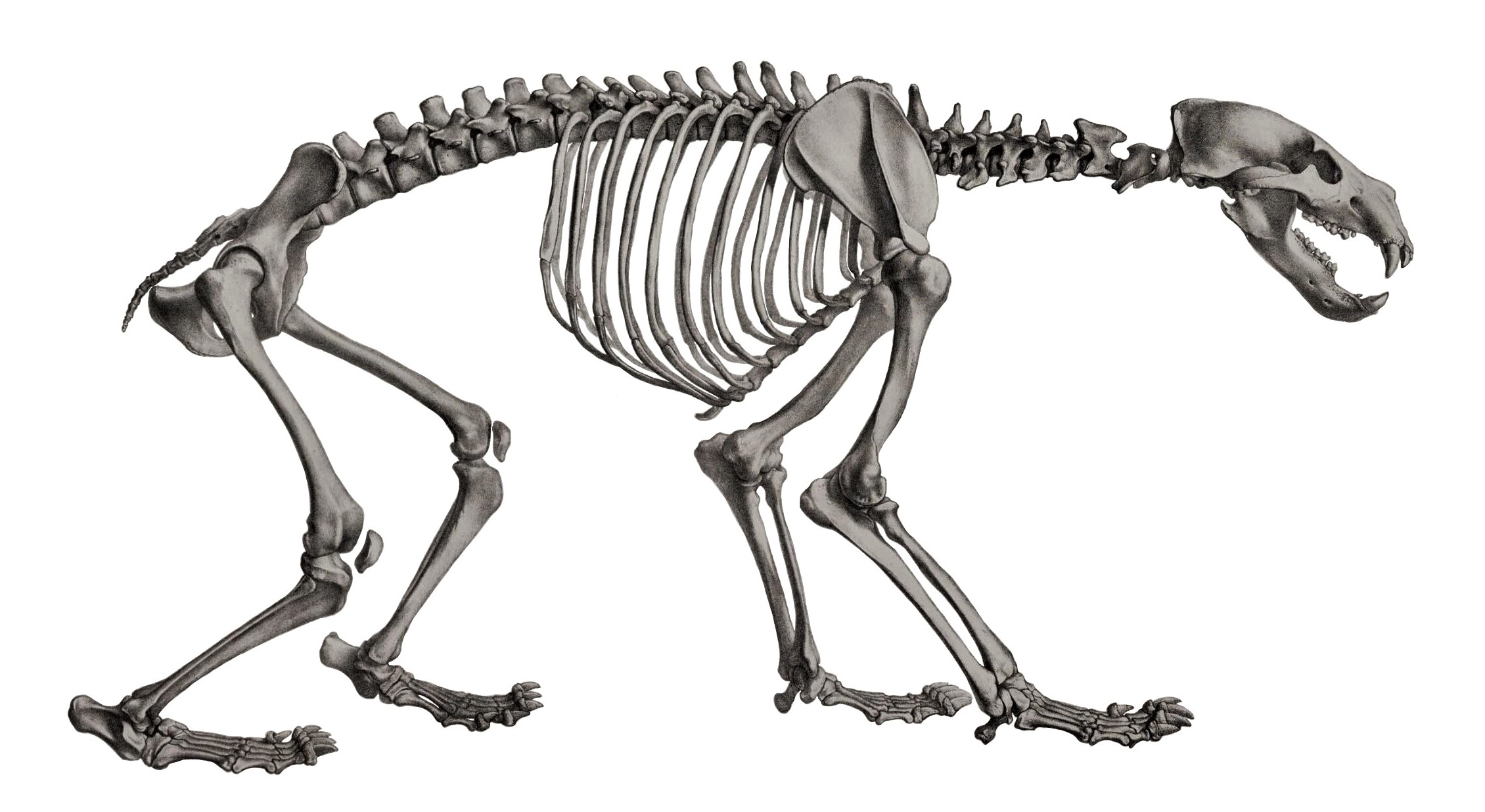
Kostra medvěda ledního

Údajně doposud největší exemplář, samec s hmotností 1002 kilogramů, byl nalezen a zastřelen v Kotzebueově zálivu na západním pobřeží Aljašky v roce 1960. Stál-li by tento medvěd na zadních nohou, vysoký by byl kolem 3,5 metru (možná až 3,65 m). Tento exemplář je nyní vystaven na letišti v Anchorage. O hmotnosti až 1000 kg zcela vykrmeného medvěda před obdobím klidu píše i německý zoolog Josef H. Reichholf.
Dostupné údaje získané ze studií naznačují, že druh nyní nedosahuje takových rozměrů jako ve 20. století. V provincii Ontario zkoumala řada výzkumníků téměř tisíc medvědů ledních a tato studie publikovaná v časopise Arctic Science ukázala, že mezi lety 1984–2009 klesla průměrná váha samce o 45 kg, samice o 31 kg. Kromě nižší tělesné hmotnosti mají medvědi i menší lebky. Pravděpodobným viníkem je měnící se klima – může jít o evoluční reakci na oteplování klimatu, neboť zmenší-li druh své tělesné proporce, odolá teplejšímu prostředí lépe. Pokud se populace nachází v jižnějších oblastech, je očividně náchylnější na změnu svého prostředí.

### Chrup a síla čelistí

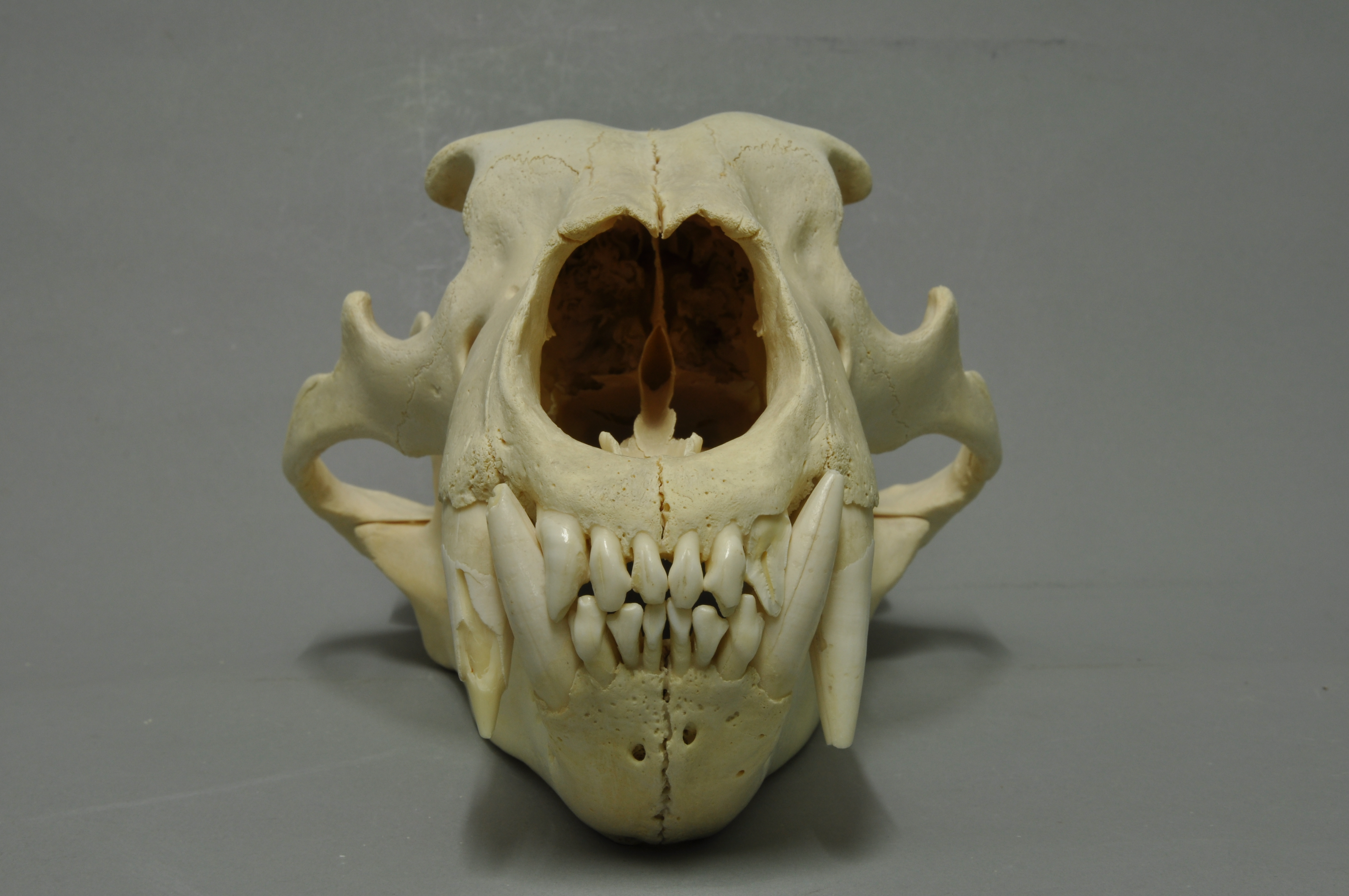
Medvěd lední má celkem 34–42 ostrých zubů a obzvláště výrazné jsou jeho velké a ostré špičáky

Medvěd lední má celkem 34–42 ostrých zubů. Jeho chrup je celkově podobný chrupu lvů nebo tygrů, tedy dentici typických masožravců. Obzvláště výrazné jsou jeho mohutné, kónické (kuželovité) špičáky, dosahující korunkové délky až 50 mm (počítaje od části čnějící z dásně). Větší rostou především samcům. Na rozdíl od jiných druhů medvědů je chrup medvěda ledního vhodně uzpůsobený k chytání kořisti a trhání masa, daleko méně pak k rozmělňování vegetace. Jak medvěd roste, s každým rokem se v jeho zubech vytváří tenké vrstvy cementu, díky kterým lze určit stáří zvířete. Zubní vzorec dospělého jedince obvykle vypadá takto: I 3/3, C 1/1, P 4/4, M 2/3. Nicméně někdy mohou chybět jeden až dva přední, rudimentární, premoláry (třenové zuby).
Síla stisku skrývající se v čelistech medvěda se rovná hodnotě 827,4 N, což je 84,4 kg/cm2 (srovnatelná s jaguárem, ale menší než u tygra nebo lva). Z jiné studie vyplývá, že dokáže vyvinout sílu od 1647 N (v případě špičáků) až do 2350 N (v případě stoliček), přičemž naopak výrazně předčil lva (1315 N / 2024 N) i tygra (1472 N / 2165 N).

### Kůže, srst a tlapy

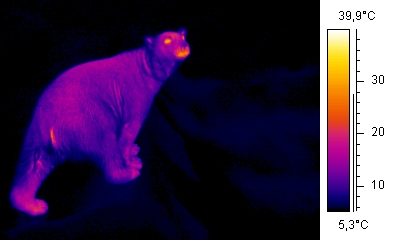
Lední medvěd na snímku termovize

Medvědí kůže, čenich a pysky jsou černé a lépe tak vstřebávají teplo, medvíďata mají kůži růžovou. Jeho srst má obvykle bílý vzhled, vlivem oxidace může však vypadat nažloutle, hnědě až šedě, a v zoologických zahradách někteří jedinci dokonce zčásti zezelenali kvůli růstu řas v jejich srsti. Za typickým bílým vzhledem srsti stojí optický jev (tzv. lom světla), ve skutečnosti je ale čirá (průhledná), chlupy jsou tedy bez pigmentu. Jeho kožešina je výborným izolačním materiálem, ledního medvěda lze proto jen těžko zachytit termovizí (srst má stejnou teplotu jako okolí). Velmi mastnou srst tvoří dvě vrstvy: hustá 5cm podsada a 15cm krycí pesíky, medvěda ochrání i před mrazy dosahujícími až −70 °C (běžně se ale v tak extrémních podmínkách nepohybuje). Hustota srsti se pohybuje od 1 000 do 1 500 chlupů na cm2. Na mikroskopické úrovni je srst medvěda ledního tvořena mřížkou keratinu oddělenou izolačními vzduchovými kapsami. Vůči námraze je kožich odolný díky olejovité tělní tekutině produkované mazovými žlázami (tzv. sebum). Specifické lipidy v kožním mazu, jako např. cholesterol či diacylglyceroly, vykazují velmi nízkou adsorpční energii. Ochrana funguje podobně jako lyžařský vosk. Kromě toho medvědí srst postrádá sloučeninu skvalen, typickou u jiných mořských savců, která přispívá k tomu, že se led na tělo snáze lepí. Speciální struktura srsti medvěda ledního propouští ultrafialové a odráží infračervené paprsky, a na základě těchto vlastností jeho kožešiny se vědcům podařilo vytvořit „neviditelný plášť“ pro infračervené kamery.

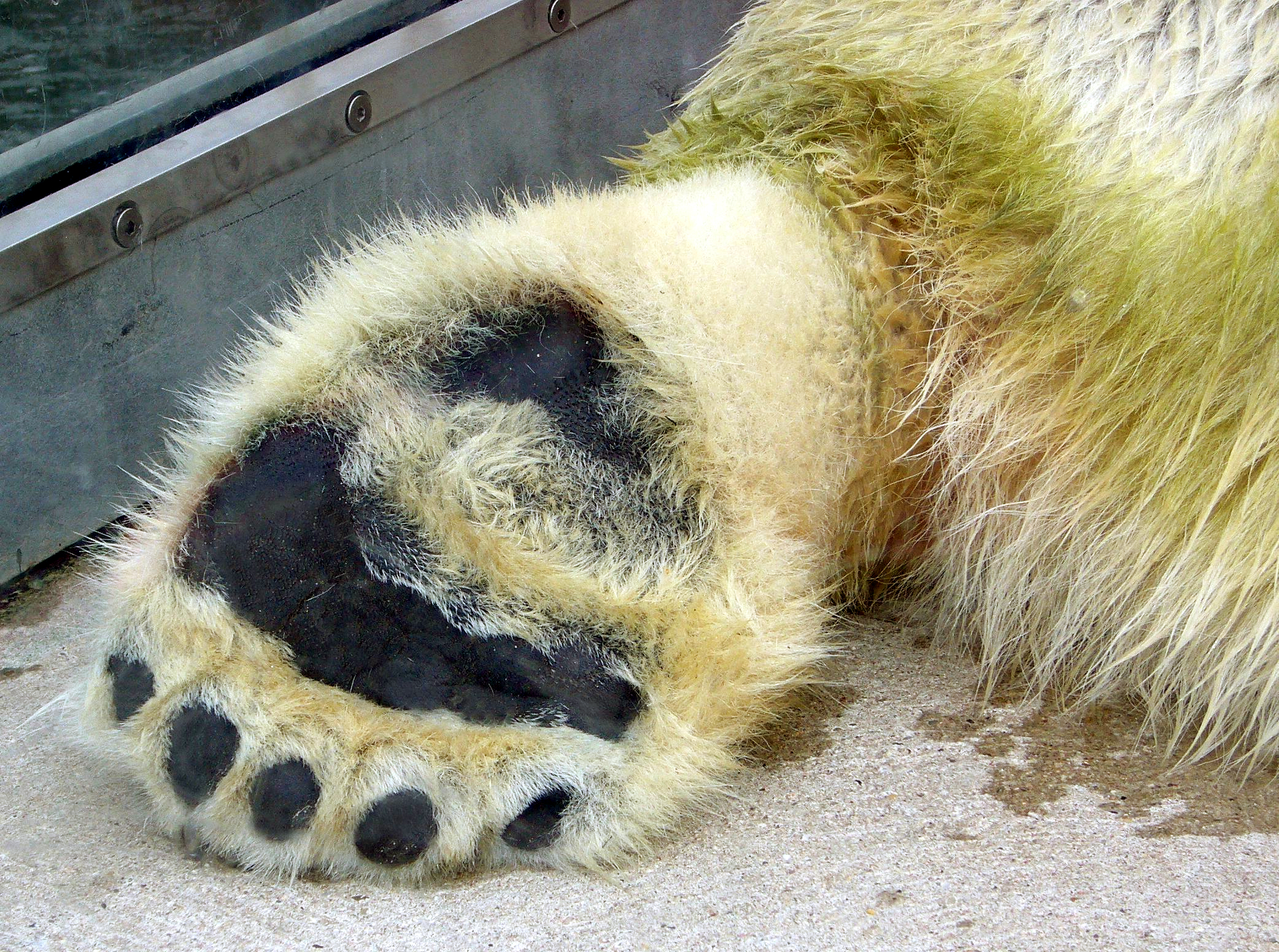
Zadní tlapa medvěda ledního

Medvěd lední je tzv. ploskochodec (došlapuje na celou plochu chodidla). Má poměrně široké přední tlapy, na kterých mají samci výrazně dlouhé chlupy (43 cm i více). Ty přestávají růst po dovršení asi 14 let a pravděpodobně nosí známky vyspělosti, na které mohou reagovat i samice v případě výběru potenciálního partnera. Podobně důležitou roli hraje například lví hříva. Mohutné tlapy s plochou o průměru až 35 cm (30 cm přední, 35 cm zadní) jsou přizpůsobené k chůzi po sněhu; rozkládají hmotnost medvěda (podobně jako sněžnice na nohou člověka) a chrání ho před zabořením se do sněhu. Účelné jsou také při plavání, prsty jsou do poloviny spojeny plovací blánou. Na spodní straně tlap má medvěd lední tmavé metakarpální a palmární podložky uprostřed, metatarzální a plantární podložky na zadní části chodidel a pět menších polštářků na prstech. Při bližším pohledu lze na nich spatřit drobné hrbolky, nazývané papily, které fungují podobně jako přísavky. Medvěd lední disponuje více než pěticentimetrovými drápy zespoda pokryté srstí, které jsou zakřivené, velmi ostré a podobně jako jeho zuby vyvinuté k uchopení kořisti, nebo k udržení se, podobně jako podrážky chodidel, na kluzkém povrchu. Je schopný jednou tlapou uzvednout 100 kg, nebo pravděpodobně až 225 kg (např. tolik vážícího tuleně vyzvednout z vody na led). Podle některých studií je medvěd lední „pravák“ (na základě častého poranění na pravé přední končetině), podle jiných „levák“ (z některých pozorování vyplývá, že kořist udeří levou přední končetinou). S největší pravděpodobností však své přední tlapy používá zcela libovolně, a sice bez nějaké významné preference. Záleží pouze na situaci a tedy na důvodech souvisejících s ergonomií.

### Tuk

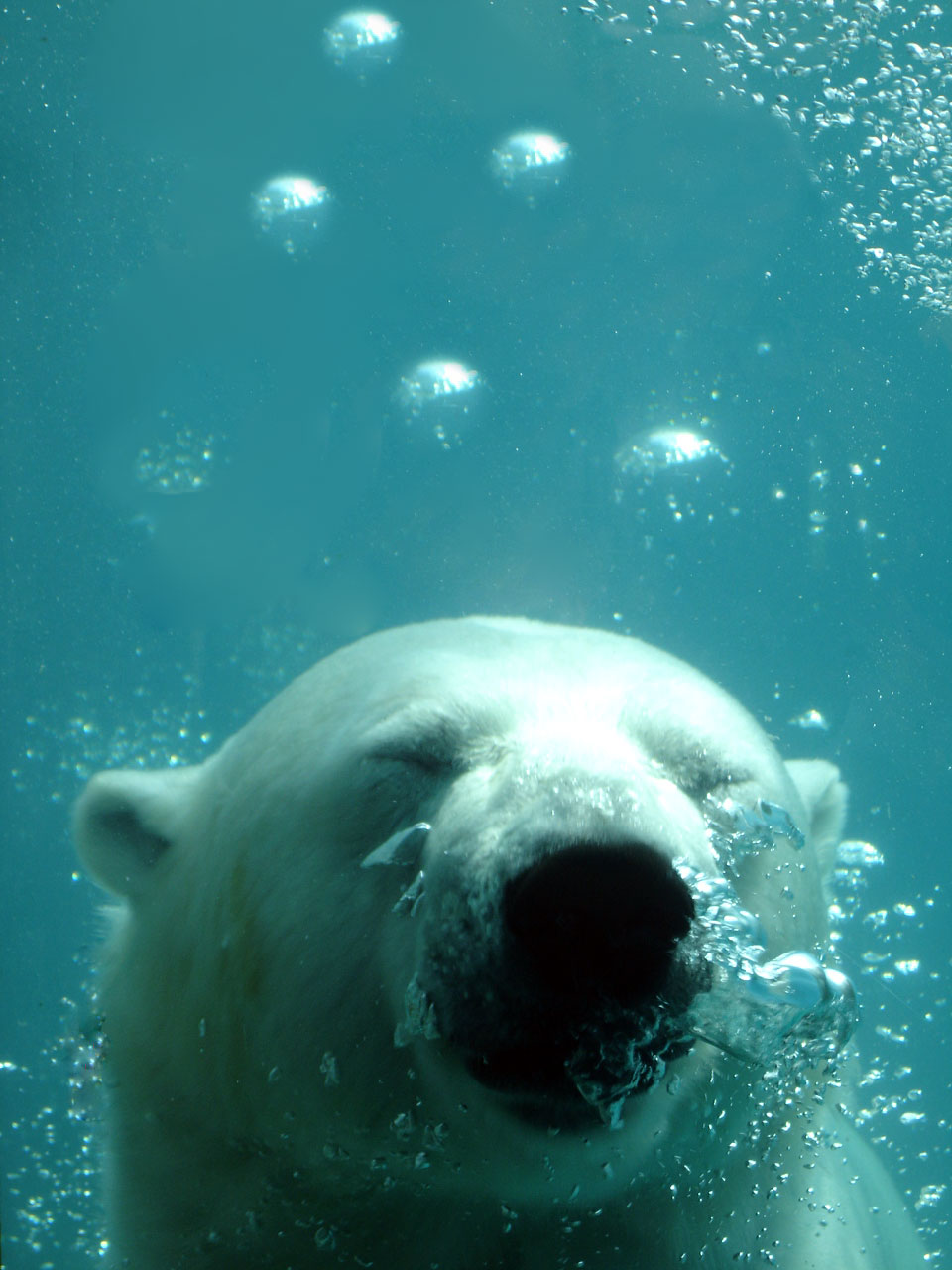
Lední medvěd dokáže uplavat stovky kilometrů a pod vodní hladinou vydržet více než tři minuty

Není-li dostatek potravy, je schopný díky své tukové rezervě hladovět po dobu několika (4–8) měsíců. Polovinu jeho tělesné hmotnosti tvoří právě tuk a díky přizpůsobenému oběhovému systému mu nedělá problém ani vyšší hladina cholesterolu. Tato tuková tkáň dosahuje tloušťky okolo 10 cm a dobře jej chrání i před mrazivými teplotami. Patrně hůře snáší teploty vyšší než 10 °C a může se dostat do stavu přehřátí. Vrstva tuku se mění v průběhu roku a je u každého medvěda individuální.

### Kondice a výkony
Medvěd lední je velmi obratný, silný a mrštný. Navíc je to velmi zdatný plavec, ze všech druhů medvědů je pobytu ve vodě nejlépe fyziognomicky a fyziologicky uzpůsoben (oči blízko horního obrysu hlavy, soustředění svalové hmoty do zadní části těla). Za tuto schopnost vděčí třem klíčovým faktorům; má velmi hustou podsadu a srst (při plavání se namočí pouze chlupy a kůže zůstane suchá), k tomu navíc silnou vrstvu podkožního tuku (ta v podstatě zdvojnásobuje ochranu před podchlazením) a nakonec černou kůži, která lépe a rychleji absorbuje sluneční paprsky a medvěd se tak snadněji prohřeje. Při plavání nepoužívá zadní nohy, ale pouze přední končetiny, což je vodní adaptace, která není u žádného jiného čtyřnohého savce vypozorována. Dokáže v kuse plavat i několik dní a urazit přitom stovky kilometrů (zaznamenaným rekordem je 687 km v Beaufortově moři). Ve vodě se pohybuje rychlostí okolo 5 až 10 km/h. Umí se i potápět do hloubky až 4,5 m a pod vodní hladinou setrvat více než tři minuty (maximální zaznamenaný čas ponoru u divokého jedince je 3 minuty a 10 sekund, během kterého pod vodou uplaval 40–50 metrů). Nechává při tom oči otevřené a nozdry uzavřené. Rovněž dokáže vyšplhat na téměř svislé kry nebo dovede přeskočit až čtyřmetrové díry v ledu. Pokud je medvěd lední donucen okolnostmi, dokáže běžet rychlostí údajně až 30–40 km/h, nebo i 50 km/h, avšak jen na krátkou vzdálenost. Brzy medvěda taková zátěž unaví nebo se rychle přehřívá, proto dává přednost pomalejšímu pohybu tempem 2,5 až 6,5 km/h. Nejvyšší spolehlivě zaznamenaná rychlost je 56 km/h, které dosáhl medvěd běžící po silnici v Churchille v kanadské Manitobě.

### Smysly
Lední medvěd má skvěle vyvinutý čich. Je kupříkladu schopen zaznamenat pachovou stopu tuleně zahrabaného více než jeden metr pod sněhem z více než kilometrové vzdálenosti, údajně detekovat kořist vzdálenou až devět kilometrů a dle některých zdrojů dokáže vycítit i více než 30 km vzdáleného ploutvonožce či kytovce. V případě rozkládající se mrtvoly, například velryby, je pach nepochybně intenzivnější a lze očekávat, že mršinu může ucítit na podobnou nebo ještě větší vzdálenost.
Citlivým sluchem si pomáhá při hledání potravy tak, že naslouchá odrazům vody o tvrdý led, aby našel vhodné místo k jeho rozbití. Na okraji štěrbiny pak číhá na tuleně. Je schopný slyšet frekvence v rozmezí 11,2–22,5 kHz (nejcitlivěji mezi 8–14 kHz), případně možná až do 25 kHz, co se týče spodní hranice tak zvuky o frekvenci 125 Hz nebo nižší podobně jako psi (pro srovnání člověk 20 Hz–20 kHz).
Zrak je slabší, podobný lidskému. Při vstupu do vody chrání jeho oči průhledná mžurka coby spodní víčko, které mu umožňuje dobré vidění i pod vodní hladinou. Lední medvědi jsou částečně barvoslepí, takzvaní dichromati, kteří mají pouze dva typy čípků. Mají ale mnoho tyčinek, světlocitlivých buněk, díky kterým dobře vidí i za tmy.

### Mozek a inteligence
Mozek medvěda ledního váží téměř 500 g (medián 498 g). Pro srovnání hmotnost mozku lva se pohybuje okolo 240 g, dospělého člověka 1300–1400 g, slona 4619–4783 g a mozek vorvaně, který je nejtěžší mezi všemi živočichy, až 7800 g. Hmotnosti srovnatelné s ledním medvědem mají mozky goril či koní.
Zajímavé poznatky k inteligenci živočichů přinesla studie publikovaná v roce 2016. Při ní bylo podrobeno zkoušce 39 druhů karnivorních savců, celkem 140 jedinců v různých zoologických zahradách, mezi nimiž figurovali i medvědi lední, lišky polární, irbisové, tygři, hyeny skvrnité, vydry říční či pandy červené. Každé testované zvíře mělo půlhodinový limit na to, aby se dostalo k oblíbené potravě uzavřené v kovové kleci na jednoduchou západku. Rozměry klece byly vždy přizpůsobeny velikosti zvířete. K potravě se v časovém limitu dostalo celkem 35 % šelem a zcela nejlépe si vedli medvědi, kteří měli téměř 70% (69,2%) úspěšnost. Tato studie prokázala, že úroveň inteligence (resp. míra dovednosti) souvisí s velikostí mozku (tj. velikost mozku v poměru k hmotnosti zvířete). Naopak manuální zručnost živočicha nebo způsob života v sociální skupině (ve smečce) nejsou v určování inteligence klíčové.
Medvěd lední umí také využívat nástroje, aby snadněji získal potravu. V japonské zoologické zahradě v Ósace se samec medvěda ledního jménem Gogo (či GoGo) dokázal zmocnit oblíbené pochoutky, i když na ni nedosáhl – buďto maso shodil pomocí dřevěné klády, nebo na kus masa házel různě předměty. S podobnými praktikami medvědů se setkávali už domorodí Inuité. Ti dle jejich slov spatřili několik podobně vychytralých medvědů, kteří třeba silné mrože zabili tak, že je kouskem kamene nebo kusem zmrzlého ledu udeřili do hlavy (usmrtit mrože obvyklou taktikou – zakousnutím do hlavy – medvědi obvykle nedokážou, neboť odolný ploutvonožec disponuje velmi těžkou a silnou lebkou, kterou medvědi jen stěží prokousnou). Nová podrobná studie uveřejněná v roce 2021 v předním akademickém časopise Arctic potvrzuje, že nejde o žádný mýtus a skutečně se lze setkat s divokými jedinci, kteří se takto zachovají. Mezi zvířaty je použití nástrojů k řešení problémů známkou vyšší inteligence (podobně vynalézaví jsou šimpanzi, delfíni nebo sloni).
Určitou inteligenci prokázali medvědi i tím, jak si dokážou poradit s nestabilní ledovou plochou. Aby se dostali skrze tenký mořský led z jednoho břehu na druhý a vyhnuli se vysilujícímu plavání v ledové vodě, na led raději opatrně ulehnou a pomalu se přes něj plazí, čímž dokonale rozloží váhu svého těla a sníží tak riziko, že se do vody propadnou.

## Biologie a ekologie

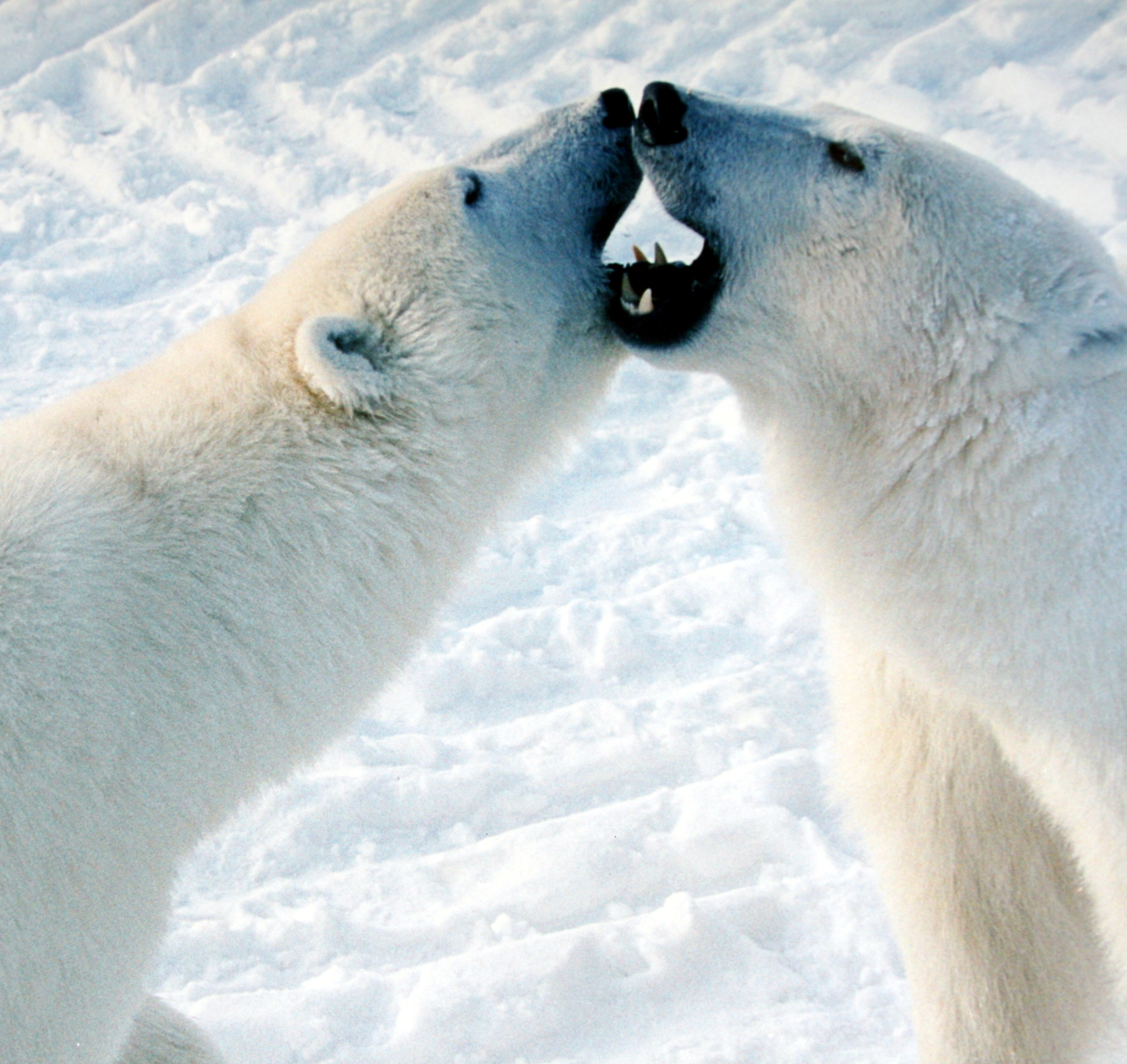
Konfrontace dvou ledních medvědů

Lední medvědi žijí většinou samotářsky. Kromě období páření se shromažďují u příležitosti potravy. Na jaře, v období tání, byl schopen v hojném počtu krmit se vedle ostatních souputníků na mršině velryby, přičemž se neprojevoval teritoriálním chováním. V jednom případě se u mrtvého kytovce nacházelo až 180 medvědů. Spatřit lze i nepříbuzné dospělé, kteří si společně hrají a také nocují. Hravá jsou především mláďata. Zejména pro mladého samce jsou domnělé souboje se sourozenci důležité. Lépe se tak připraví na situace, se kterými se bude muset vypořádat v dospělosti během období páření.
V roce 1992 pořídil německý přírodovědec a fotograf Norbert Rosing, který pracoval např. pro National Geographic, dnes již široce rozšířený soubor fotografií ledního medvěda, který si hrál s o mnoho menším kanadským eskymáckým psem. Dvojice spolu každé odpoledne sváděla domnělé neškodné souboje po dobu 10 dní v kuse bez zjevného důvodu, ačkoli medvěd se možná snažil demonstrovat svou přátelskost v naději, že se s ním pes podělí o potravu. Tento druh sociální interakce je poměrně neobvyklý; pro lední medvědy je mnohem typičtější agresivní chování vůči psům. Podobný úkaz, kdy se medvěd nechoval vůči psovi útočně a dokonce ho i „hladil“, se podařilo zachytit na kameru v roce 2016 a video se brzy stalo velmi populární. Později však vyplynulo, že byl medvěd pravidelně krmený člověkem, což mohlo chování šelmy ovlivnit, poněvadž dříve, když jednu noc medvěd svou dávku potravy nedostal, jednoho z psů zabil.

### Způsob komunikace
Lední medvědi jsou obvykle tiší, ale dokážou vydávat různé zvuky. Samice se svými mláďaty komunikují sténáním či fučením a mláďata často naříkají brekem, přičemž při kojení mohou broukat. Pokud je medvěd nervózní tak fučí nebo odfrkuje. Agresivní medvěd syčí, vrčí a řve.
Důležitá je také chemická (pachová) komunikace: medvědi zanechávají ve svých stopách pronikavý odér, který umožňuje jednotlivcům vyhledat se navzájem v rozlehlé arktické divočině. Protože se po většinu roku pohybují po mořském ledě nebo holých sněhových pláních a nemají tak k dispozici vertikální substrát (stromy, skály, kameny ani trávu), na který by mohli svůj pach umístit, vyvinul se u nich jedinečný způsob značkování: v chlupových cibulkách na spodní straně tlap mají několik zvětšených mazových váčků, které fungují jako pachové žlázy. Nejvíce se medvědi zajímají o pachové stopy na jaře, tedy v období páření. Samec zejména o ty samičí, samice naopak. Úbytek ledu a přibývající vodní plocha může však snahu o navázání kontaktu podstatně ztížit. Spousta medvědic se kvůli chybějícím respektive přerušeným stopám nemusí dočkat mláďat.

### Běžná aktivita a teritorialita

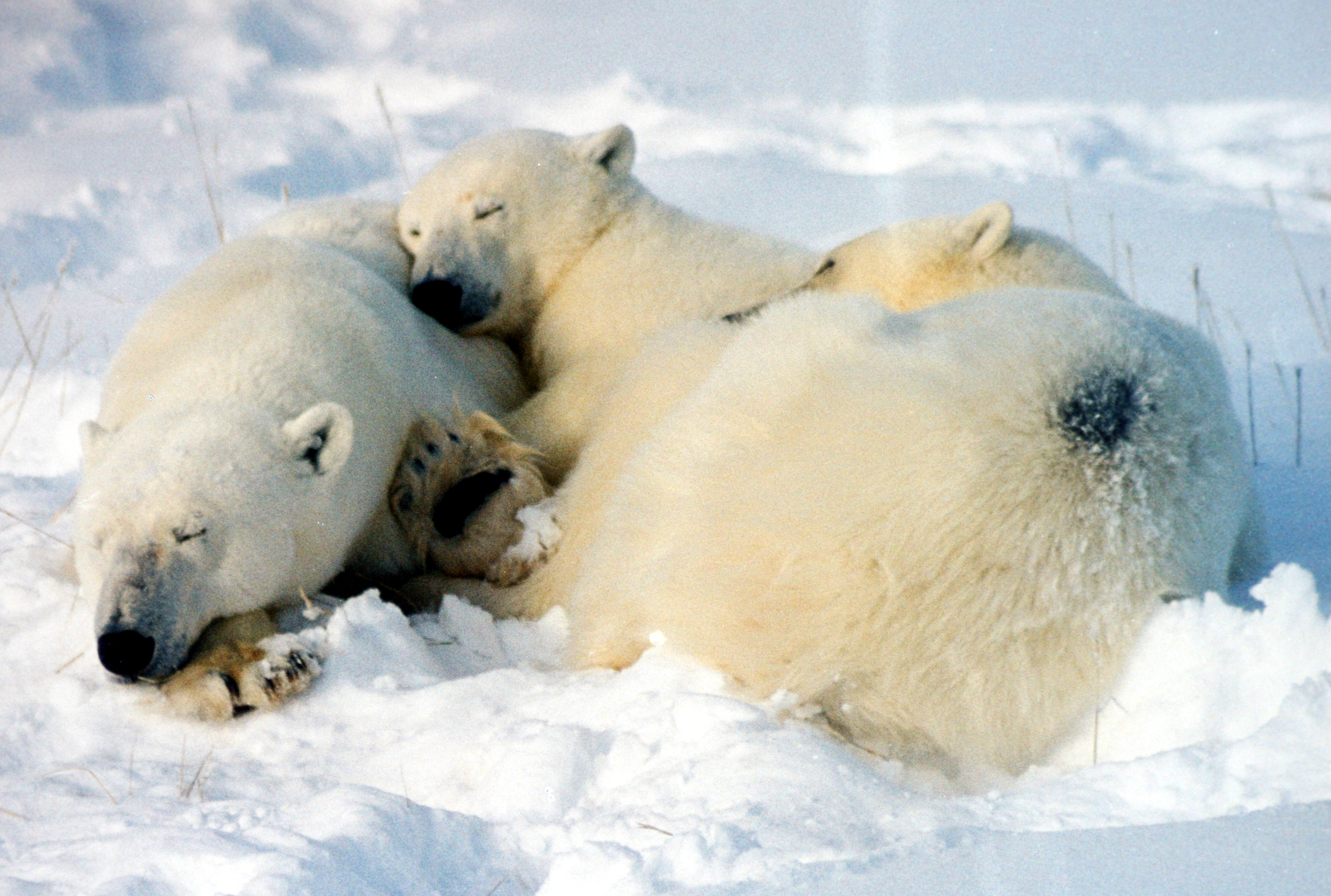
Spící medvědice s mláďaty

Po většinu dne hledají potravu, za kterou jsou schopni denně putovat i několik desítek kilometrů. Medvědi u aljašského pobřeží vybaveni satelitním sledovacím zařízením denně ušli průměrně 56 km a maximálně 82 km. Za jeden rok medvěd může dohromady nachodit až 3 200 km, nebo po plovoucích ledových krách procestovat oblast o rozloze až 51 800 km2. Lovem stráví až polovinu svého života, ale dle WWF mají méně než 2% úspěšnost, podle jiných zdrojů případně 10–20%. Když zrovna neshání něco k snědku, snaží se medvědi často odpočívat a šetřit drahocenné síly: někdy mohou „relaxovat“ zřejmě až 20 hodin denně, v průměru spí asi osm hodin denně. Dospělí medvědi spí prakticky kdekoli, ale mladí jedinci a samice s mláďaty obvykle na bezpečném místě, například někde na svahu, odkud snáze spatří možné nebezpečí. Pohyb v arktickém prostředí stojí medvěda ledního spoustu energie, více než většinu ostatních savců. Proto je pro medvěda důležitá vysokoenergetická strava, díky které po větší fyzické zátěži dokáže za poměrně krátkou dobu nabrat ztracenou hmotnost a sílu.
Jedná se o šelmy s největším rozsahem teritorií vůbec. Jejich velikost se pohybuje od cca 8 500 km2 až po zhruba 600 000 km2, přičemž v pobřežních oblastech bývá domovský okrsek menší než na zamrzlém oceánu. Meziročně se velikost teritoria výrazně mění vlivem proměnlivosti krajiny. Teritorialita ve smyslu obrany svého území před konkurenty vlastního druhu však u nich v zásadě neexistuje. Aktivita medvědů se může měnit v průběhu roku. Nejaktivnější jsou zpravidla během jara (případně i v létě), po zimě, kdy doplňují vyčerpané tukové zásoby. V teplejších měsících vykazují větší energetické nároky. Samci v kanadské Arktidě využívají ke shánění potravy přibližně 25 % svého času na jaře a 40 % svého času v létě. V zimě žijí medvědi ze svých tukových zásob, které nashromáždili během arktického léta. Informace o činnosti šelem v letních měsících se mohou lišit; některé jiné autority se totiž přiklání k tomu, že v letním období jsou medvědi obvykle pasivní (spíše jen odpočívají nebo se porůznu toulají), nezávisle na tom, zda jsou nebo nejsou dotčeni klimatickými změnami. Podle nich jsou znovu čilejší až s příchodem podzimu. Případně hladoví jednoduše proto, že v některých oblastech (např. pro populaci na západě Hudsonova zálivu) není k dispozici dostatek kořisti, obvykle se však živí alespoň mršinami nebo rostlinnou potravou. Pakliže jsou podmínky mírnější, aktivní mohou být i v zimě, ale obecně se ji jen snaží přečkat a před nepříznivými podmínkami se schovávají v úkrytech (obzvláště samice s mláďaty). Mladí nebo starší medvědi mohou část zimy přečkat ve stavu jakési otupělosti (spánku vestoje). Po zimním období dosahují medvědi lední často nejnižší hmotnosti, neboť právě tehdy – během nejdrsnějšího, mrazivého období – ztrácejí nejvíce energie a přicházejí tak o své zásoby tuku.

### Potrava

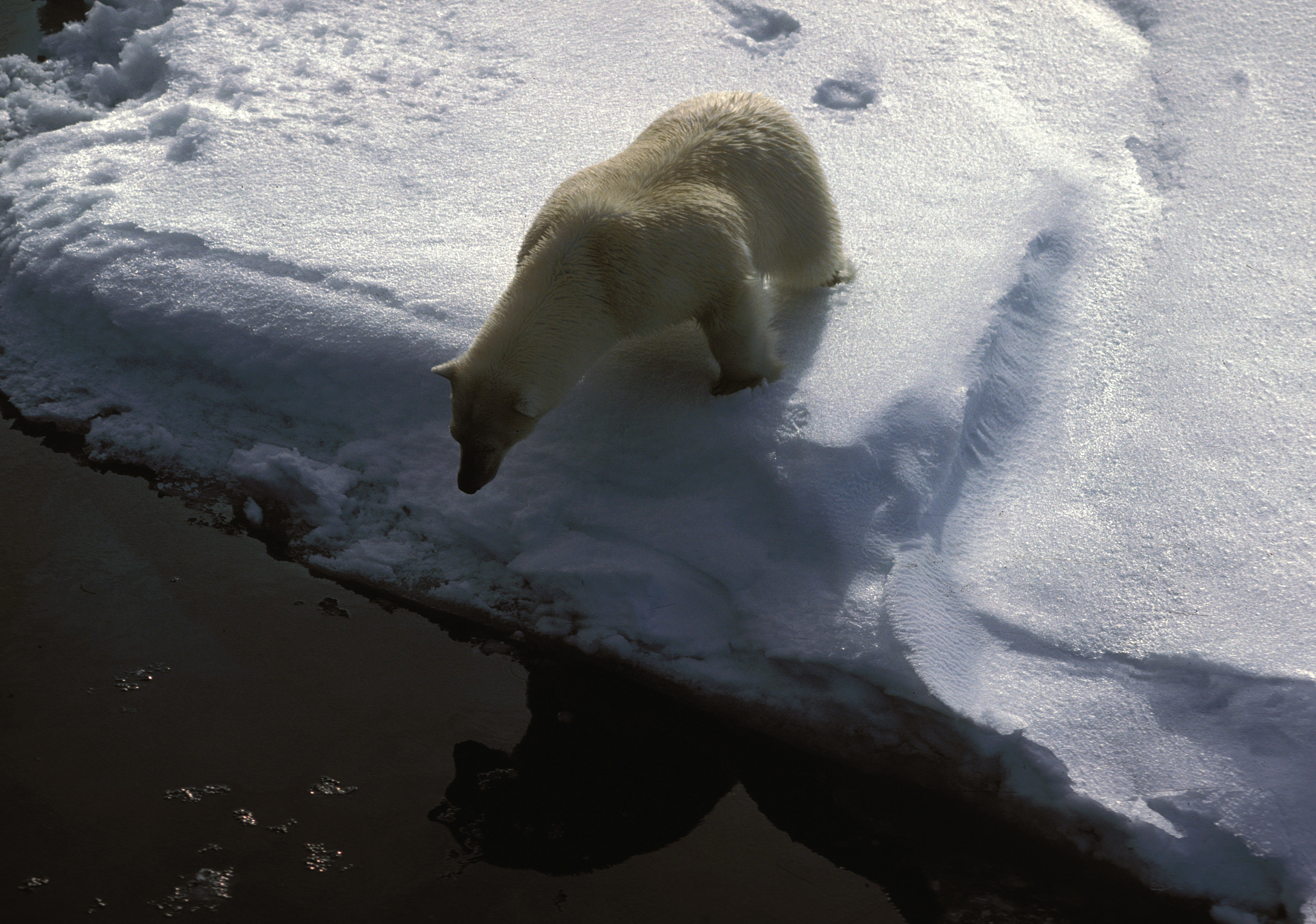
Medvěd lední u vody, zjevně číhající na kořist

Medvěd lední je ze všech medvědů nejvíce specializovaný na masitou stravu, takzvaný hypermasožravec, jehož trávicí ústrojí je této potravě přímo uzpůsobené. Maso je obecně vysoce energetická a dobře vstřebatelná potrava. Živí se převážně lovem a jeho nejčastější kořistí bývají tuleni (Phocidae), především pak tuleň kroužkovaný (Pusa hispida) a tuleň vousatý (Erignathus barbatus), v menší míře i tuleň obecný (Phoca vitulina) a tuleň grónský (Pagophilus groenlandicus). Soustředí se především na jejich mláďata. Přikrčený na okraji ledové kry, nebo u dýchacích otvorů, které tuleni využívají k nadechnutí, dokáže i hodiny vyčkávat (údajně třeba až 14 hodin), než se potenciální kořist ukáže nad hladinou, aby ji mohl bleskově uchopit. Taktiku „sedni a vyčkávej“ využívá medvěd zcela běžně (z plných 90 %) a jen málokdy svou oběť vytrvale pronásleduje (zbylých 10 % situací). Případně mu nedělá problém prorazit svou obrovskou silou silnější vrstvu ledu a ulovit kořist ze zdánlivého bezpečí doupěte. Tu pak mohutně kousne nebo udeří do oblasti hlavy, případně krku, a síla tohoto skusu nebo úderu může být tak velká, že doslova rozdrtí lebku zvířete. Usmrceného tuleně pak silnými čelistmi odtáhne na souš. V opačném případě na tuleně číhá ve vodě, podobně jako krokodýl, zatímco se ploutvonožec vyhřívá na souši (resp. ledové kře). Ve správný okamžik jej strhne pod vodu a usmrtí, nebo ho překvapí tím, že mu zatarasí cestu k vodě. Ze své kořisti zkonzumuje kůži, tuk i vnitřnosti. Naráz je schopný přijmout až 20 % své hmotnosti, tj. až 70 kg masa, jeden půltunový medvěd dokázal pozřít najednou dokonce i 100 kg, ale průměrně sní na posezení asi 10 kg. Aby si udržel stálou hmotnost, dospělým tuleněm se musí nasytit každých 10–12 dní, případně ulovit nejméně tři subadultní (mladistvé) jedince nebo 19 novorozenců. Snaží se však jíst každých asi 4–5 dní. Z této kořisti získává důležitou energii, respektive z tuku těchto savců, který je vysoce kalorický (výživný). U jiné potravy (viz níže) nebylo prokázáno, že by poskytovala dostatečnou a spolehlivou výživu pro lední medvědy.

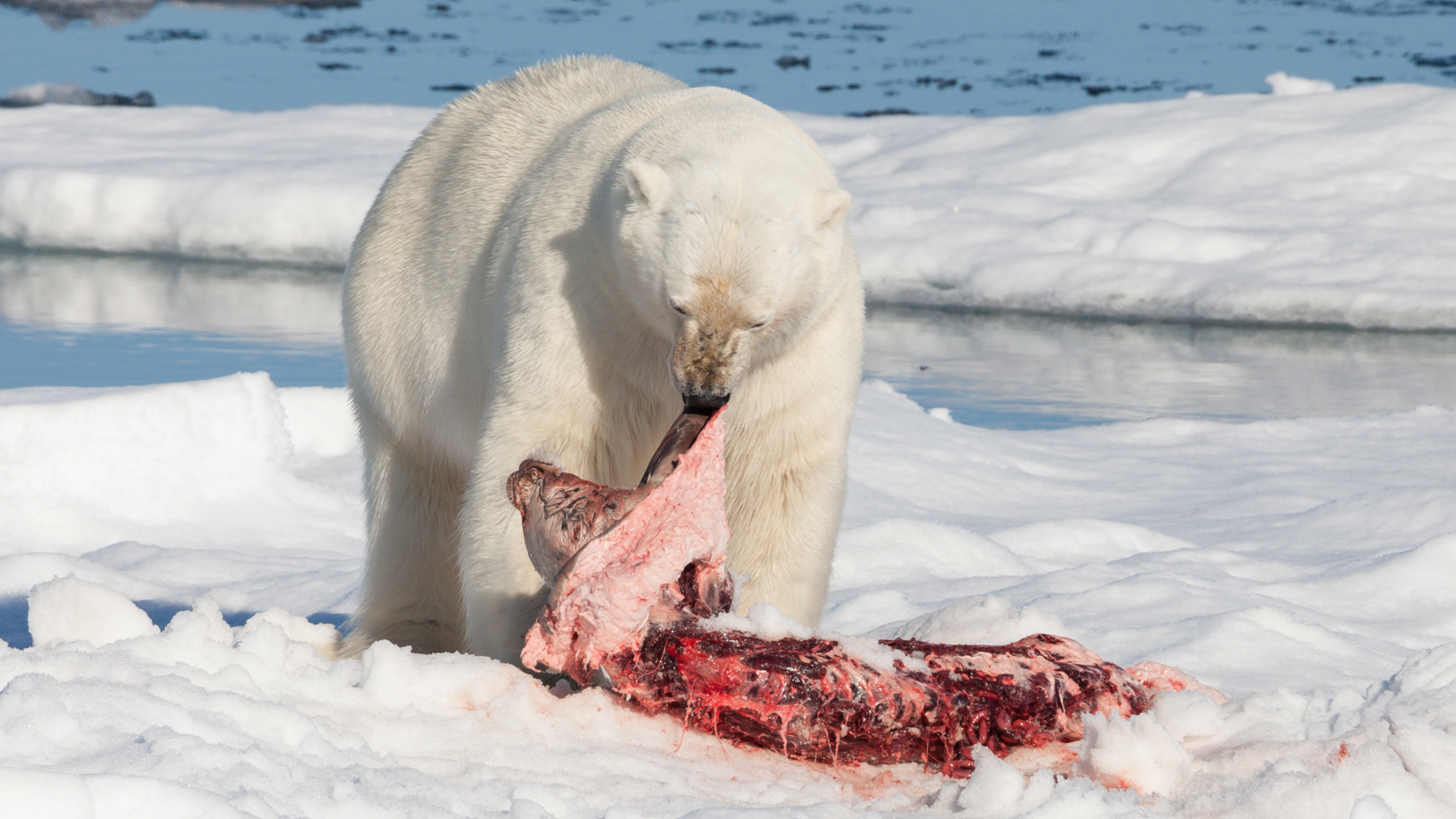
Lední medvěd s kořistí

Pro ledního medvěda je snadné vypátrat i jinou možnou kořist, protože má velmi dobře vyvinutý čich. Je přizpůsobivým oportunistou, který kromě obvyklých tuleňů loví i jiné ploutvonožce (Pinnipedia), jako například čepcola hřebenatého (Cystophora cristata), vzácněji mrože ledního (Odobenus rosmarus), v jehož případě se zaměřuje především na mladé jedince, a dále menší kytovce (Cetacea), především běluhu severní (Delphinapterus leucas) a narvala jednorohého (Monodon monoceros). Je-li možnost, zmocní se i delfínů (Delphinidae), např. plískavice bělonosé (Lagenorhynchus albirostris). Rovněž často se však živí mršinami a nepohrdne ani mrtvolou velryby. Během letních měsíců může být pro medvěda složitější sehnat dostatečné množství potravy, proto žere i různé druhy bobulí, mech, trávu, mořské řasy nebo chaluhy: např. bobule vlochyně bahenní (Vaccinium uliginosum) či šichy černé (Empetrum nigrum). Potápěl se též pro slávky jedlé (Mytilus edulis) nebo ježovky severní (Strongylocentrotus droebachiensis). V nevyhovujících podmínkách loví taktéž pozemní savce (Mammalia), např. zajíce běláky (Lepus timidus), lumíky (např. Lemmus sp.) nebo mladé a nemocné pižmoně (Ovibos moschatus) či soby (Rangifer tarandus), nebo některé druhy ptáků. Z hladu dokáže citelně vyplenit např. hnízdiště alkounů obecných (Cepphus grylle) nebo rybáků dlouhoocasých (Sterna paradisaea). Podle jedné starší studie tvořili ptáci u Hudsonova zálivu v létě či na podzim dokonce většinu medvědí potravy a za oběť padaly např. alky malé (Alca torda), hoholky lední (Clangula hyemalis) či kajky mořské (Somateria mollissima). Na suchozemskou kořist se nicméně zaměřuje spíše vzácně z důvodu velké energetické spotřeby při jejím lovu. Příležitostně, ale jen výjimečně a krátkodobě, si podobně jako některé jiné šelmy ukládá kořist na později, například tak, že ji ukryje pod sněhem.
Nezbytný pro medvěda je pravidelný přísun tekutin. Pije několikrát denně, často pak vodu z tajících ledovců, nebo pojídá sníh. Pokud přijímá stravu bohatou na tuk, potřeba pití vody se výrazně snižuje, neboť je získávána metabolismem tuků.

Dokáže hladovět mnoho měsíců (4 až 8) a spoléhat při tom na nahromaděné tukové rezervy.

Řeč těla: 1. v klidu, 2. posuzování situace, 3. při krmení

Ve výjimečných případech má medvěd lední sklon ke kanibalismu. Především tak činí dlouho hladovějící samci, kteří se v bezvýchodné situaci nezdráhají zabít i samici s mláďaty ukrývající se v brlohu. Kvůli stresu z nedostatku potravy se navzdory svému silnému rozmnožovacímu pudu zachová zcela odlišně, staví na první místo sebe sama a vítězí tedy pud sebezáchovy. Napadnout a sežrat mohou i jiného slabšího samce. S tímto chováním nemají nic společného klimatické změny – podobné útoky byly zaznamenány v dávné historii a jsou považovány za běžný jev. Pravděpodobně však může docházet k většímu množství případů, pakliže šelma bude nadále přicházet o svá loviště (resp. životní prostor). Za tento problém je zodpovědná též rozpínající se lidská civilizace a s tím spojená průmyslová aktivita. Někteří odborníci se domnívají, že za údajně i zvýšený výskyt kanibalismu může globální oteplování. Pro tuto teorii však pravděpodobně neexistují žádné skutečně relevantní důkazy. V některých médiích a dokonce i ve vědeckých článcích dochází též k nesprávné interpretaci (překrucování) faktů. Případy kanibalismu jsou obecně vzácné a nezdá se, že by jich výrazně přibývalo. Poněkud odlišnou formu kanibalizmu můžeme nalézt u samic, které někdy usmrcují nebo dokonce požírají svá mláďata. Ty tak činí proto, že jim buďto nejsou schopny poskytnout plnohodnotnou péči (jsou podvyživené a netvoří se jim dostatek mléka), nebo narodí-li se jim nemocná/zakrnělá medvíďata, nebo též z frustrace, když jsou samice pár dní či týdnů po porodu vyrušeny v brlohu. Jde však jen o vzácné případy. Vazba mezi matkou a potomkem je tak silná, že ho nikdy nezabije úmyslně. Podstatně častěji zabíjejí vlastní mláďata ty samice, které jsou držené v zajetí.
V oblastech, kde se dostává do kontaktu s člověkem, jako zvědavé zvíře a částečný mrchožrout s oblibou zkoumá a také konzumuje odpadky. Zhltne ale téměř vše, co najde, včetně nebezpečných látek, jako jsou polystyreny, plasty, částky z autobaterie, hydraulická kapalina nebo motorový olej. Pro jeho bezpečí byla proto kupříkladu skládka v Churchillu uzavřena.
Jeho výkal je dlouhý přibližně 12 cm.

### Přirození nepřátelé
Jako jedna z největších šelem nemá dospělý lední medvěd na souši svého přirozeného predátora. Jedinými nepřáteli jsou lidé nebo jiní lední medvědi. Při okrajích jeho teritoria mu může být konkurentem medvěd grizzly (Ursus arctos horribilis), který, ač menší, má v případných střetech o potravu obvykle navrch. Ve vodě pro něj ve zcela výjimečných případech představují nebezpečí mroži (Odobenus rosmarus), kteří se mohou ohnat ostrými kly a tak ho poranit či dokonce usmrtit. V americkém televizním pořadu Animal Face-Off zabývajícím se hypotetickými souboji mezi zvířaty, která by se mohla setkat ve volné přírodě, dopadlo pomyslné střetnutí medvěda s mrožem v neprospěch medvěda, který byl na základě různých předpokladů a odborných analýz (s ohledem na fyzické parametry, sílu, obranyschopnost šelem apod.) nakonec mohutným ploutvonožcem zabit. Realita může být nicméně poněkud odlišná. Dokumentaristům se podařilo zachytit situaci, při které se medvěd lední nezdráhal zaútočit na celou mroží kolonii, přičemž se snažil těžit z nastalého zmatku a ukořistit tak některé z mláďat. Zranitelní jedinci, kterým ještě nenarostly kly, byli však okamžitě obklopeni dospělými a společně prchali před nebezpečnou šelmou do vody. Medvěd tak čelil silnému odporu i nedostatku času. Po několika neúspěšných pokusech se mu nakonec podařilo uchopit a odříznout od skupiny jednoho z dospělých, ale ten se ve finále z medvědího sevření vymanil a unikl. Medvěd tedy nebyl úspěšný, ale ani zraněn, přestože čelil značné převaze. Do střetu se může případně dostat s kosatkou dravou (Orcinus orca), která by ho zřejmě dokázala i zabít, nicméně dosud nebyl zaznamenán případ predace kosatky na medvědovi. Pozůstatky medvědů ledních byly nalezeny v žaludcích žraloků grónských (Somniosus microcephalus), ale není jasné, jestli žralok medvěda skutečně ulovil, nebo se zmocnil pouze mršiny (jak je u něho zvykem, neboť jde o sice velkého, ale pomalého tvora).
Mláďata medvěda ledního se však musí mít na pozoru. Kromě jiných medvědů se jich může zmocnit třeba smečka vlků arktických (Canis lupus arctos).
V zajetí medvěda ledního údajně dokázal přemoci rosomák sibiřský (Gulo gulo), kterému se mělo podařit, po zakousnutím se do jeho krku, medvěda udusit.

### Paraziti a nemoci
Lední medvědi se mohou stát hostiteli arktických roztočů, jako je Alaskozetes antarcticus. Jde o druh známý svou schopností přežít v teplotách pod bodem mrazu. Mohou být hostiteli některých střevních parazitů, např. Baylisascaris transfuga. Obzvláště citliví jsou také na parazitické hlístice z rodu Trichinella (viz trichinelóza), kterými se mohou nakazit kanibalismem.

### Rozmnožování, epigamie
Medvěd lední nežije v trvalém páru, není monogamní, proto je u něj vždy prioritní naleznout partnera. S námluvami začíná asi v polovině února a zpravidla do půlky května se páry utvoří. Mladým pohlavně dospívajícím jedincům (do 6 let) se období hledání může prodloužit až do června, případně se říjným chováním projevují i v úplně jinou dobu, v takovém případě však většinou k oplození nedochází. Shromažďují se obvykle na místech, kde se hojně vyskytují tuleni, tedy jejich běžná potrava. Medvědi mají tendenci vracet se na přibližně stejná, jim známá, místa nebo blízké okolí. K nalezení jeden druhého jim pomáhá dokonalý čich a záměrně ponechané pachové stopy. Samice proto často močí a svůj pach dále roznáší za pomoci předních tlap, kterými se předtím dotýkala své vulvy. Několik dní před pářením samice přestává přijímat potravu a vnější část pohlavních orgánů se jí nápadně zvětšuje. Samec dokáže putovat za družkou klidně několik dní, přičemž může urazit i více než 100 km. Při tomto pochodu většinou nežere. Samice si svého partnera pečlivě vybírá.

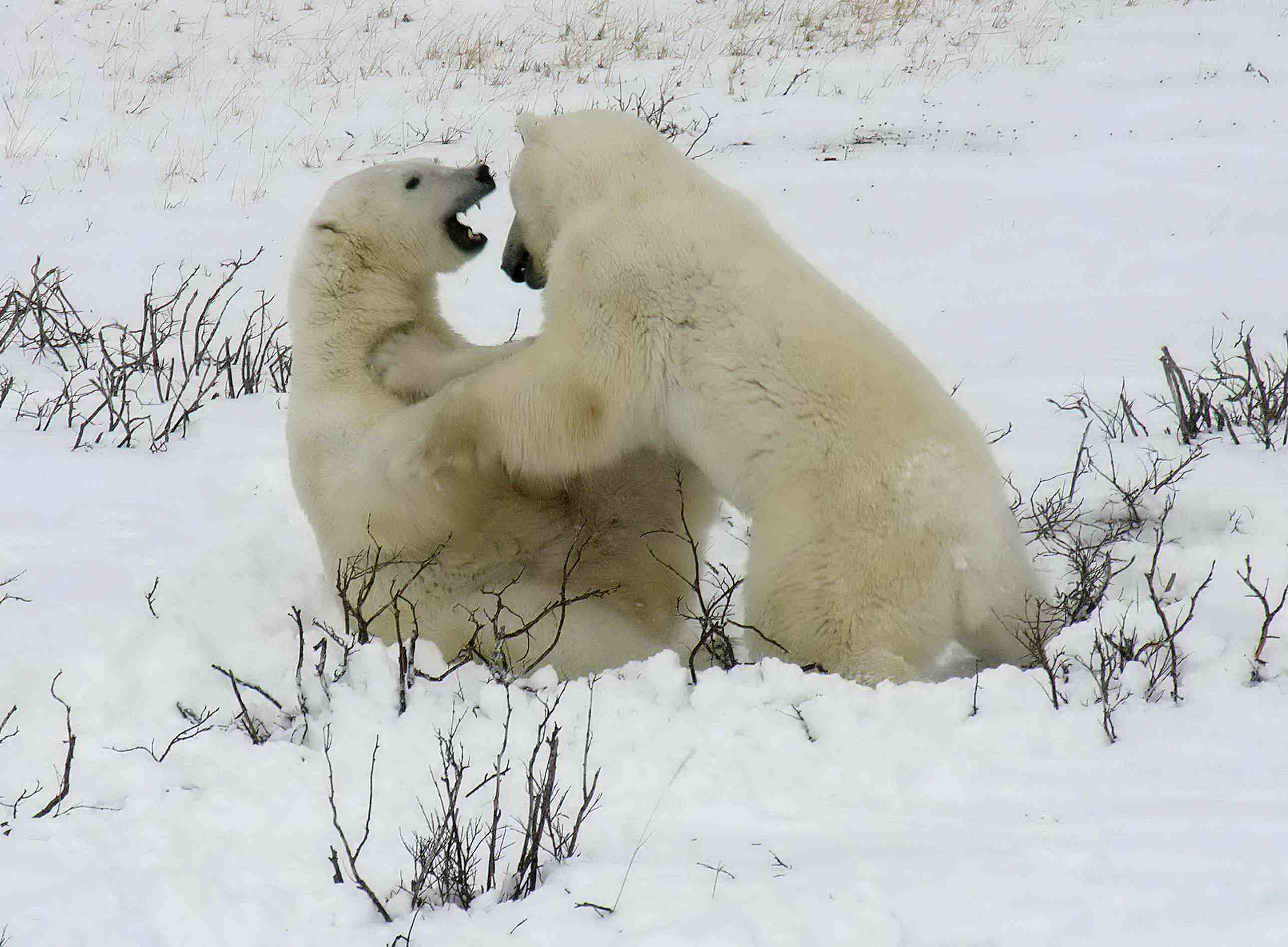
Souboj ledních medvědů

Konkurence mezi samci je vysoká, neboť každý rok se může pářit jen necelých 30 % samic, které se již nestarají o potomky z předešlých let. Možná to je důvodem, proč jsou samci oproti samicím znatelně mohutnější, musí totiž o jejich přízeň často bojovat. Sejde-li se pak u jedné samice více samců, slabší z nich se buďto předem vzdá, nebo dochází k soubojům. Při konfrontaci se soupeři z uctivé vzdálenosti pozorují a případně zastrašují. Upřený pohled z očí do očí znamená hrozbu, proto submisivní jedinec hlavu odvrací. Pokud medvěd nemá v plánu zaútočit, zůstává stát s upřeným pohledem na místě. Zdvižená hlava druhého medvěda může však souboj vyprovokovat. Oba se postaví na zadní nohy, hlasitě řvou a slintají. Mají široce otevřenou tlamu, cení zuby a jeden druhého se může pokusit hryznout. Hlavní zbraní medvěda jsou jeho mohutné tlapy s více než pět centimetrů dlouhými drápy. Údery jsou často mířeny na hlavu, hruď nebo břicho. Svou nezměrnou silou dokáže sokovi rozpárat kůži a servat maso, často také přijde medvěd o ucho, oko nebo zuby. V porovnání s člověkem se může statný dospělý medvěd prezentovat silou až 10krát větší, než jakou disponuje průměrný dospělý muž o váze asi 80 kg.
Samotné párování již nalezených dvojic, při kterém se pouze registrují a z kratší vzdálenosti pozorují, probíhá asi jeden týden. Odvážnější samec dotírá na samici dříve, ovšem pokud se samice ještě necítí připravena, dá to najevo jasnými výhružnými signály, například tak, že vycení zuby, kousne jej nebo se posadí na zadek. Teprve až bezprostřední přiblížení doprovázené očicháváním značí brzké spáření. Samec družce olizuje obličej, uši, slabiny a nakonec pohlavní orgány. Při páření se samec nachází na zádech samice, objímá předními tlapami břicho a hlavu má položenou na jejím hřbetě. Samci ledních medvědů mají bakulum, kost v penisu, díky které dokáží na poměrně dlouhou dobu (v rámci každého jednoho pokusu) kopulovat se samicí. Někteří vědci spekulují, že se penisová kost vyvinula proto, aby samec delším spojením odradil jiné náruživé soky. Pokud jde o konkrétní čísla, samotná kopulace trvá asi 10–40 minut a samec při ní několikrát ejakuluje. Kopulace se v průběhu dne může 10–15krát opakovat. O potomky se stará pouze samice a svého otce mláďata prakticky nikdy nepoznají. Zajímavostí také je, že mláďata z jednoho vrhu nemusí mít stejného otce (samice se může pářit s vícero samci).
Je známo, že samice medvědů ledních přijímají cizí osiřelá mláďata; několik případů „adopce“ bylo potvrzeno genetickými testy. Dále byl zpozorován jeden případ sexuální aktivity mezi blízkými příbuznými neboli incest (k páření došlo u dvou nevlastních sourozenců, kteří se v různých letech narodili stejné matce, ale otce měli s největší pravděpodobností jiného). U samic z oblasti východního Grónska byl pozorovaný makroklitoris, který může být zaměňovaný za případ pseudohermafroditismu.

### Březost, péče o mláďata, dožití

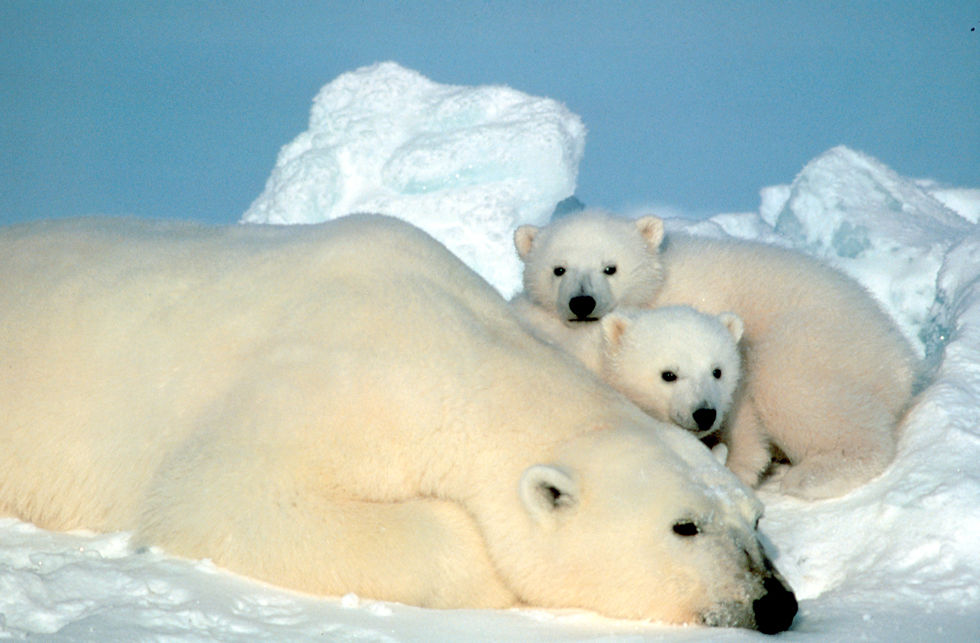
Samice s mláďaty

Samice zabřezne v průběhu března až června. Gravidní bývá 6,5–9 měsíců, ale prodělává utajenou březost, tzv. embryonální diapauzu, kdy vývoj oplozeného vajíčka se nejprve pozastaví a posléze znovu obnoví v příhodnou dobu, zpravidla v srpnu nebo září. Matka se během těchto asi čtyř měsíců řádně krmí a může přibrat i více než 200 kg. Od zhruba poloviny listopadu do ledna, poté co si samice vyhrabou ve sněhu doupě na zimu, rodí obvykle dvě mláďata v jednom vrhu (výjimečně pouze jedno nebo až čtyři medvíďata, narodit se mohou též jednovaječná dvojčata). Mláďata si medvědice navíc přidržuje tlapami ve svém kožichu, neboť se rodí pokryta jen krátkou měkkou srstí (o hustotě 650 chlupů na cm2 a cca 5 mm dlouhou), bezzubá, slepá, hluchá a navíc poměrně malá: měří necelých 30 cm a váží 450 až 900 gramů – obvykle méně než 900 g a velikostí se podobají morčeti. Samice se o potomky stará po dobu maximálně tří let a v začáteční fázi (i přímo během porodu) upadá některá z nich do hibernace (nebo tzv. fyziologické či masožravé letargie), která však nespočívá v nepřetržitém spánku, ale zpomaluje její tepovou frekvenci z obvyklých 46 na asi 27 úderů za minutu a může ji klesnout tělesná teplota z obvyklých 37 °C na 35 °C. Přichází i o tukové zásoby.
Brloh je většinou vyhrabaný 1–3 m pod sněhem. Chodba vedoucí do samotné dutiny je 2–6 m dlouhá a 0,7 m vysoká. U vchodu samice vybuduje sněhový val a vánice na něj namete další závěje sněhu, který doupě tepelně izoluje. Může mít i několik komor; je doložen brloh i s pěti komorami a až 12 m dlouhý. Zasněžené stěny brlohu působením medvědího teplého dechu zledovatí, díky čemuž se uvnitř doupěte udržuje příhodná stabilní teplota kolem 16 až 20 °C. To znamená, že teplota uvnitř brlohu může být o více než 40 stupňů vyšší než venku.

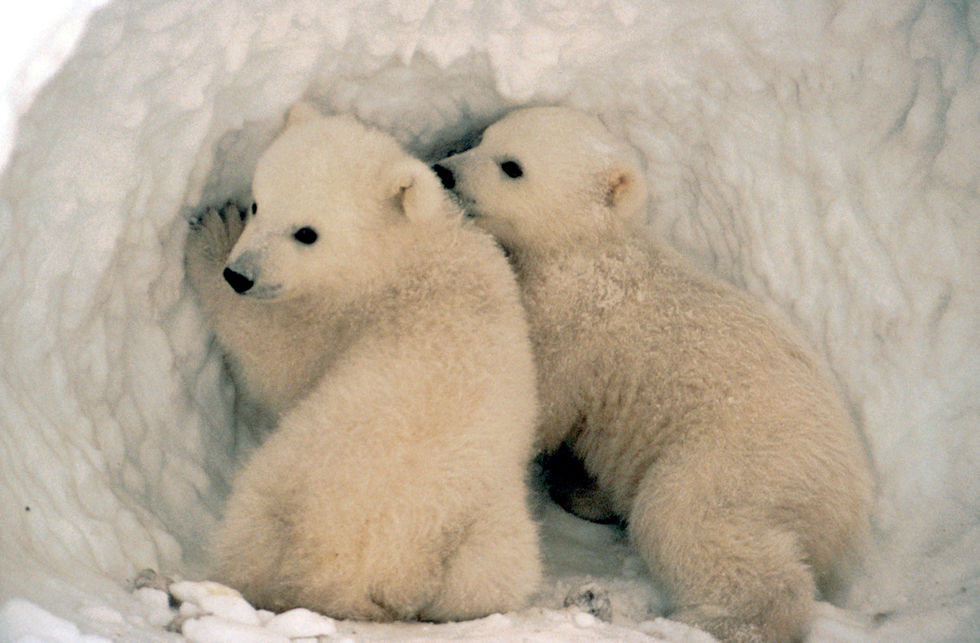
Mláďata

Malí medvědi rostou poměrně rychle. Během prvního měsíce od narození střídavě spí a krmí se, začínají se jim postupně otevírat oči a o pár týdnů později už vidí a chodí. Téměř po celou tuto dobu jsou ukryta v brlohu. Samice je krmí vlastním výživným mlékem s velkým množstvím tuku a proteinů, průměrně obsahuje 30–40 % tuku, případně dokonce až 48 %. Pro srovnání, lidské mateřské mléko obsahuje 3–5 % tuku. Koncentrace medvědího mléka se může výrazně měnit v závislosti na kondici zvířete a také jeho hodnota rapidně klesá v období, kdy je potomkům více než jeden rok a konzumují hlavně masitou stravu. S příchodem jara opouštějí asi dvou až tříměsíční mláďata společně s matkou bezpečí doupěte a postupně si začínají hrát, zbystřují a trénují tak své smysly. Jejich váha se pohybuje okolo 10–15 kg. Matka se s nimi obvykle vyhýbá pevnině a častěji putuje po ledových krách ve snaze vyhnout se vlkům nebo lidem. Vyhýbá se též jiným dospělým samcům kvůli infanticidě. Mláďata se brzy naučí také plavat, důkladně však až v jednom roce života. Ve věku 4–5 měsíců pozřou již tuhou stravu a sama lovit začnou už v jednom roce, ovšem znatelně úspěšná bývají až okolo druhého roku života. Zkušenosti od své matky sbírají asi do stáří 2–3 let, nicméně například v Hudsonově zálivu jsou mláďata ponechána osudu už při dovršení jednoho a půl roku života. V konečné fází chovu samice medvíďata opustí a často je od sebe musí doslova odehnat, přičemž se projevuje podobně jako při střetu s dospělým medvědem. Zmatení potomci zprvu své matce nerozumí, avšak patřičně vystrašení ji brzy přestanou pronásledovat. Zahnat je může případně i matce se dvořící dospělý samec. Než se medvíďata vydají zcela vlastní cestou, mohou ještě týdny až měsíce zůstat spolu, přičemž se mezi sebou dělí i o potravu. Nejpozději je odloučí pohlavní zralost. Lední medvědi pohlavně dospějí zhruba v 4.–6. roce života, samci obvykle později. Někdy se poprvé páří až v 8 nebo 10 letech, kvůli velké konkurenci. Míra reprodukce s postupujícím věkem kolísá a viditelně klesá u jedinců starých 20 a více let, přičemž samci jsou nejaktivnější ve věku od 6 do 19 let a samice se v nejvyšší reprodukční kondici nacházejí ve věku od 10 do 19 let. Délka jedné generace odpovídá asi 11,5 letům (9,8–13,6 rokům).
Kritickým obdobím je pro medvědy první rok života; data shromážděná v letech 2001 až 2006 ukázala, že jej nemusí přežít až 60 % mláďat. Podle jiných zdrojů 10–30 %, 20–40 % či 50 % mláďat, záleží tedy na podmínkách (oblasti) a míře potenciálních hrozeb. Nedostatek potravy a nízká hmotnost potomka či slabší kondice matky a její nedostatečná zkušenost, to jsou ve zkratce hlavní příčiny neúspěchu. Složitý život mají i subadultní medvědi, tj. nezávislí ale stále nedospělí jedinci, protože ještě nejsou tak zdatnými lovci. A i když uspějí, od jejich kořisti je často odežene dospělý medvěd. Mladým jedincům proto nezřídka hrozí hladovění a mívají podváhu. V dospělosti se lední medvědi cítí o poznání bezpečněji, mohou si však přivodit zranění z bojů o samice.
Ve volné přírodě se mohou dožívat nejčastěji 25 až 30 let, u jednoho divokého jedince bylo odhadnuto stáří okolo 32 let, ale průměrný věk dospělých je 15 let, nebo dokonce jen 8 let. Často jde navíc o poměrně optimistické odhady; během let 1971 až 1979 bylo v Kanadě zdokumentováno celkem 193 medvědů a jen necelých 10 % z nich, 15 jedinců, dosáhlo věku alespoň 9 let. V zajetí žijí v průměru dvakrát déle než v přírodě, jak dokazuje i jedna statistika ke dni 13. září 2009 v rámci evropských zoo: z 306 chovanců bylo 90 medvědům 20–29 let, 19 medvědům 30–39 let a dva jedinci byli staří 40–41 let. V USA, v detroitské zoo, se samice medvěda ledního dožila rekordních 43 let a 10 měsíců.

## Ohrožení
V historii byli lední medvědi pronásledováni původními domorodci, a to zejména kvůli kůži, podkožnímu tuku, zubům (amulety) a možnému zdroji obživy (zajímavostí je, že játra ledního medvěda jsou pro člověka i psy toxická, neboť obsahují příliš velké množství vitamínu A, a jejich požití tak zpravidla vyvolá nebezpečnou hypervitaminózu). Ve 20. století docházelo již k intenzivnějšímu lovu za účelem komerčního využití různých částí jejich těla, ale často šlo také jen o pouhý rekreační, trofejní lov. Tento vliv člověka spolu s využívanou leteckou a pozemní dopravou natolik narušoval životní prostor medvědů, až došlo k dramatickému poklesu populace (v letech 1950–1960 žilo odhadem 5 000 až 10 000 jedinců). Od roku 1973, po společné dohodě států na jejichž území se medvěd lední nachází (Dánska, Norska, Ruska, USA a Kanady), je lov těchto šelem omezen (sportovní lov může stát údajně v přepočtu téměř tři čtvrtě milionu korun), pracuje se na kontrole či ochraně jejich stanovišť a došlo k posílení v oblasti výzkumu. Na základě těchto opatření populace medvěda ledního vzrostla, přibližně na 23 000 jedinců. Přesto jej Mezinárodní svaz ochrany přírody (IUCN), který ho vyhodnocuje od roku 1965, vede jako zranitelný druh (nejnovější hodnocení pochází z roku 2015), na základě nejisté budoucnosti s ohledem na novodobé hrozby. V úmluvě CITES je zapsán téměř od počátku vzniku této dohody v roce 1973 (platná od roku 1975) do přílohy II, což znamená, že obchod se zvířetem a částmi jeho těl je povolen jen za určitých podmínek. Řada odborníků doporučuje umístit medvěda ledního do přílohy I.

### Historické hrozby

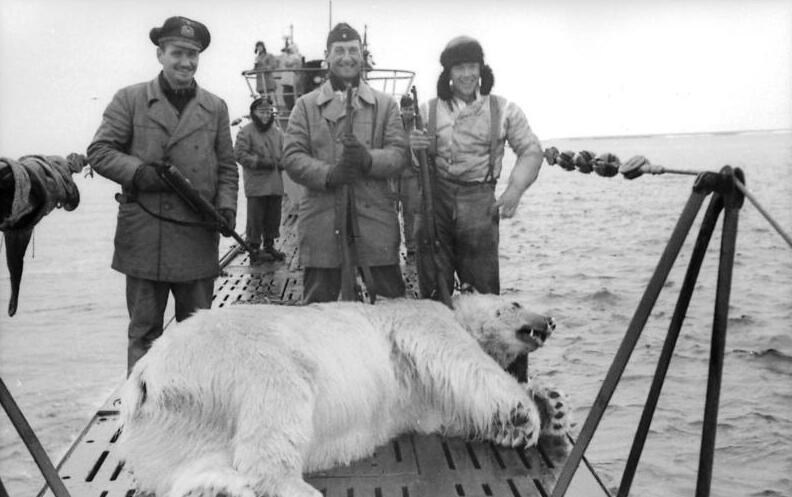
Lovci u zabitého medvěda v roce 1943

V Grónsku ubývá populace ledních medvědů již 20 000 let v důsledku nárůstu teploty moří o 0,2 až 0,5 °C. Od poslední doby ledové došlo tak podle analýz k střídavému poklesu populace o 20 až 40 %. Od středověku byly populace ledních medvědů ohroženy zejména pytláctvím. S jejich kožešinami se obchodovalo již ve 14. století, i když větší poptávka byla po kožešině liščí nebo dokonce sobí (ulovit medvěda nebylo zrovna snadné ani bezpečné). Počátkem 16. až 17. století se nicméně Intenzita honů stupňovala společně s rostoucí populací lidí. Například během zimy v letech 1784–1785 lovci dokázali pozabíjet na 150 medvědů (západní Špicberky, Magdalenefjorden). Na počátku 20. století lovci ve stejné oblasti zabíjeli na 300 medvědů ročně. Z celkového hlediska v rámci severní Eurasie bylo od počátku 18. století usmrceno okolo 400–500 medvědů ročně, počínaje 20. stoletím až 1500 medvědů ročně. Poté, jak postupně klesala populace medvědů, klesala i intenzita lovů, ale od první poloviny 20. století se opět zvýšila s příchodem moderních zbraní a pokrokové techniky; např. v roce 1968 dokázal člověk zabít celkem více než 1200 medvědů ledních. Zhruba od roku 1973 již dochází k přísným regulacím či různým omezením a tak se populace těchto šelem pozvolna zotavuje. Například Norsko zavedlo úplný zákaz lovu už v roce 1920 (respektive od roku 1925; viz Špicberská dohoda), nebo na mezinárodní konferenci na Aljašce byl roku 1965 všude zakázán hon na medvědice v doprovodu medvíďat.

### Novodobé hrozby

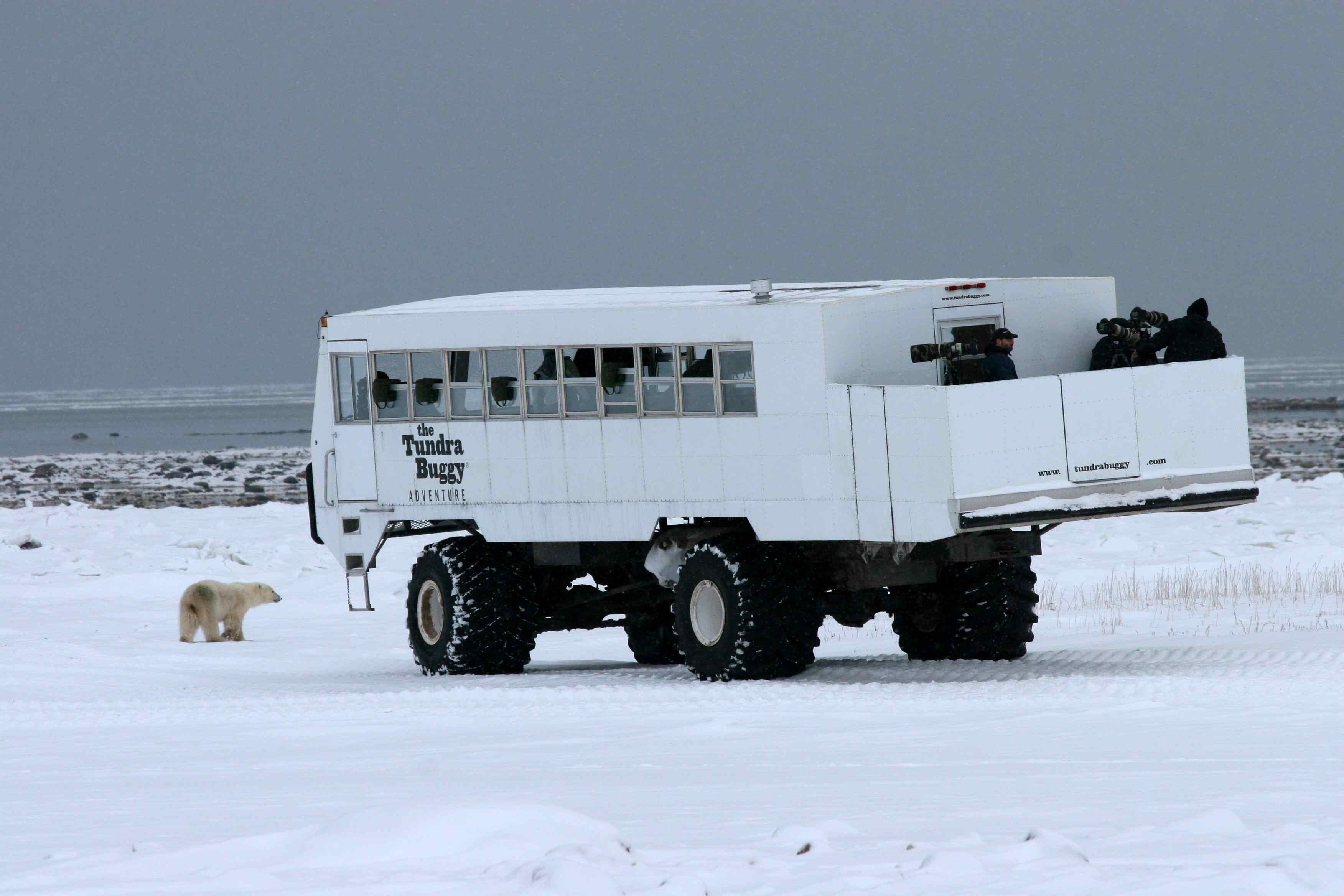
Speciální vozidlo používané k bezpečnému pozorování medvědů

#### Ztráta nebo znečišťování životního prostředí
Moderní a relevantní hrozbou je například expandující průmyslová aktivita (těžba ropy a zemního plynu) a zvýšená frekvence lodní, pozemní či letecké dopravy, a to z hlediska omezování, narušování i znečišťování biotopu šelmy. V důsledku toho přichází o životního prostředí, neboť je vystavena nezvyklému ruchu, který kupříkladu může negativně ovlivnit výchovu mláďat – stres může přimět matku opustit doupě a v horším případě ponechat mláďata svému osudu, a v neposlední řadě emisnímu spadu. Navíc zde roste riziko ekologické katastrofy. Ropný olej zachycený v medvědí srsti snižuje její izolační vlastnosti, nebo při náhodném požití zvířeti selhávají ledviny. Při úniku ropných látek často trvá měsíce až roky, než se prostředí opětovně vyčistí do původního stavu. Takováto ekologická katastrofa je nebezpečná nejen pro medvědy, ale pro celý fungující ekosystém.

#### Přítomnost toxických látek
Jelikož se medvědi lední nachází na vrcholu potravního řetězce, jsou tím vystaveni velkému množství různých znečišťujících látek, zejména uhlovodíkům, perzistentním organickým látkám a těžkým kovům, které se k nim dostávají z lidských antropogenních aktivit po celém světě, přestože zvířata žijí v relativně nedotčených oblastech. Klimatické změny mohou jejich výskyt ještě urychlit nebo zintenzívnit. Mnohé sloučeniny roznáší voda (oceány) nebo jsou transportovány vzdušným prouděním a slučují se navíc s jinými organickými nebo dalšími látkami. Takto kontaminovaný materiál požírají drobné organismy, např. plankton, ten pak pohlcují korýši nebo drobné rybky, jimiž se živí velké ryby, které zase loví mořští savci. Touto cestou se dostávají škodlivé látky do potravního řetězce a zasaženi jsou pak i medvědi, kteří se živí výhradně ploutvonožci. Neblahým rysem těchto škodlivých látek je, že mají tendenci přetrvávat v životním prostředí a jsou odolné vůči rozkladu. Ačkoli se dopad kontaminujících látek na medvědy v jednotlivých regionech liší, lze předpokládat, že v takto zatíženém prostředí budou mít medvědi slabší imunitu, sníženou míru reprodukce nebo nízkou životaschopnost. Mnoho kontaminantů je lipofilních (jsou rozpustné v tucích a hromadí se v tukových tkáních) a pro medvědy lední jsou nebezpečné z toho důvodu, že jedí stravu bohatou na tuky. Obzvláště nebezpečné jsou pak organochloridy. Výzkumy, včetně studie pod vedením české bioložky Violy Pavlové, poukázaly na skutečnost, že přítomnost takových toxických látek narušuje jejich hormonální rovnováhu. V organismu grónských a špicberských medvědů koluje poměrně velké množství polychlorovaných bifenylů (PCB), ke kterým se pravděpodobně dostali při konzumaci jejich obvyklé potravy – již kontaminovaných tuleňů. Tyto látky se užívaly v barvách, lacích či transformátorech už ve 30. letech 20. století a po roce 1960 se ukázalo, že se dostávají do životního prostředí. Takové chemikálie v přírodě přetrvávají desetiletí a ovlivnit mohou plodnost samic, kvalitu samčích spermií, nebo přímo či nepřímo narušit metabolismus medvědů. Někteří odborníci hovoří i o deformacích samčího penisu: medvědům s vyšší hladinou PCB v těle pravděpodobně v důsledku toho slábne pyjová kost. Podle nich jsou tito samci potenciálně neplodní a při samotné kopulaci se jejich penis může snáze a nenávratně poškodit. Není ale zcela jasné, jestli jsou znečišťující látky příčinou problému a dochází-li skutečně k nějaké újmě na zdraví. Další studie naznačují, že vysoká koncentrace pentachlorfenolu (PCF), což je sloučenina používaná k výrobě rozličných pesticidů, ochranných nátěrů apod., oslabuje imunitní systém medvědů a snižuje tak jejich odolností vůči infekčním chorobám. Dále čelí též perfluorovaným a polyfluorovaným substancím (PFAS) – zejména se jedná o perfluoroalkylsulfonany (PFSA) a perfluoroalkylkarboxylové kyseliny (PFCA), což je skupina několika tisíc organických látek vyráběných počátkem roku 1950, vysoce účinných proti degradaci. Vlastností těchto látek je, že odpuzují vodu a mastnotu. Používány jsou při výrobě papírových obalů potravin, outdoorového oblečení, koberců, nátěrů a aditiv do nátěrových hmot, rozličných čisticích prostředků nebo jako přísady do hasicích pěn a hydraulických kapalin, při produkci pokovených předmětů, polovodičů, elektronického a fotografického vybavení, v mazivech, barvách či kosmetice. Některé látky mohou poškozovat imunitní a endokrinní systém, další jsou pravděpodobně karcinogenní (rakovinotvorné). Podrobné rozbory ukázaly, že se tyto nebezpečné látky usazují v mozcích medvědů a mohou tak vyvolat nežádoucí neurochemické a biomarkerové reakce, podobně jako jiné toxické látky.

#### Turismus a lov

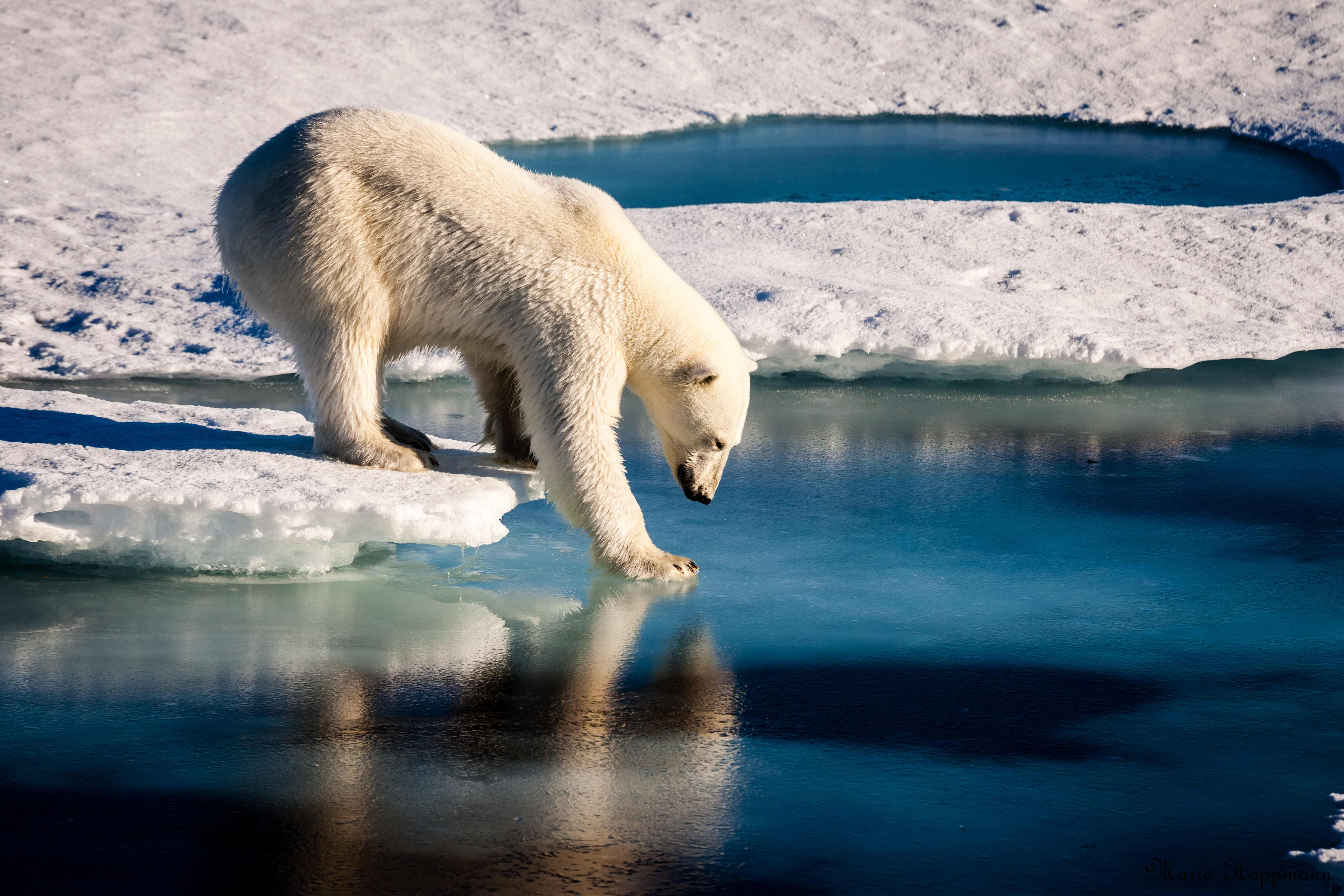
Lední medvěd zkoumající pevnost ledu

Rovněž nebezpečný je rozmach turismu a stále také ilegální lov medvědů porušující různě stanovené normy v jednotlivých státech. Standardy se jako takové neustále mění přibližně od druhé poloviny 20. století, a to na základě nových na sobě nezávislých studií řešících otázku, na kolik ovlivňuje legální hon na medvědy přeživší populaci v daných regionech. Nelze opomenout, že pro původní obyvatele je lov medvědů kulturní záležitostí a mnohdy též zdrojem živobytí. V Kanadě lovce při jeho sportovním honu doprovází domorodí Inuité, jakožto, trochu paradoxně, medvědí strážci. Každým rokem je usmrceno přibližně 700 až 800 medvědů, což představuje 3–4 % populace. Navíc je jen ve východním Rusku ročně zabito 100–200 medvědů ilegálně. Přesto odborníci tvrdí, že nejsou jednotlivé populace (subpopulace) ohroženy. V období od roku 2001 do roku 2016 se každý rok vyvezlo do zahraničí 70–712 kůží, 30–122 lebek a až 2689 zubů, a v témže období také 47 živých dospělých medvědů a 88 mláďat. Kanada je hlavní exportní zemí – k zabíjení zde dochází nejčastěji, a to jak z důvodu obživy, tak pro cennou medvědí kožešinu.

#### Klimatické změny

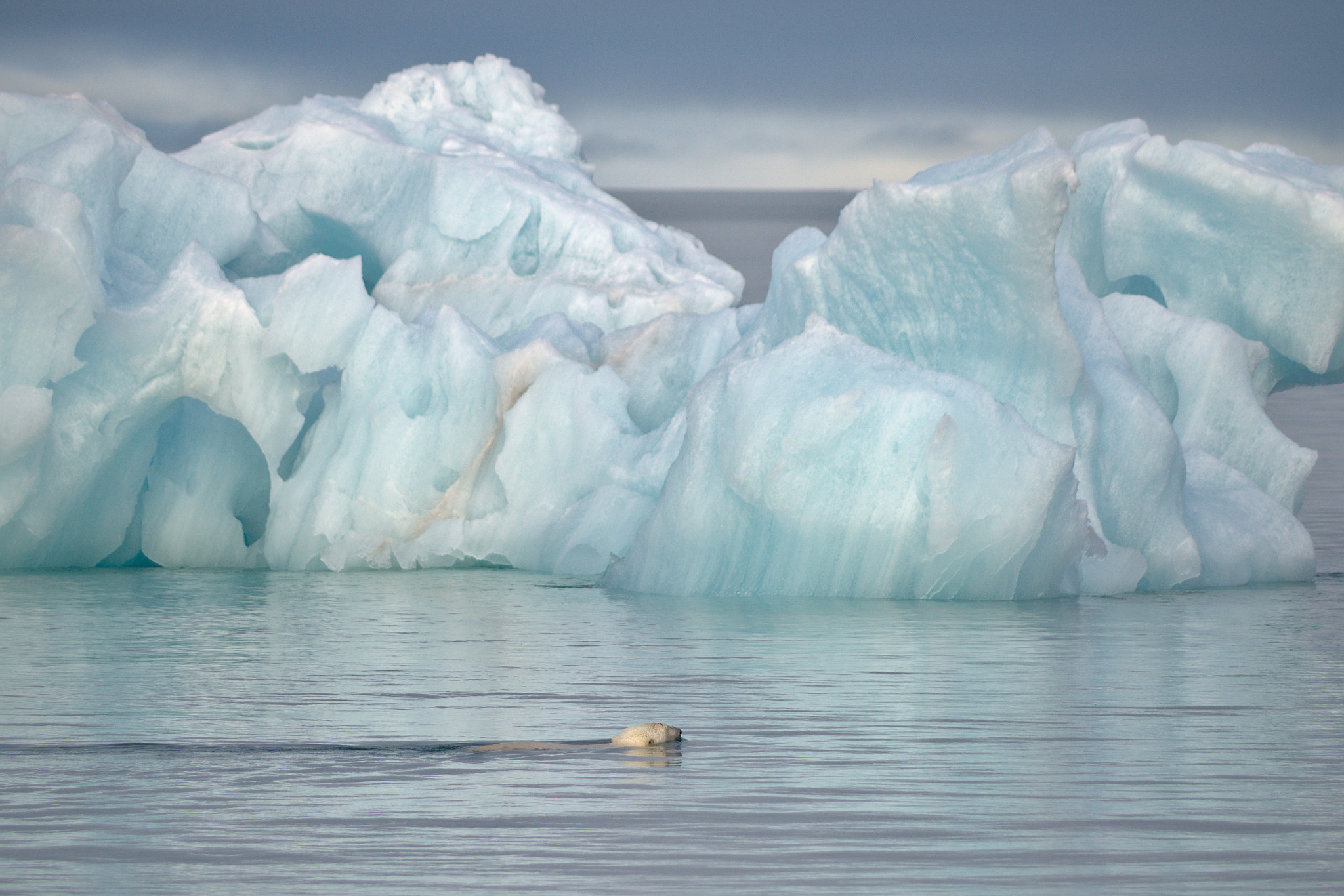
Přestože jsou medvědi lední vynikající plavci, ustupující led je nutí překonávat tak velké vzdálenosti, že se mohou fyzicky vyčerpat a utonout

Na základě rychle rostoucí průměrné teploty v arktické oblasti došlo během tohoto století k výraznému úbytku mořského ledu a předpoklady jsou takové, že bude-li tento trend pokračovat, dojde k rozsáhlé ztrátě jejich životního prostředí a tím ke snížení stavu populace (rapidně poklesla například v oblasti Beaufortova moře). V případě, že ledová pokrývka zcela zmizí, vědci spekulují, že může dojít i k postupnému vymírání druhu. Ztrátou stanoviště, resp. pokud bude roční led slábnout, na jaře rychleji mizet a v chladnějších měsících později tvořit, bude pravděpodobně medvěd lední hladovět, nebo bude přinejmenším podvyživený a nedostatečně zásoben tukem. Nebude moci těžit z obvyklých souvisejících změn, které přinášejí biologickou produktivitu – výskyt tuleňů, ale i když budou na dosah, slabší led se rychleji deformuje, čímž mu znemožní dostat se k nim dostatečně blízko, aby je mohl ulovit. Bude pro něj o poznání složitější dostatečně se nasytit před tím, než nastane na potravu chudé období na konci léta a na začátku podzimu, a pak jen s velkými obtížemi přečká zimní půst. Nárůst pohybu a aktivity způsobí, že bude brzy vyčerpán a o poznání rychleji ztratí i svou hmotnost. Ustupující led nutí medvěda plavat delší vzdálenosti, čímž přichází o cenné úspory energie, nebo se může tak fyzicky vyčerpat, až se utopí. Kvůli nedostatečné výživě může být ohrožena i porodnost či úspěšnost v odchovu mláďat. Pakliže oteplování Arktidy způsobí, že medvědi ve velké části svého areálu budou zažívat delší období bez přístupu k primární kořisti, bude stále více proměnlivá nejspíše také laktace matek, což může ohrozit mláďata a tedy i populační dynamiku. Výzkumníci z U.S. Geological Survey, kteří použili satelitní telemetrii k vyhodnocení změn v rozložení doupat medvědů ledních v oblasti severní Aljašky v letech 1985 až 2005, zjistili, že podíl doupat na mořském ledě (oproti pobřežním doupatům) klesl z 62 % v letech 1985–1994 na 37 % v letech 1998–2004. V důsledku mírnější zimy se častěji objevují i dešťové přeháňky, které mohou poškodit brlohy vytvořené ve sněhu dříve, než je samice s mláďaty stihnou opustit. Je známo, že zřícení stěn brlohu vlivem deště usmrtilo samici se dvěma mláďaty. Jedná se však zřejmě o vzácné případy. Nejen Světový fond na ochranu přírody (WWF) naznačuje, že lední medvěd je důležitým indikátorem změn v arktickém ekosystému. Studie této šelmy může tak pomoci odhalit, jak nebezpečná je, nebo může být, proměna zdejšího prostředí. V otázce globálního oteplování je proto považován za vlajkový druh. S touto tematikou je obecně úzce spojován a zrovna tak je častým terčem zájmu médií, coby odstrašující případ. Nicméně sdělovací prostředky, převážně pak masmédia, mají tendenci ve svých tvrzeních přehánět a namísto faktů upřednostňují spíše senzaci. Například na Špicberkách (Norsko) od začátku roku 2020 odborníci evidují nadprůměrný nárůst mořského ledu. Za zmínku jistě stojí i to, že k roku 2015 zde žilo přibližně o 42 % více jedinců, než tomu bylo v roce 2004.
Kromě případně proměny citlivého geotopu, může dojít i k rozšíření stálých nebo úplně nových patogenů a tedy k výskytu nových infekčních chorob. Navíc se pobřežní oblasti vlivem ustupujícího arktického ledu otevírají ostré konkurenci hnědých medvědů (Ursus arctos) nebo medvědů grizzly (Ursus arctos horribilis), přičemž v případě vzájemné kompetice (mezidruhové soutěže) a tedy souboje kupříkladu o mršinu bývá medvěd grizzly dominantnější. Přitom na takové podmínky (život v Arktidě) je přizpůsoben výhradně medvěd lední. Skutečnost, že se útočiště ledních medvědů geograficky zmenšuje, znamená, že se následkem toho častěji dostávají i do kontaktu s lidmi. Na mnoha místech je přítomna takzvaná medvědí hlídka, doprovázející především skupiny turistů, která se stará jak o bezpečnost lidí, tak i samotných medvědů. V bezvýchodné situaci mohou ovšem nebezpečnou šelmu zastřelit a tím její počty mírně regulovat. Do budoucna lze očekávat, že k podobným incidentům bude docházet čím dál častěji. Následkem odlednění se otevřou nové – dříve nepřístupné – oblasti, čehož bude chtít člověk pravděpodobně využít a medvědi tak mohou přijít o zbytek životního prostoru. V historii jsou známy situace, kdy hlad přitáhl medvědy až k lidským odpadkům, ale případů nebylo nikdy mnoho. Zvýšený počet interakcí mezi lidmi a medvědy bude pravděpodobně narůstat s tím, jak bude ubývat mořský led a hladoví medvědi se budou snažit nalézt potravu na souši. V Ruském souostroví Nová Země došlo počátkem roku 2019 k invazi desítek medvědů ledních, kteří se nacházeli v těsné blízkosti obydlených oblastí a mnoho z nich se také pokoušelo navštívit lidské příbytky. Příslušné úřady byly nuceny vyhlásit stav nouze a učinit další nutné kroky pro bezpečí lidí i medvědů (například proběhla instalace nového oplocení v okolí škol). Za touto, od roku 1983 údajně ojedinělou situací, se dle odborníků skrývá dopad změny klimatu.

### Budoucnost druhu

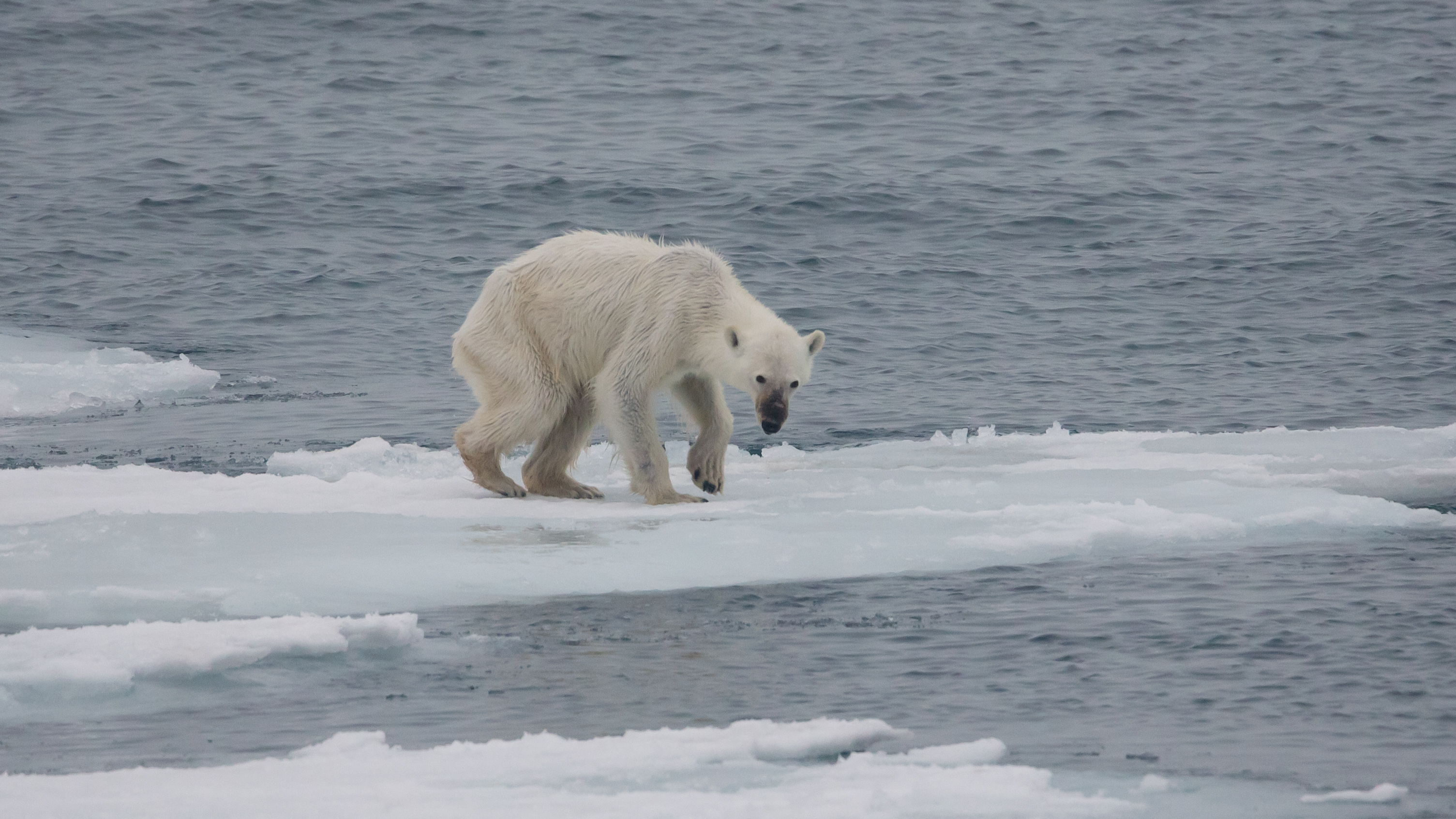
Vyhladovělý jedinec

Nejistá budoucnost této šelmy je spojená především s klimatickými změnami. Oteplování, kvůli kterému taje mořský led; tj. dochází k dřívějšímu rozpadu a pozdější tvorbě v průběhu roku, nebo je vrstva ledu nestabilní, je pro řadu odborníků jedna z hlavních hrozeb. Mezinárodní svaz ochrany přírody (IUCN) či Arctic Climate Impact Assessment (ACIA) předpovídají, že do roku 2100 může medvěd lední v přirozeném prostředí zcela vyhynout. Vědci z geologického institutu U.S. Geological Survey v čele s americkým odborníkem na medvědy Stevenem Amstrupem na základě svých výpočtů a modelů v roce 2007 došli k závěru, že do roku 2050 vyhynou až dvě třetiny populace medvěda ledního, a dále, že do roku 2080 tento ikonický druh zcela zmizí z Grónska a severního pobřeží Kanady. Výzkum byl však zpochybněn pro zkreslenou práci s daty. Podle novější studie z roku 2016 existuje 70% pravděpodobnost, že celosvětová populace ledních medvědů klesne během příštích tří generací (cca 35 let) o více než třetinu. Řada dalších autorit tyto a podobné predikce považuje za přehnané nebo zavádějící. Některé populace ledních medvědů by mohly i těžit z mírnějšího klima, pokud z chladnějších oblastí Arktidy zmizí pevný a silný led a bude se tvořit pouze sezónní a mnohem tenčí vrstva ledu, která přiláká tuleně, kterými by se pak mohli živit. Na jihovýchodě Grónska, kde se mořský led utváří méně než třetinu roku, přežívá zdejší populace medvědů měnícím se klimatickým podmínkám navzdory, pravděpodobně díky ledovým krám, které se do místních fjordů dostávají odlomením z pevninských ledovců a vytváří jakousi provizorní krajinu, díky níž mohou medvědi lovit po celý rok. Hlášeny jsou ale problémy spojené s nižší tělesnou kondicí i porodností tamních medvědů. Nicméně navzdory většímu úbytku mořského ledu například v Barentsově moři se zde medvědi lední těší i dobré fyzické kondici a pravděpodobně nemají nouzi o potravu, pokud je mořský led přítomen během jejich vrcholného období hodování. Podobně je na tom i populace na Špicberkách. Ani populace v Hudsonově zálivu navzdory původním předpokladům neklesá, ale pravděpodobně spíše roste.
Někteří odpůrci katastrofických teorií tvrdí, že medvěd lední, který se již za dobu své existence musel vypořádat s různými klimatickým změnami se nakonec zrovna tak přizpůsobí dnešním i budoucím geografickým podmínkám, a stejně tak i kupříkladu odlišnému jídelníčku, ve kterém, podle nich, v zásadě nemusí dominovat jeho typická potrava – na výživný tuk bohatý tuleň. Jiní experti to tak jednoduše nevidí a předpokládají, že medvěd lední nebude mít dostatek času na to, aby se v průběhu tak krátkého období na změny úspěšně adaptoval, nebo nebude schopný konkurovat medvědovi hnědému, se kterým se bude dostávat čím dál častěji do kontaktu, případně též hrozí časté křížení a nárůst hybridů, kteří coby napůl lední a napůl hnědí medvědi postupně „čistokrevné“ medvědy lední vytlačí, ale současně s velkou pravděpodobností nebudou dostatečně vybaveni pro přežití v podmínkách typických pro původní a jim přizpůsobené druhy medvědů (tj. ani na mořský, ale ani na suchozemský život). Pokud bude teplota i nadále stoupat, hrozí také, že klesající početnost v kombinaci s téměř nemožnou imigrací povede ke vzniku geneticky odlišných populací ledních medvědů rozptýlených po celé Arktidě, které časem zaniknou.

## Vztah s lidmi

### Domorodá kultura

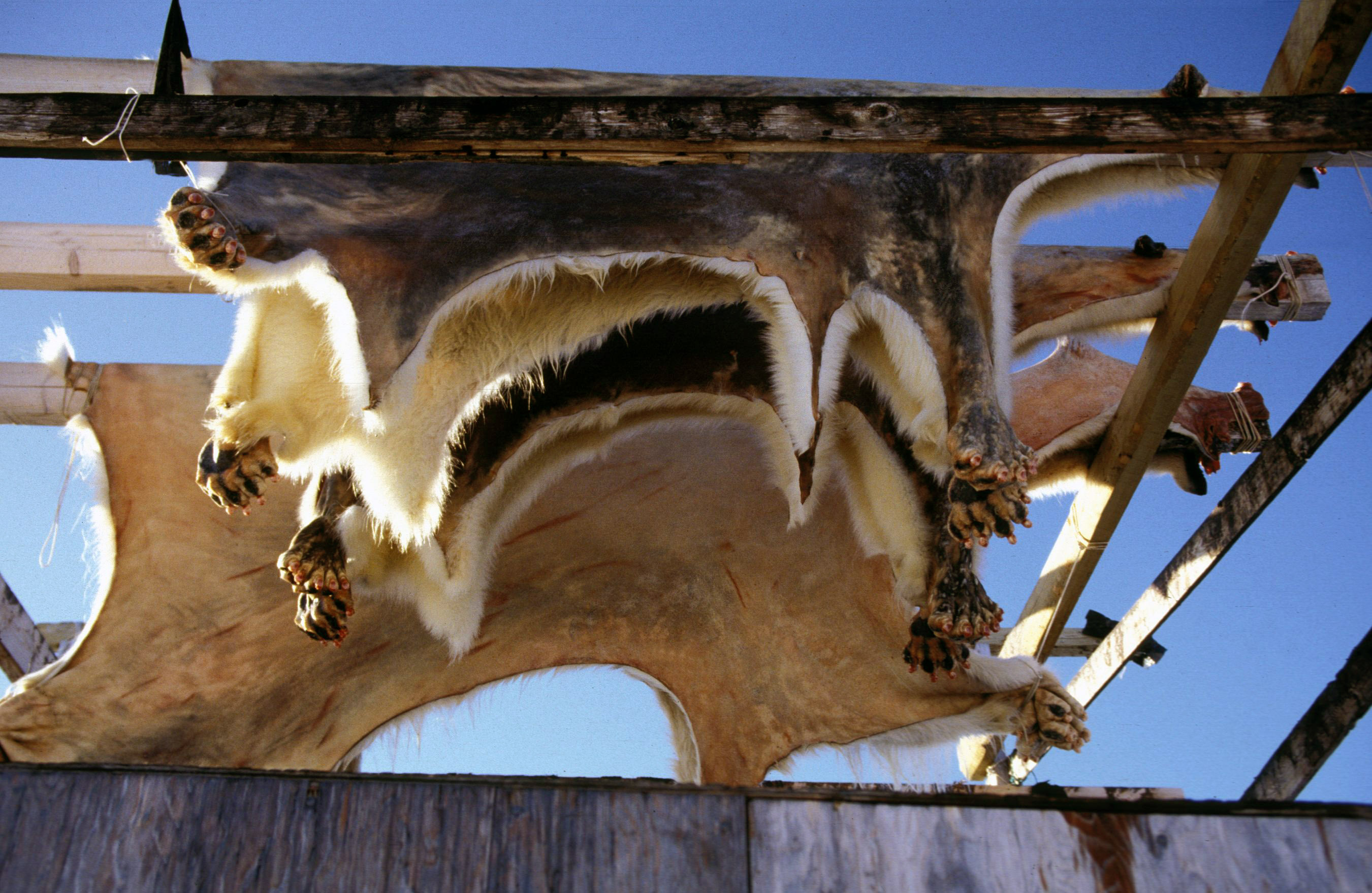
Kůže ulovených medvědů v Grónsku

V kultuře domorodých obyvatel (Inuitů, Něnců, Čukčů či Jupiků) zaujímá medvěd lední významnou roli více než 2 500 let. Na Čukotském poloostrově byly nalezeny asi 1 500 let staré jeskynní malby, na kterých je vyobrazen. Traduje se, že stavbou iglú a lovem tuleňů se zdejší národy částečně inspirovaly od dovedností této medvědovité šelmy. Medvěd lední figuruje taktéž v řadě legend, ve kterých je zobrazován jako mocný a s člověkem úzce spřízněný tvor. Není divu, že zdolání medvěda bylo známkou odvahy či síly, a dlouho se o takto schopném lovci mluvilo. Často ještě dnes padá za oběť různým náboženským rituálům. Domorodí Něnci věřili, že talisman v podobě špičáku vyjmutého z čelistí medvěda ledního ochrání jeho nositele před jinými medvědy. Pro Inuity je druh posvátným zvířetem a v jejich jazyce se nazývá Nanuk („bez stínu“) nebo Pisingtoog („velký tulák“). Slovo „nanuk“ bylo převzato a používá se jako další název pro mražený mléčný výrobek (zmrzlinu). Když jej uloví, uctí jeho duši například tím, že ve svém příbytku věší medvědí kůži a vybrané vnitřnosti, a k tomu přikládají různé dary; zbraně a lovecké nástroje, jde-li o samce, jehly a škrabky, pokud jde o samici.

#### Domorodé názvy medvěda ledního
- inuitsky : nanuq
- jupiksky: nanuuk
- čukčsky: umka
- jakutsky: tunali ehe
- dolgansky: čeelke ebekee
- něnecky: ser bark
- nganasansky: sir ngarka

### Symbolika

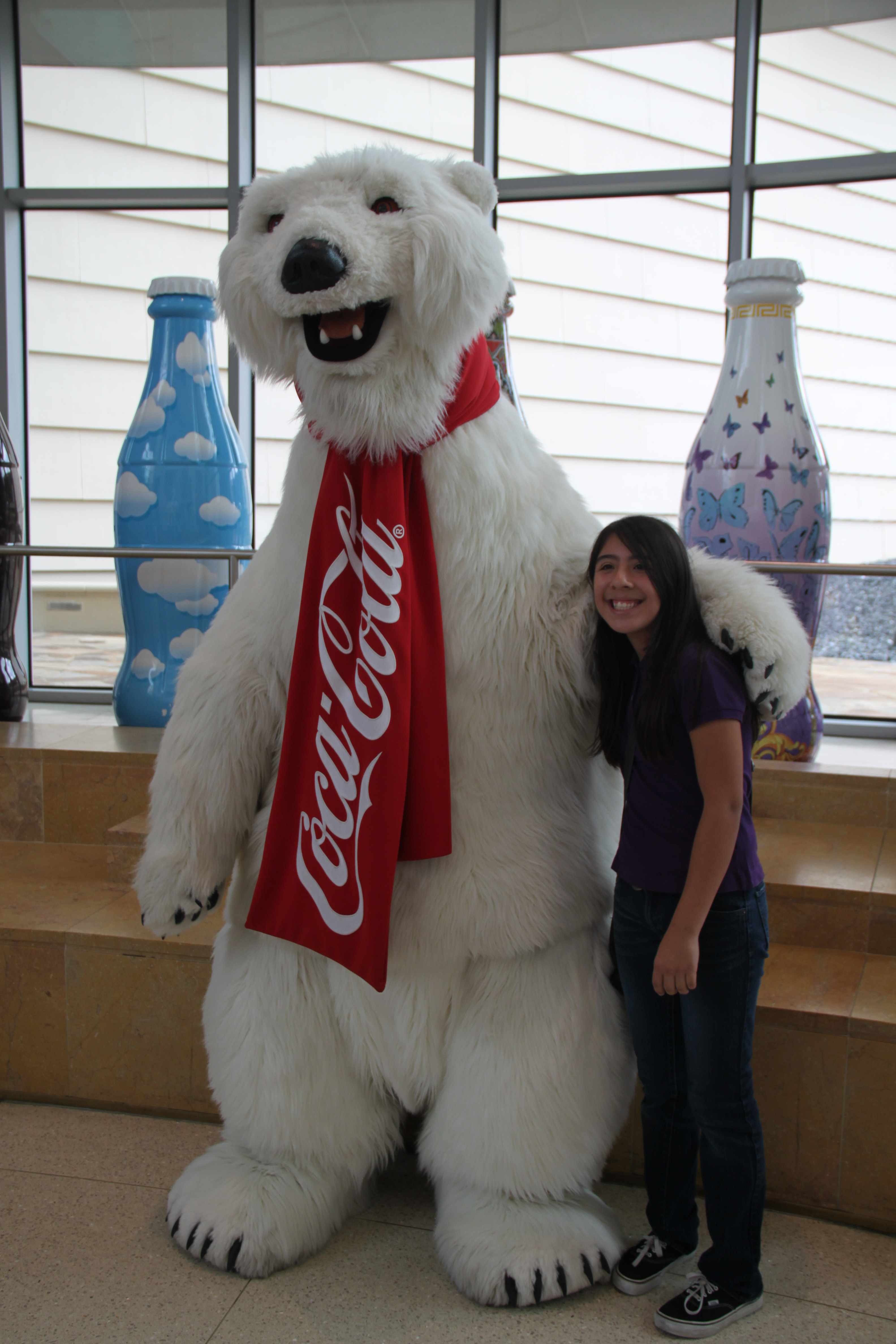
Člověk v kostýmu medvěda ledního se šálou značky Coca-Cola

Potravinářský průmysl: medvěd lední je hlavní postavou několika známých značek v potravinářském průmyslu, například:
- Coca-Cola – americký sladký nápoj s kofeinem, často se objevuje v propagačních materiálech či reklamních spotech[275]
- Polar Beverages – americký nealkoholický nápoj (vyobrazen na etiketě)
- Bundaberg Rum – americký alkoholický nápoj / rum (vyobrazen na etiketě)
- Alaskan (White) – americké (aljašské) alkoholické pivo (vyobrazen na etiketě)
- Klondike bar – americký mražený mléčný dezert (vyobrazen na obalu)
- Fox's Glacier Mints – bonbony s příchutí máty z Velké Británie (vyobrazen na obalu)
- Sněhulky – karamely s mentolovým a eukalyptovým aromatem dostupné v Česku (vyobrazen na obalu)
- Polárka – zmrzlina nazvána podle prvního přirozenou cestou odchovaného medvíděte narozeného v roce 1947 v  pražské zoo, které se dožilo dospělosti (vyobrazen na obalu)[276][277]

Oděvní průmysl: Medvěd lední se nachází na logu české značky Baridi Wear, výrobce termoregulačního oblečení.
Heraldika: Grónsko, autonomní součást Dánského království, má ve znaku ledního medvěda na modrém podkladu. Podobně jej má ve znaku Čukotský autonomní okruh, což je administrativní část Ruska, a zde je vyobrazen z profilu, stojící na všech čtyřech nohách, před mapkou a na fialovém podkladu. Hned dva medvědy najdeme také na znaku Jamalo-něneckého autonomního okruhu, největšího správního celku Ťumeňské oblasti.

Znak Grónska
Znak Čukotského autonomního okruhu
Znak Jamalo-něneckého autonomního okruhu

Mince: Medvěd lední je pravidelně vyobrazen na kanadské bimetalické dvoudolarové minci, na tzv. toonie, na její rubové straně. První verze vznikla v roce 1996 a autorem této rubové strany je kanadský umělec Brent Townsend, který navrhl design: „Lední medvěd na začátku léta, na ledové kře“. Nachází se také na památečních mincích vydaných v roce 1997 v Rusku v rámci iniciativy Сохраним наш мир (v překladu Zachraňme náš svět). Vyraženo bylo celkem sedm sérií. Šlo o stříbrné mince v nominální hodnotě 3, 25 a 100 rublů a zlaté mince s nominální hodnotou 50, 100, 200 a 10 000 rublů (viz galerie níže).

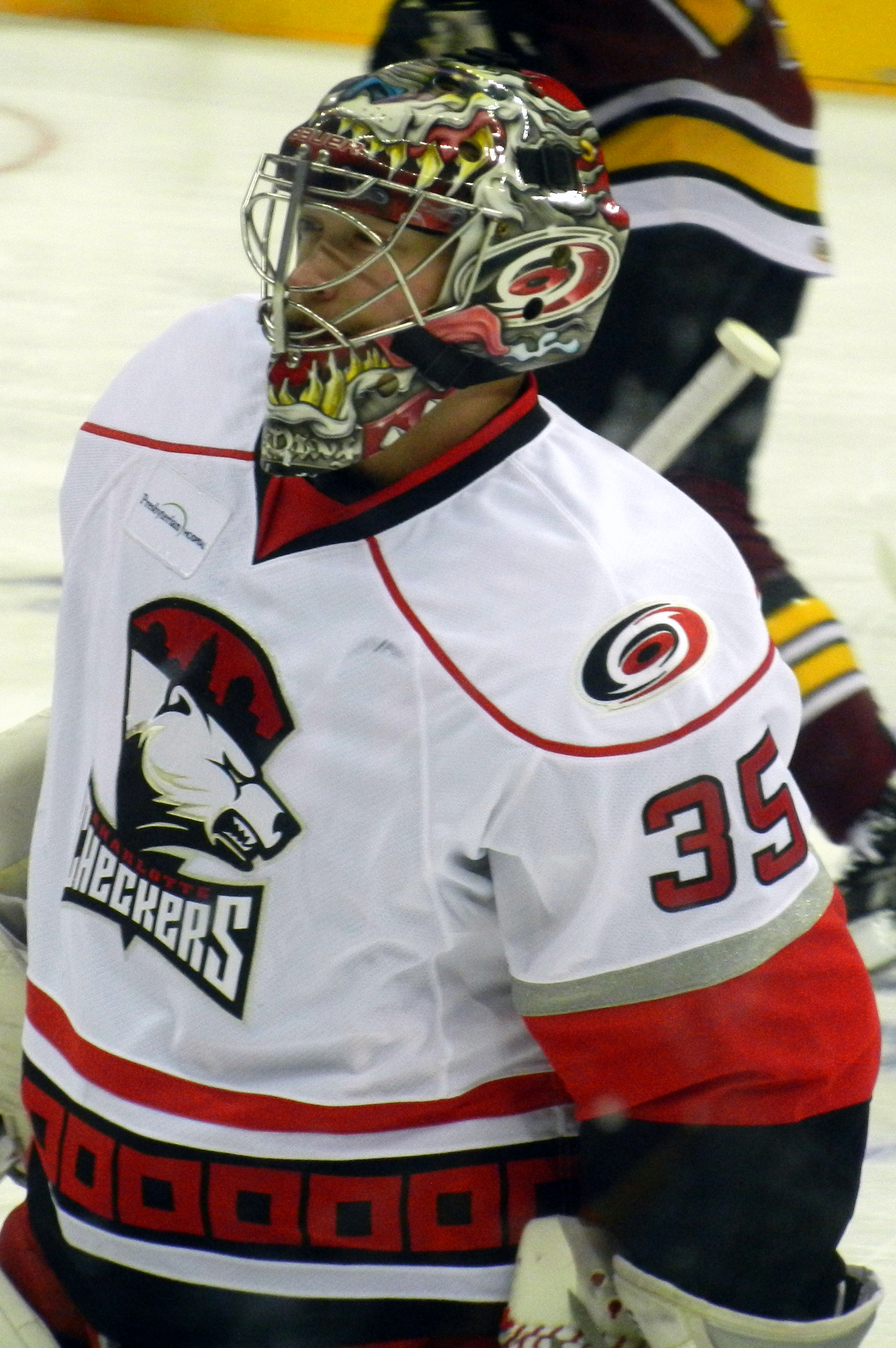
Hokejový brankář Justin Peters, v dresu amerického týmu Charlotte Checkers, na jejichž logu je vyobrazen medvěd lední

Sport: Medvěd lední nechybí ani ve sportu. Jeho podobu má ve znaku německý hokejový tým Eisbären Berlin hrající nejvyšší tamní hokejovou ligu DEL, americký Charlotte Checkers působící v AHL a také ruský Traktor Čeljabinsk (Трактор Челябинск) z KHL. V roce 1988 se stal také maskotem Zimních olympijských her v Calgary. Společně s irbisem a zajícem byl rovněž jedním z maskotů Zimních olympijských her 2014 v ruském Soči.
Politika: Od roku 2005 je medvěd lední symbolem ruské politické strany Jednotné Rusko (Единая Россия), která vznikla na konci roku 2001.
Symbol Arktidy a klimatických změn: Lední medvědi řadící se mezi charismatickou megafaunu jsou využíváni ke zvyšování povědomí o nebezpečí změny klimatu, nebo možných problémech spojených s těžbou ropy v Arktidě. Například lední medvědice Aurora je obří loutka vytvořená organizací Greenpeace a využívaná pro klimatické protesty. V roce 2009 byla v Kodani záměrně ponechána ledová socha ledního medvěda s bronzovou kostrou, aby roztála na slunci a vyjádřila tím hrozbu globálního oteplování. Automobilka Nissan použila v jedné ze svých reklam ledního medvěda, který objímá muže za to, že používá elektromobil. Dánský umělec Jens Galschiøt, podporovaný WWF, vytvořil pro konferenci o změně klimatu v Paříži v roce 2015 měděnou sochu medvěda v životní velikosti nabodnutého na ropovod, který byl vytvarován do podoby křivky znázorňující graf prudce stoupajících uhlíkových emisí.
Významné dny: Od roku 2011 se dne 27. února slaví Mezinárodní den medvědů ledních, který upozorňuje na skutečnost, že se jedná o ohrožený druh. Obzvláště zoologické zahrady často s tímto významným dnem koordinují a pořádají společenské akce, jejichž součástí je osvěta. Za touto iniciativou stojí nezisková organizace Polar Bears International (PBI, přední světová organizace zasazující se o záchranu ledních medvědů a Arktidy) a výrazně napomohla tomu, že se stal medvěd lední populárnějším a více se tak dostal do povědomí široké veřejnosti. Ovšem kořeny tohoto svátku sahají až do roku 2000. Původně Světový den medvědů ledních, a rovněž 27. února, oslavovalo několik amerických zoologických zahrad již v roce 2004, načež svým svěřencům poskytovaly extra porci masa.

Medvěd lední na mincích (výběr)
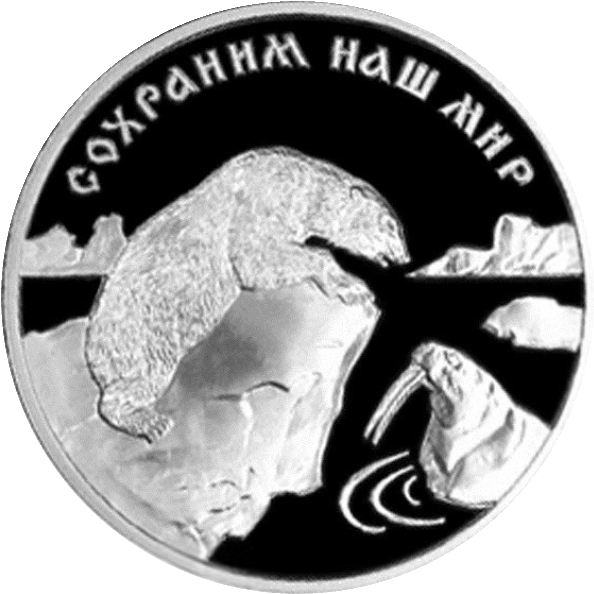
Revers stříbrné pamětní mince v hodnotě 3 rublů (Rusko, 1997)
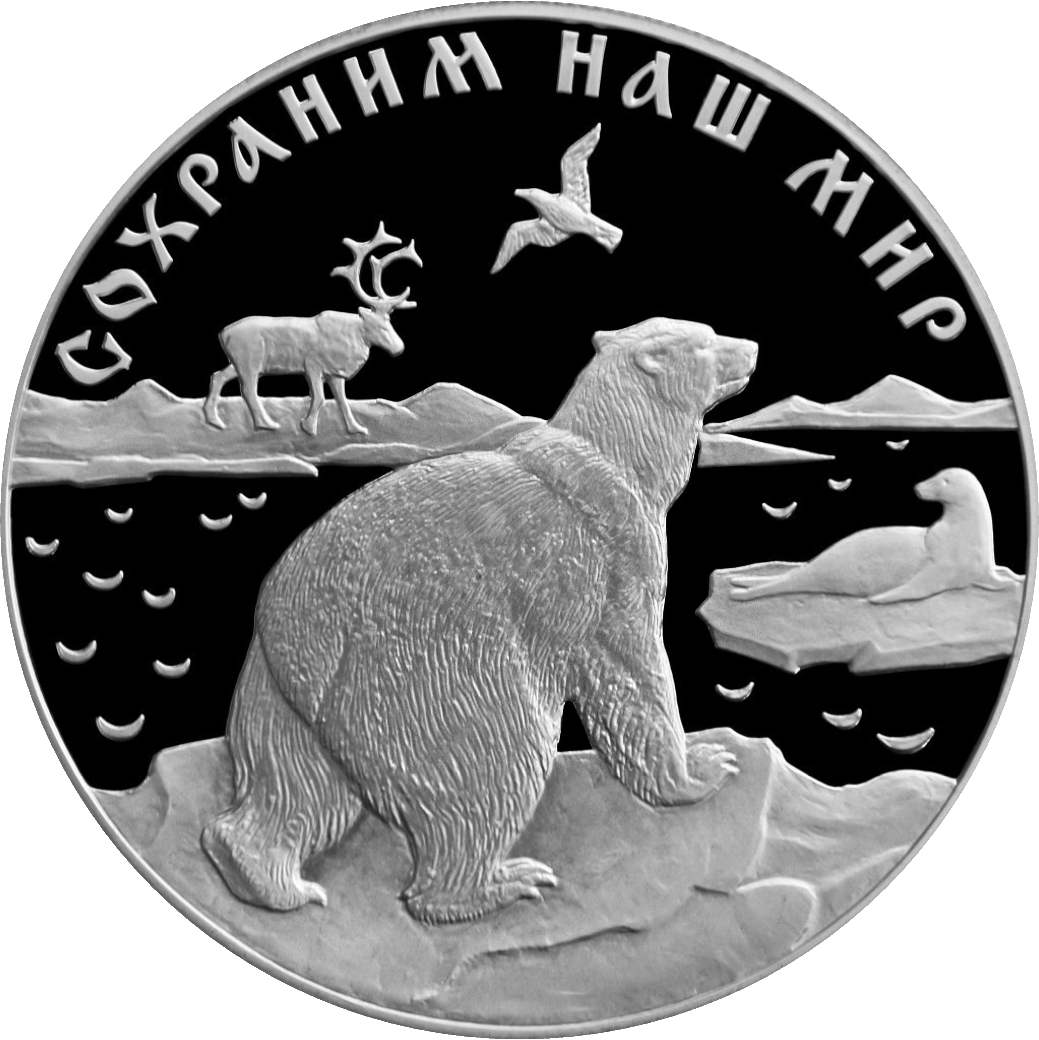
... 25 rublů
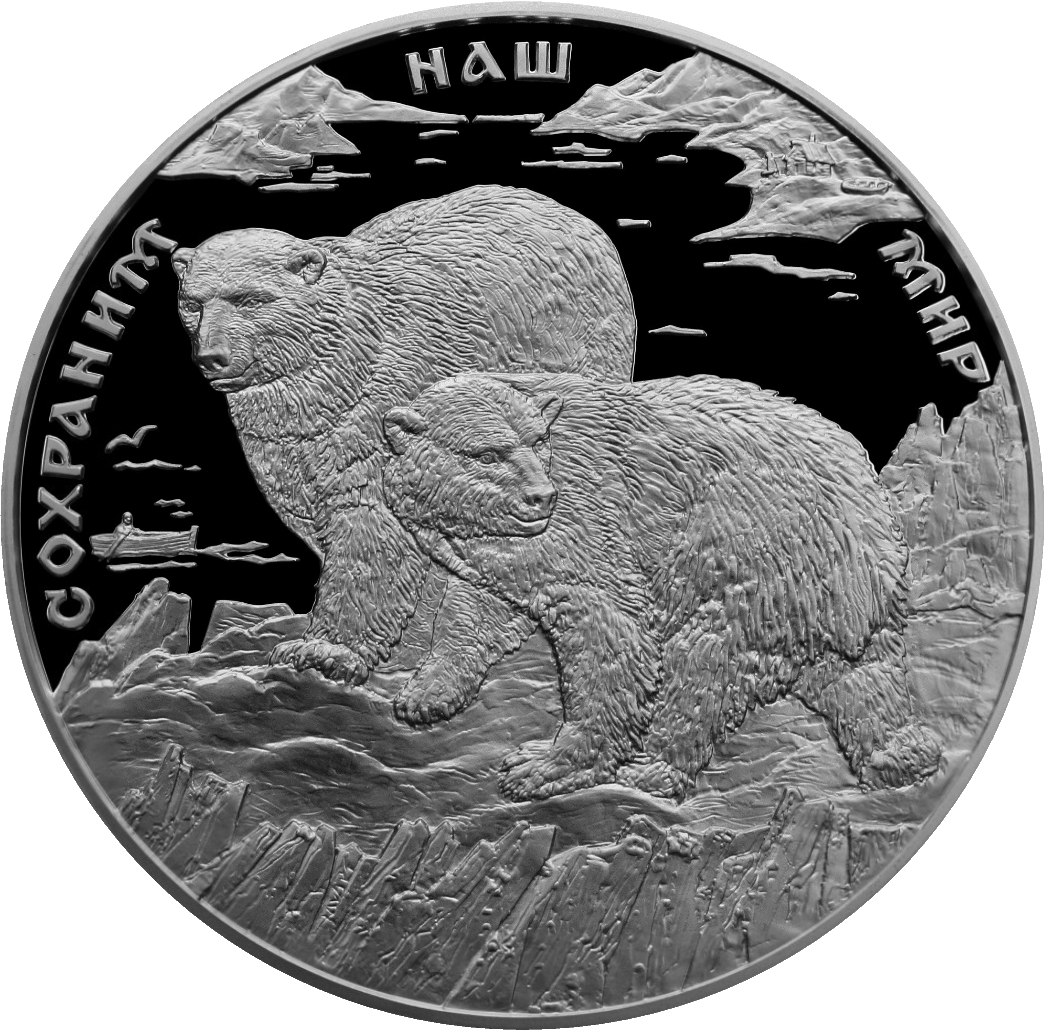
... 100 rublů
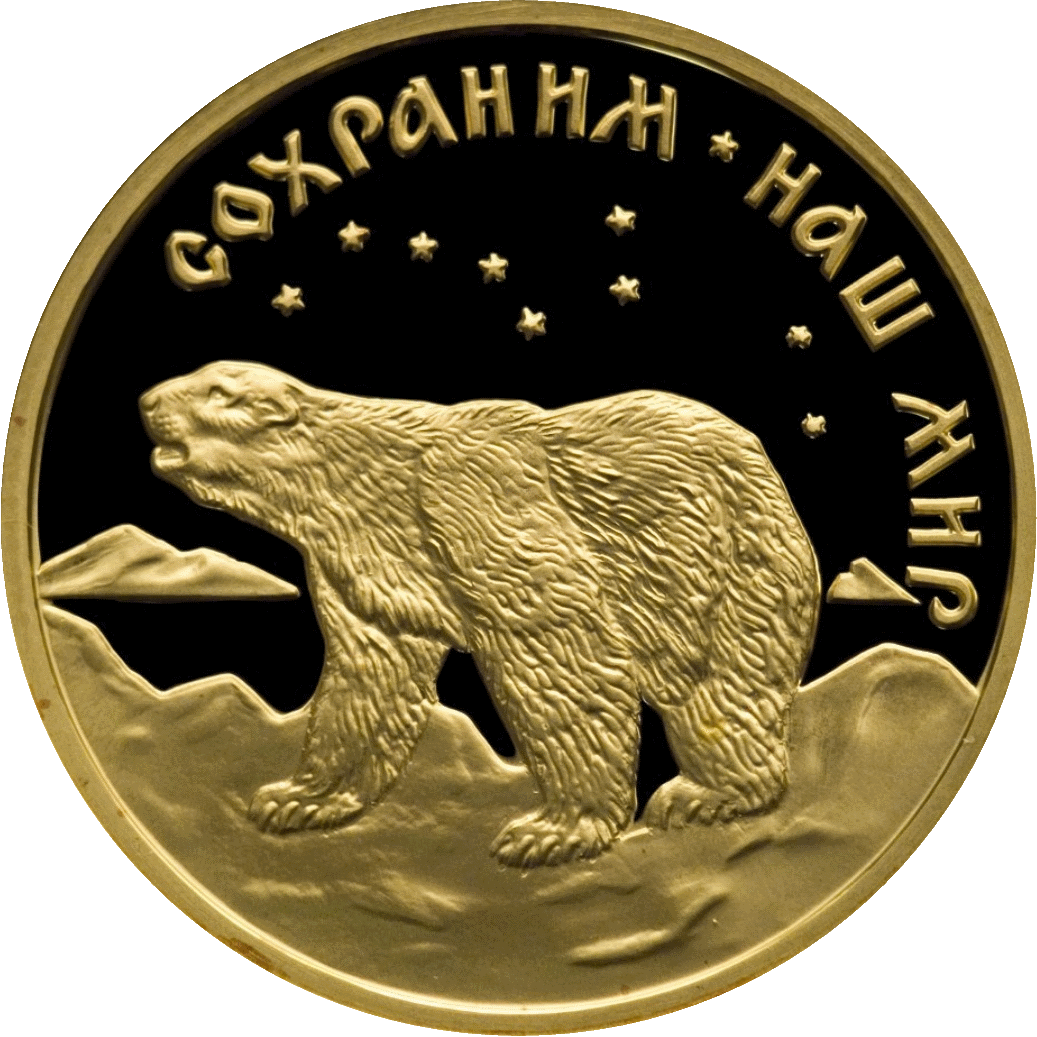
Revers zlaté pamětní mince v hodnotě 50 rublů (Rusko, 1997)
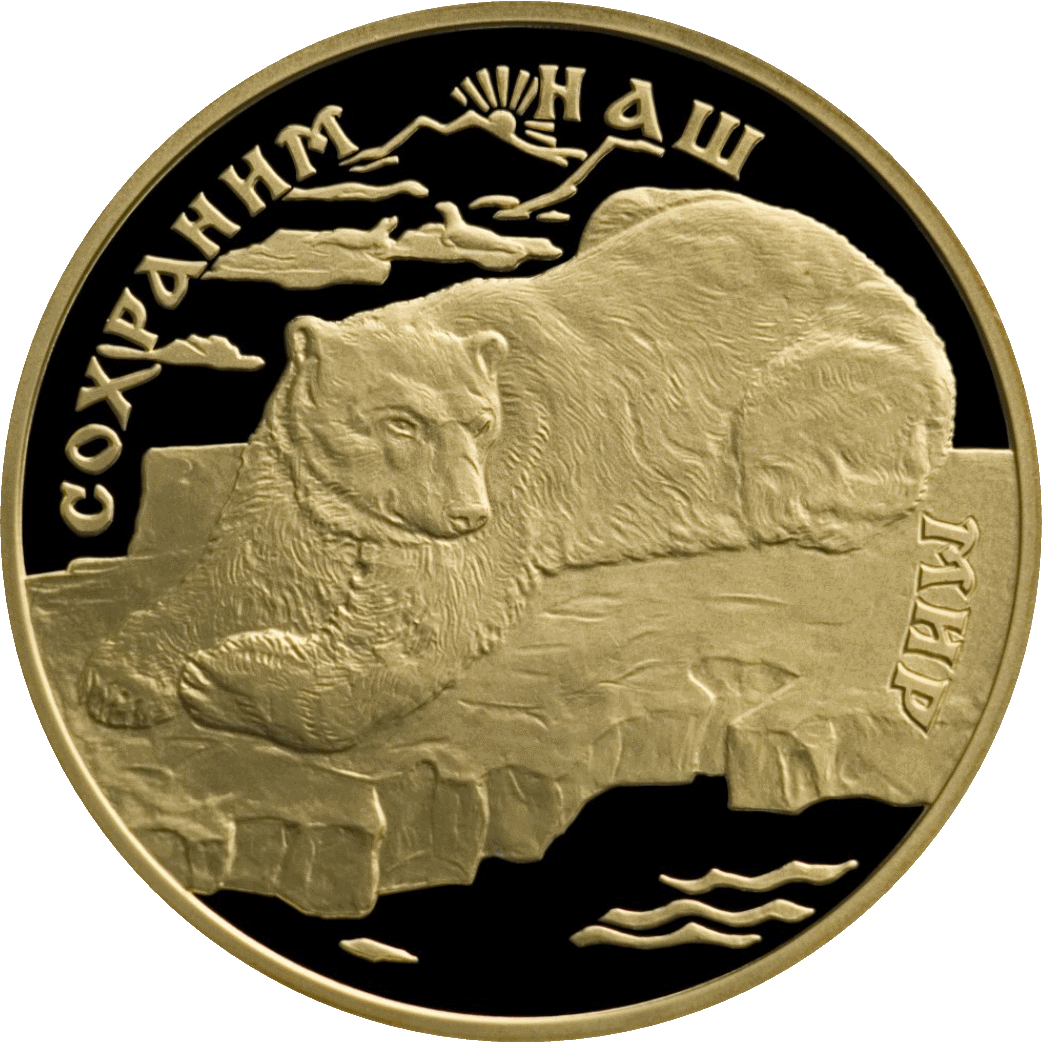
... 100 rublů
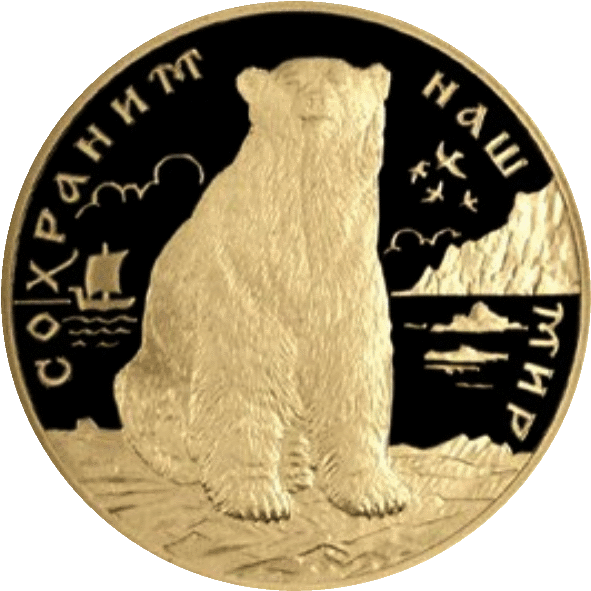
... 200 rublů
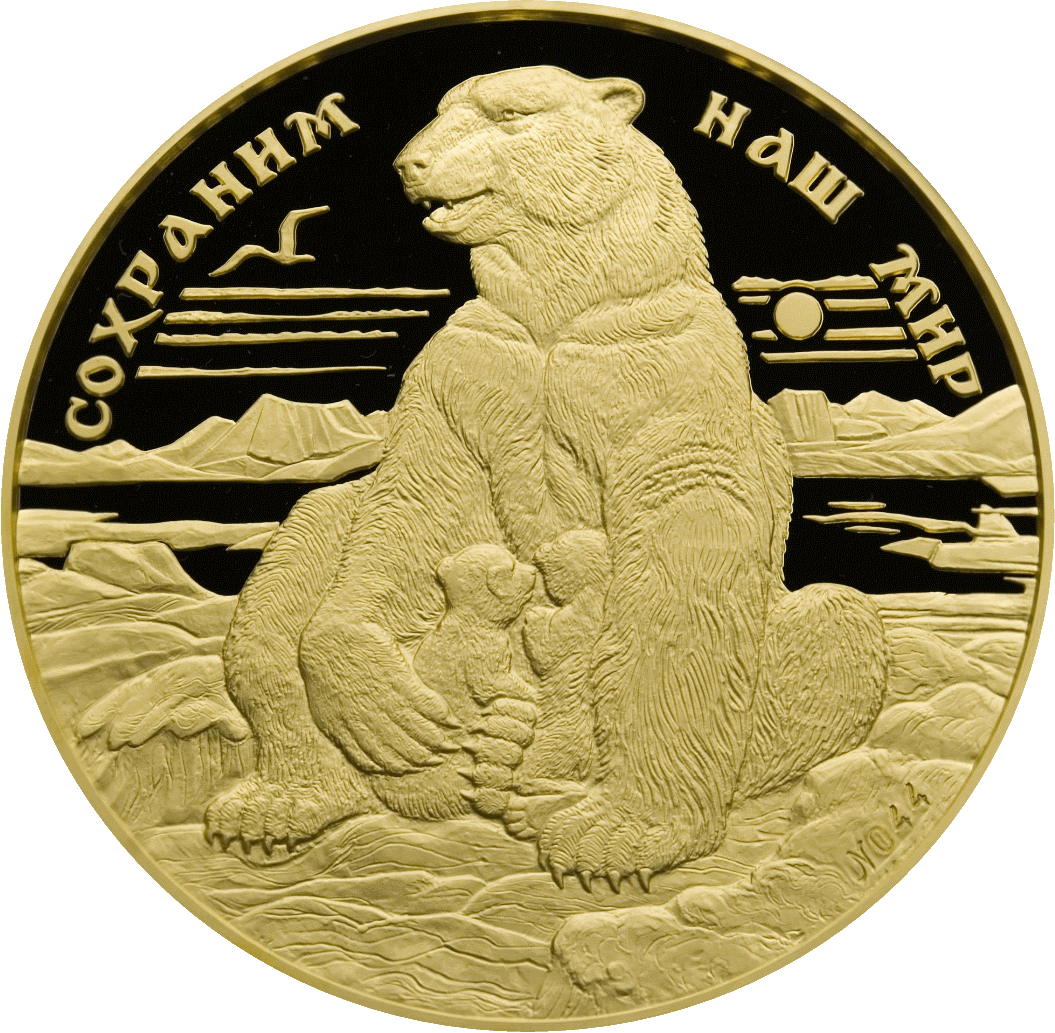
... 10 000 rublů

Medvěd lední na poštovních známkách (výběr)
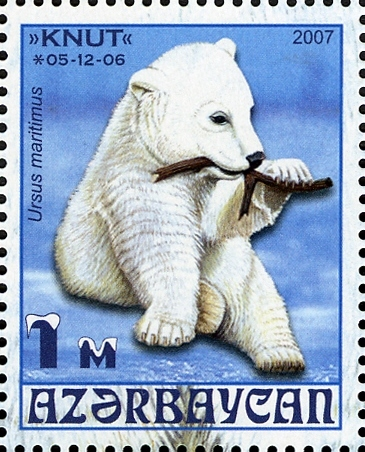
Ázerbájdžán (medvěd Knut)
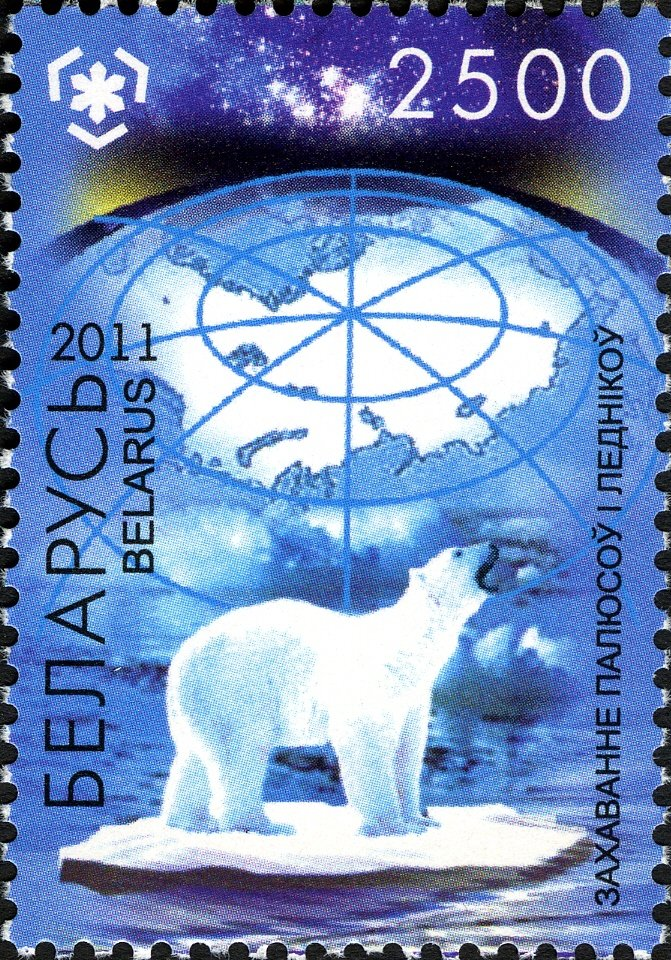
Bělorusko
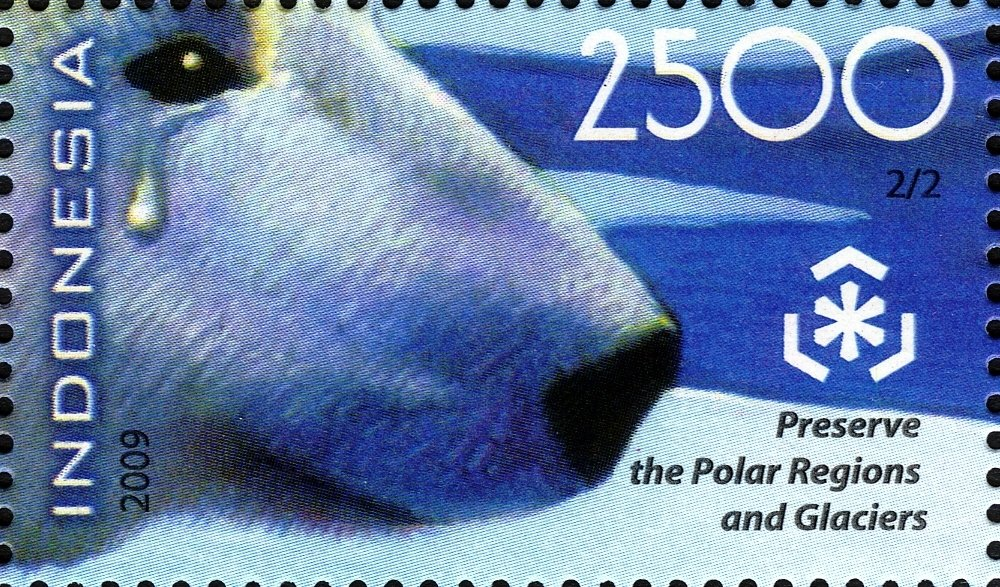
Indonésie
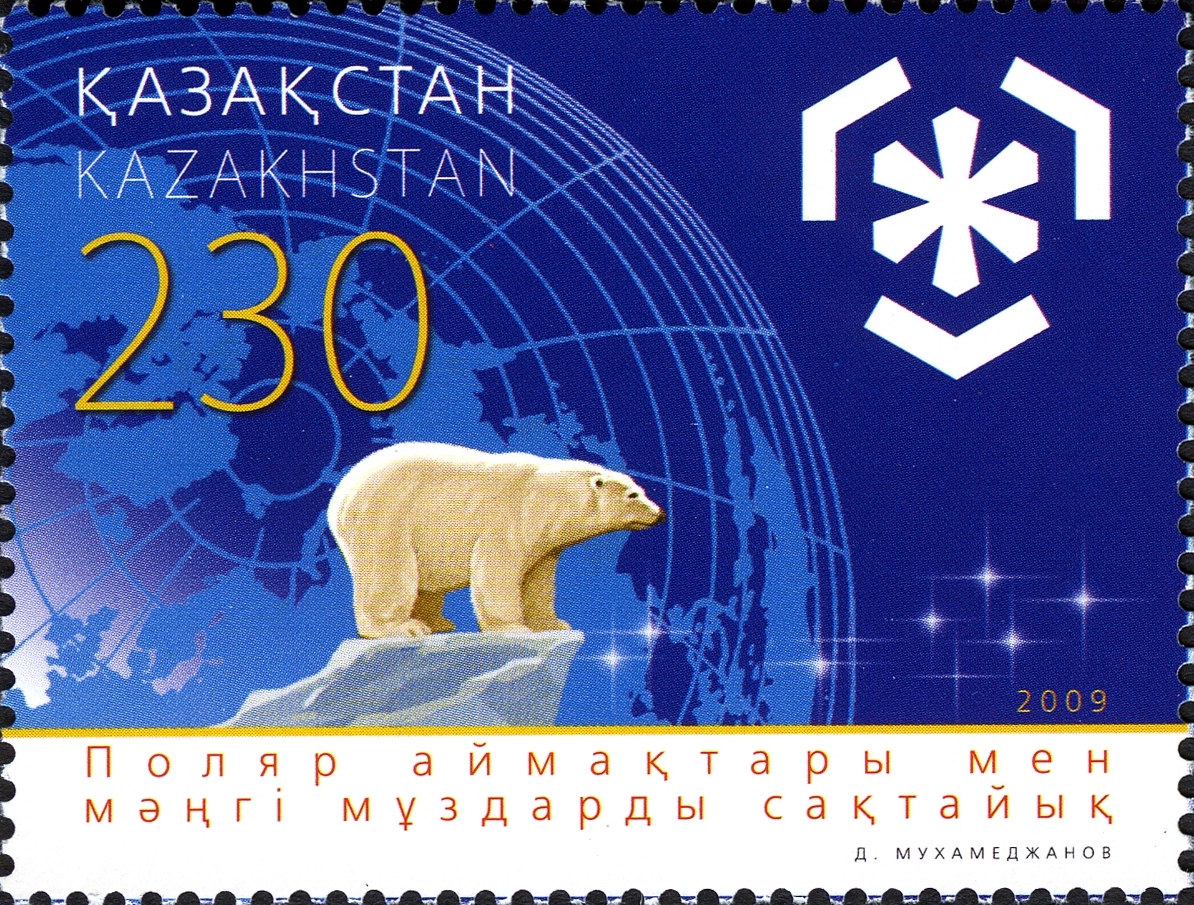
Kazachstán
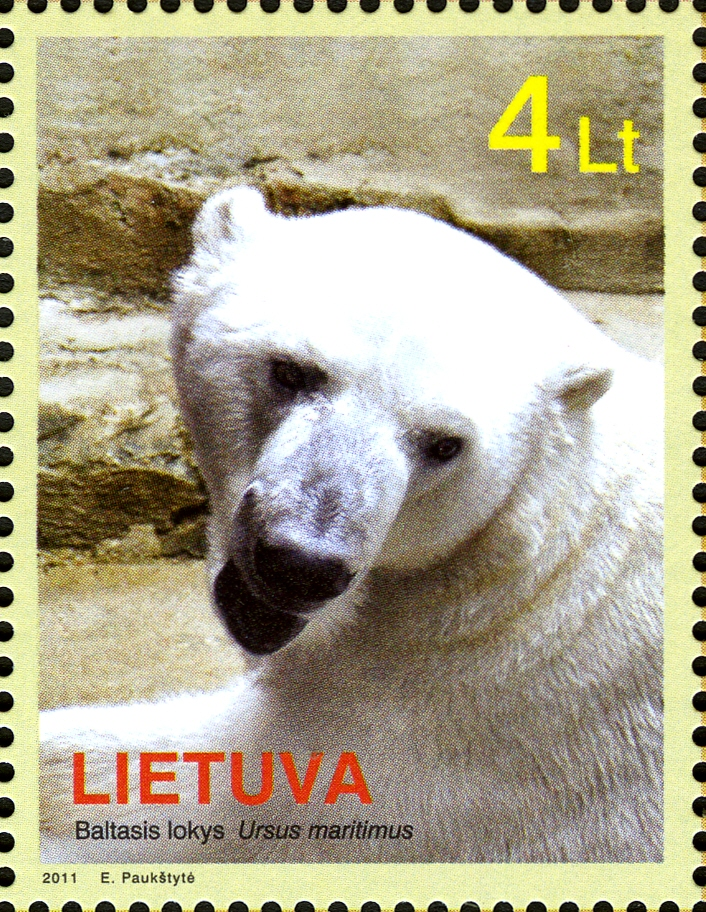
Litva
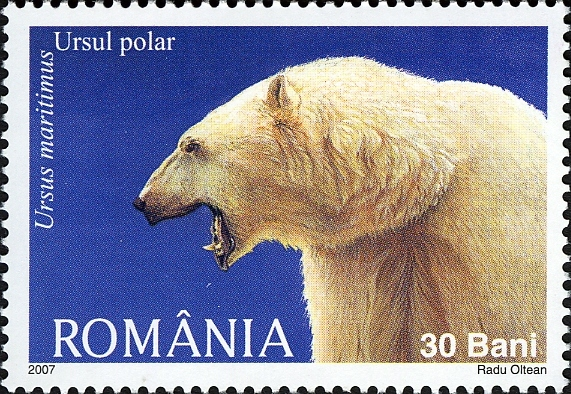
Rumunsko
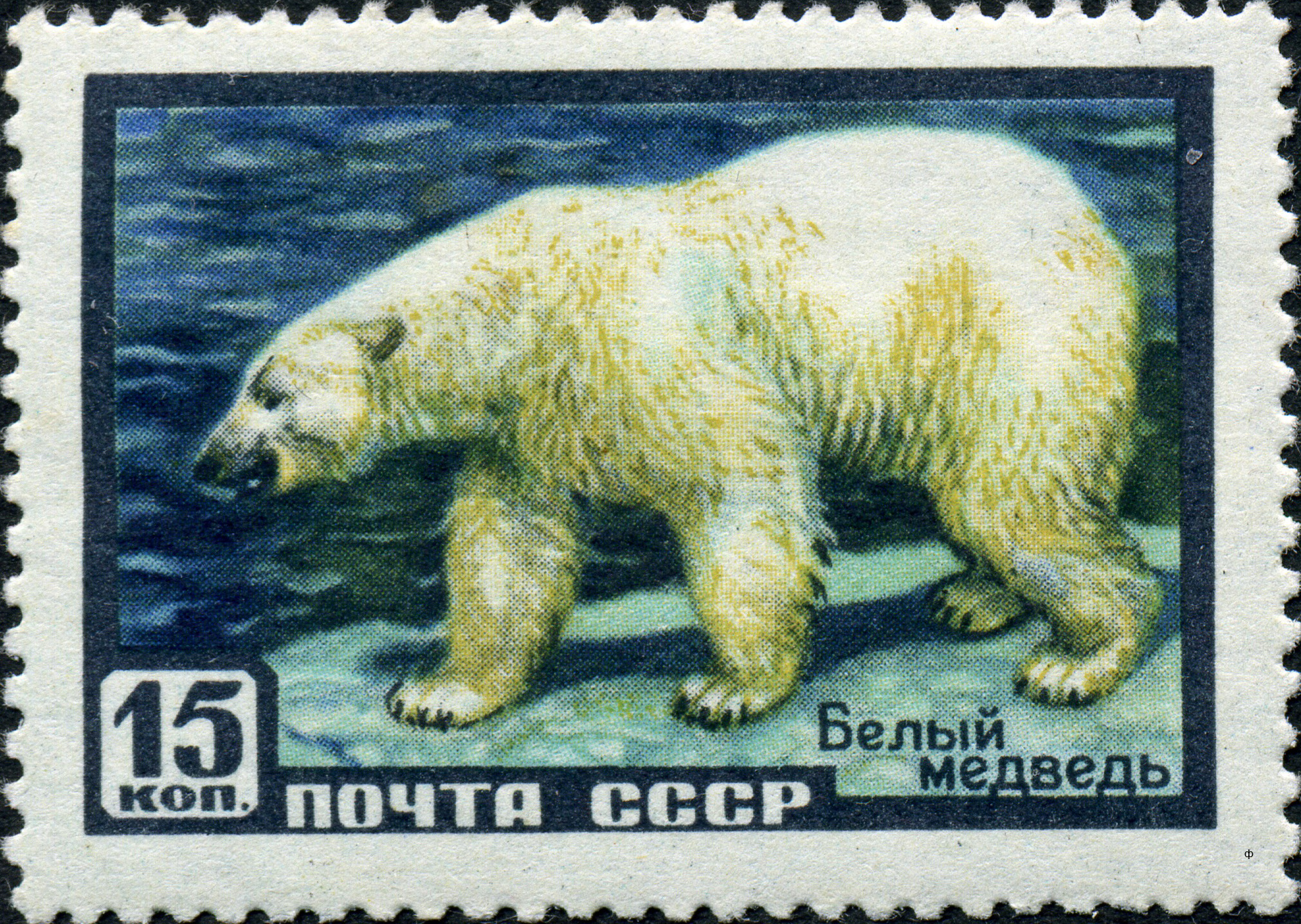
Sovětský svaz
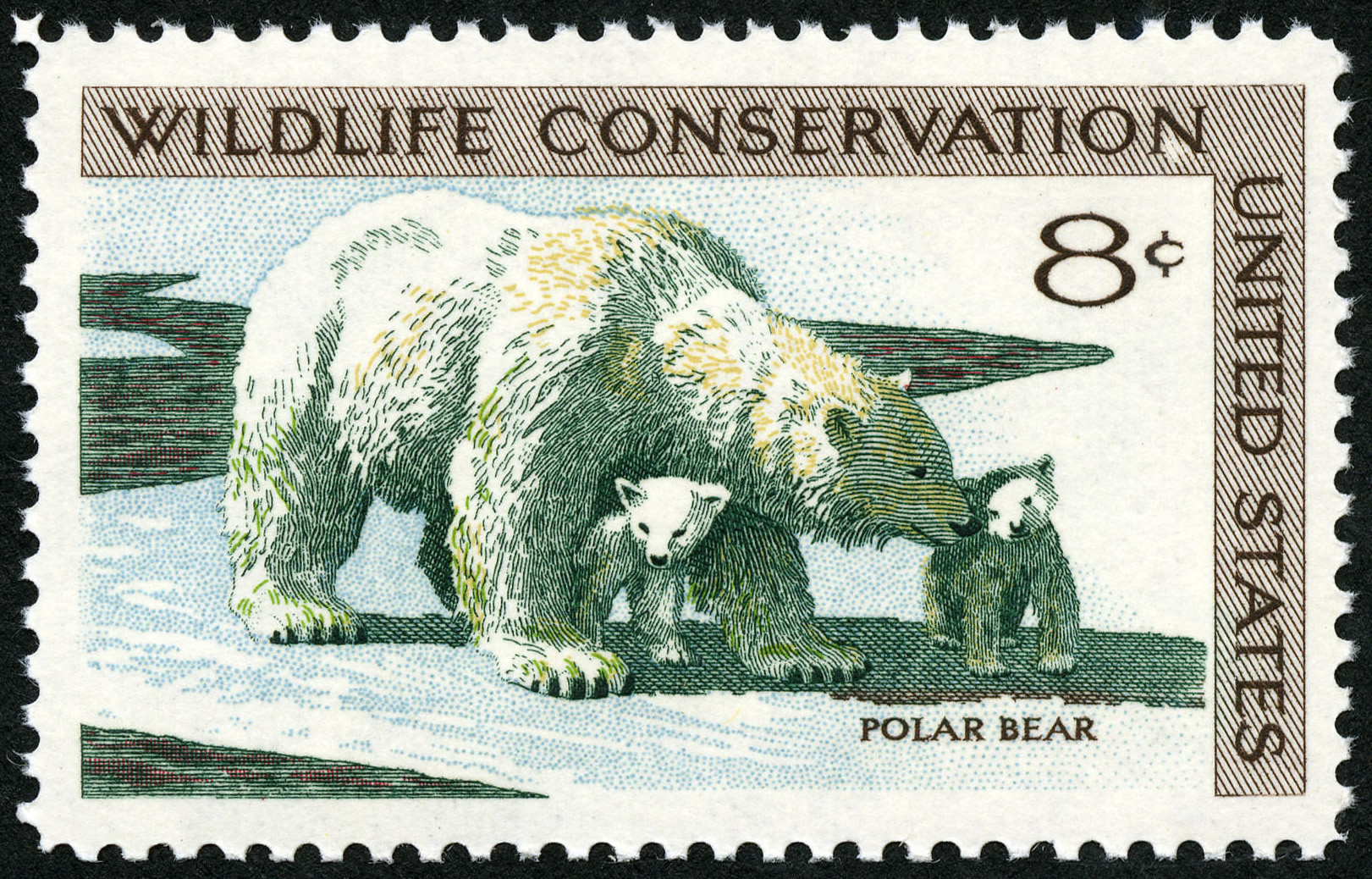
Spojené státy americké

### Útoky na člověka

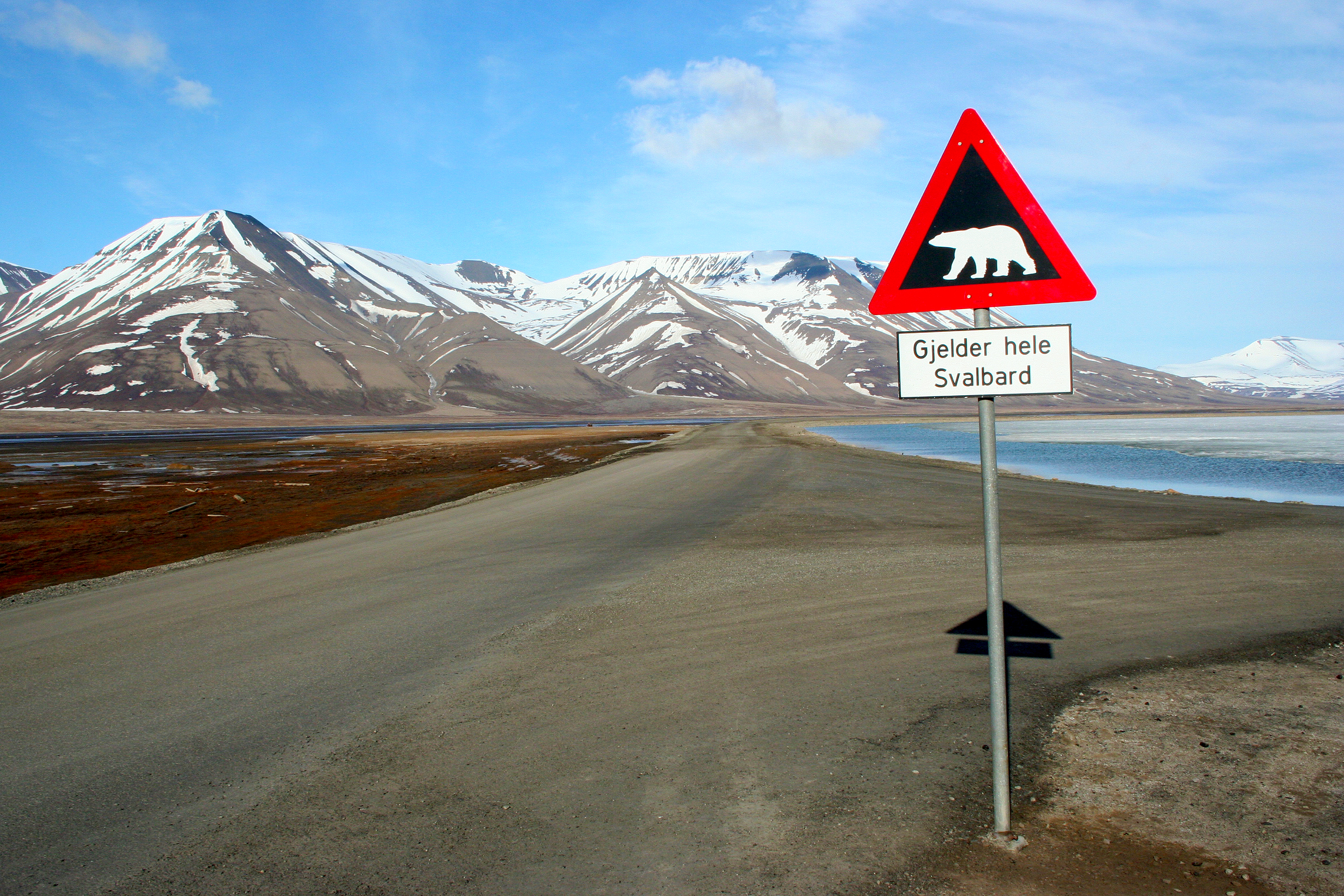
Dopravní značka varující před výskytem ledních medvědů. Norský text lze přeložit jako „Platí pro celé Špicberky“.

Na rozdíl od jiných druhů medvědů, zvětří-li člověka medvěd lední, považuje jej za potenciální kořist. Vzhledem k řídkému osídlení Arktidy a historicky ojedinělé interakci s člověkem, nevykazuje lední medvěd instinktivní (plaché) chování a tak může být blízké setkání s touto šelmou rizikové. Jako schopný lovec a druh nejvíce specializovaný na masitou stravu je o to nebezpečnější.
Jeden z posledních smrtelných útoků se stal v červenci roku 2018. K incidentu došlo v severní Kanadě (v nejsevernějším teritoriu Nunavut), kde se nacházel muž se dvěma dětmi při rekreačním rybaření. Neozbrojený jednatřicetiletý otec se šelmě hrdinně postavil, ve snaze uchránit své potomky. Následkům svých zranění sice podlehl, avšak dětem se nic nestalo. Medvěd byl nakonec zastřelen jinou dospělou osobou nacházející se v inkriminované době opodál, přilákanou děním incidentu. V této oblasti již v roce 1999 zabil lední medvěd ženu, která zde tábořila.
K tragické události došlo také v srpnu 2011 na Špicberkách, kde napadl hladový lední medvěd skupinu turistů. Při tom zabil 17letého chlapce a čtyři další lidi zranil. Na těchto místech roku 2015 napadla šelma i českého turistu, který zde s dalšími členy výpravy stanoval. Díky rychlé reakci kolegyně, která na medvěda vystřelila, byl sedmatřicetiletý muž zachráněn, ale hospitalizován s vážným poraněním na hrudi a v oblasti hlavy.
Přes výše uvedené příklady jsou útoky ledních medvědů velmi vzácné. Organizace Human-Polar Bear Conflict Group zdokumentovala mezi lety 1870–2014, tedy v průběhu více než 140 let, pouze 73 útoků, při kterých 20 lidí přišlo o život. Největší nebezpečí představují vyhladovělí samci. Samice se do křížku s lidmi dostávají jen velmi zřídka a napadení ve většině případů souvisí s ochranou mláďat.

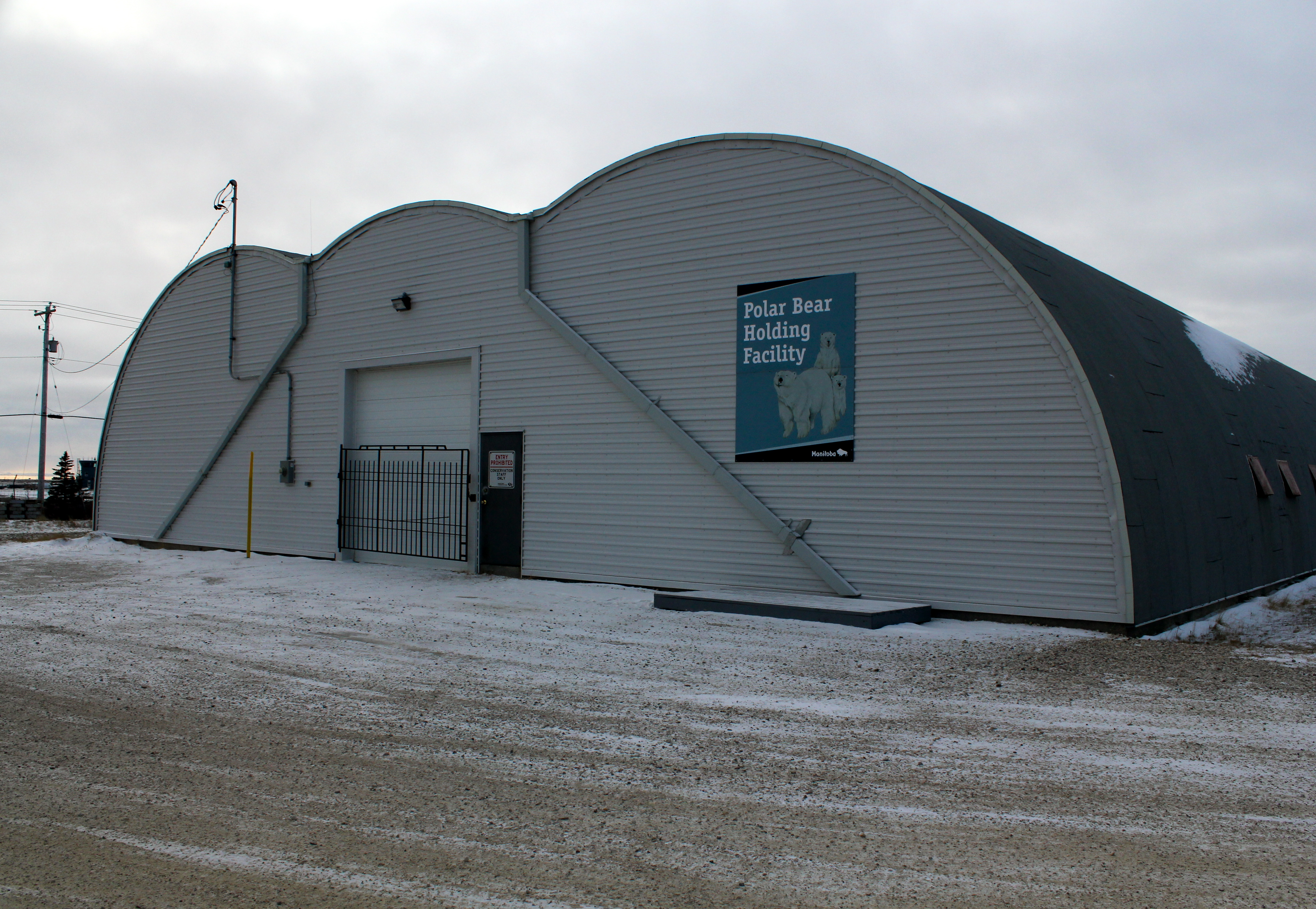
Budova bývalé vojenské márnice a nyní dočasné „věznice“ pro zatoulané medvědy v Churchillu

V Churchillu v kanadské provincii Manitoba, kde žije početná populace ledních medvědů, se nachází speciální „vězení“ (Polar Bear Holding Facility), budova pro dočasné zadržení medvědů před jejich přemístěním, pokud se přiblíží k městu a představují nebezpečí pro jeho obyvatele. Před vznikem tohoto zařízení byli zatoulaní medvědi z bezpečnostních důvodů stříleni. Věznice byla zřízena v roce 1982 (podle jiných zdrojů v roce 1983, poté, co byl přímo na ulici medvědem rozsápán člověk), v budově bývalé vojenské márnice.

## Chov vlidské péči
Medvěd lední se díky své vzácnosti a sněhově bílé srsti stal velkou atrakcí již ve starověku. Když cestovatelé pronikli do Arktidy, stal se lední medvěd vyhledávanou odměnou pro panovníky. Od druhé poloviny 19. století se medvědi postupně nacházeli v cirkusech a prvních zoologických zahradách. Plemenná kniha existuje od roku 1876. Celosvětově první úspěšný odchov mláděte v zajetí se podařil v roce 1942 v Zoo Praha.
V roce 2022 žilo v zajetí po celém světě nejméně 300 medvědů ledních ve 152 zoologických zahradách a jiných zařízeních, a to hlavně v Severní Americe, Evropě a Asii.
V Česku chová lední medvědy k roku 2023 Zoo Brno a Zoo Praha a obě se proslavily úspěšnými odchovy.